# Spedizione siracusana in Africa
La spedizione siracusana in Africa fu organizzata dal tiranno di Siracusa Agatocle e vide l'esercito siracusano sbarcare in Africa – antica Libye – con l'intento di porre un freno all'espansione di Cartagine. Gli eventi che seguirono si svolsero nell'arco di quattro anni, dal 310 al 307 a.C.
La marcia di Agatocle, incominciata nei pressi di Capo Bon, si diresse in una prima fase verso est e in una seconda fase verso ovest. Mentre era rivolto a oriente, Agatocle inviò dei suoi ambasciatori nella Cirenaica coinvolgendo sia il governatore della regione greca Ofella e sia il satrapo d'Egitto Tolomeo I Soter, che diverrà un suo stretto alleato.
La guerra in Africa di Agatocle coinvolse anche la città di Atene e una larga parte della Grecia, la quale ricevendo da Ofella l'invito a partecipare alla campagna bellica siracusana mandò a Cirene i suoi soldati e suoi coloni con l'intento di formare, dopo aver sconfitto Cartagine, un regno ellenistico nella parte occidentale dell'Africa.
I propositi bellici di Agatocle non prevedevano una colonizzazione, per cui entrò in contrasto con Ofella. Dopo aver ucciso il compagno di Alessandro Magno, il Siracusano si fece comandante di tutte le truppe e le condusse nella parte ovest del continente africano. Conquistò numerose città e portò dalla sua parte la quasi totalità degli alleati libici - che abbandonarono Cartagine rendendola pericolosamente vulnerabile –, ma il sopraggiungere di allarmanti notizie dalla patria distrasse Agatocle dal conflitto; questi dovette partire per sedare i gravi disordini scoppiati in Sicilia. L'esercito rimasto in Africa fu affidato al comando di suo figlio Arcagato.
Quando finalmente fece ritorno nelle Libye, Agatocle trovò la situazione totalmente capovolta: i Cartaginesi, durante la sua assenza, avevano assalito con micidiali imboscate i Siracusani, decimandoli. Agatocle provò un'ultima volta ad affrontare a viso aperto i soldati di Cartagine, ma l'inferiorità numerica e il terreno accidentato giocarono a suo sfavore.
Il Siracusano, che in Africa prese il titolo di basileus, abbandonò l'impresa nel 307 a.C. e tornò in Sicilia privo di uomini e con una sola nave. È oggetto di discussione se Agatocle avesse o meno l'intenzione di ritornare celermente in Africa. Quel che rimase del suo esercito, sentendosi tradito, gli uccise i figli, scatenando la sua tremenda vendetta contro i Siracusani rimasti in patria.
L'esercito siracusano e Agatocle giunsero infine a separati accordi di pace con Cartagine, la quale patì non pochi traumi durante la guerra africana, che alla fine la vide comunque vincitrice.

## Contesto storico

### Il Mediterraneo dopo la morte di Alessandro Magno

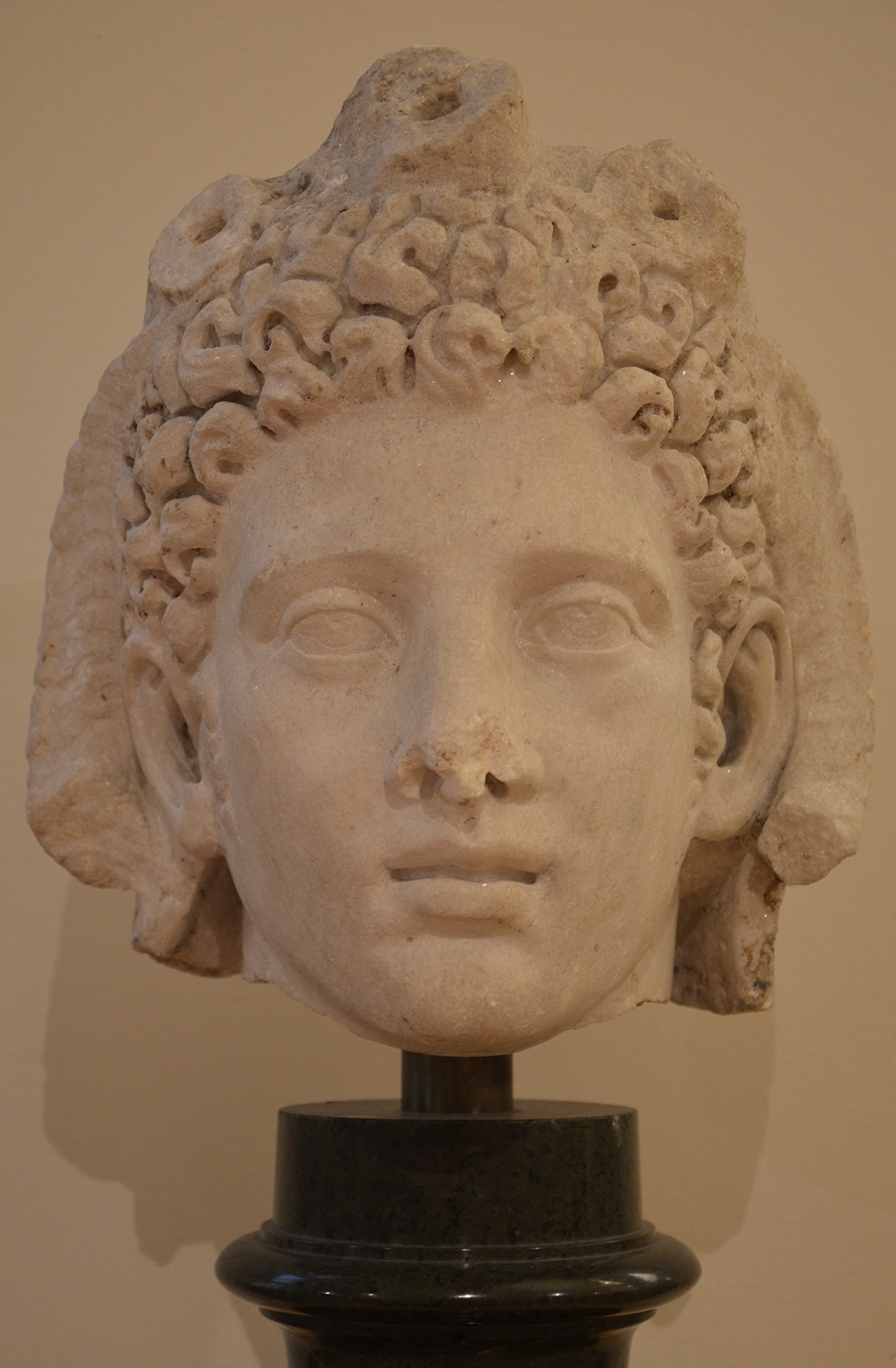
Busto di Alessandro il Grande; in molti sostengono che Agatocle si sia ispirato al macedone dirigendosi in Africa

Con la morte del «cosmocratore» Alessandro, svanì la paventata illusione di unire l'Oriente e l'Occidente sotto un'unica bandiera.
La Macedonia era riuscita a porre sotto la sua obbedienza l'intera Grecia, che controllava tramite la lega di Corinto. Atene provò una ribellione dopo la morte di Alessandro Magno, ponendosi a capo di diverse poleis e dando vita alla guerra lamiaca che la vide definitivamente sconfitta e costretta a disarmarsi. Sparta patì una fine simile a quella di Atene; sconfitta dai macedoni durante la guerra di Agide. L'antica Grecia non uscirà più dal dominio macedone, se non dopo che la stessa Macedonia sarà conquistata dai Romani.
Negli altri stati mediterranei conquistati dal Macedone imperversavano le lotte di successione tra i diadochi (i generali di Alessandro), incominciate nella spartizione di Babilonia. Le guerre di successione tuttavia erano distanti dal mediterraneo occidentale: le satrapie più vicine alla Sicilia erano rappresentate dall'Epiro, soggiogato da Cassandro, e dall'Egitto, divenuto di Tolomeo, il quale si rivelò ben presto essere il più potente dei generali macedoni.

### Un nuovo tiranno
Agatocle, esiliato due volte dalla città aretusea, a seguito della cruenta guerra civile siracusana, nella quale egli ebbe il ruolo di capofazione dei democratici, divenne dapprima «custode della pace» delle città del regno siracusano e poi si fece proclamare stratega autocratore; una proclamazione che avvenne soprattutto grazie al suo esercito che controllava con il pugno di ferro la popolazione che era appena uscita da una dissanguante strage civile.
La prima fase del governo agatocleo fu caratterizzato da una relativa calma: il tiranno Agatocle, hanno osservato gli studiosi moderni, faceva seguire sempre ad una violenta aggressione un periodo di respiro e di pace durante il quale tutto sembrava tornare alla normalità. Ma gli oligarchici, fazione da lui in parte sterminata (così come in parte vennero sterminati i democratici dalle armi degli oligarchici) e in parte esiliata, si organizzarono in una forte resistenza che si spostava di città in città e minacciava Agatocle. Ad un certo punto Cartagine, che fino a quel momento era rimasta a guardare lo scontro ed anzi, secondo Giustino, aveva persino aiutato Agatocle a salire al potere del governo di Siracusa, decise di allearsi con i fuoriusciti oligarchici. Nessuno però poteva immaginare a quel tempo che il conflitto nato in terra siracusana si sarebbe esteso fino a raggiungere il continente africano e fino a coinvolgere potenze lontane, smuovendo equilibri secolari.

## Contesto geografico: l'Africa antica

### Denominazione e identificazione

Una rappresentazione approssimativa del mondo di Ecateo

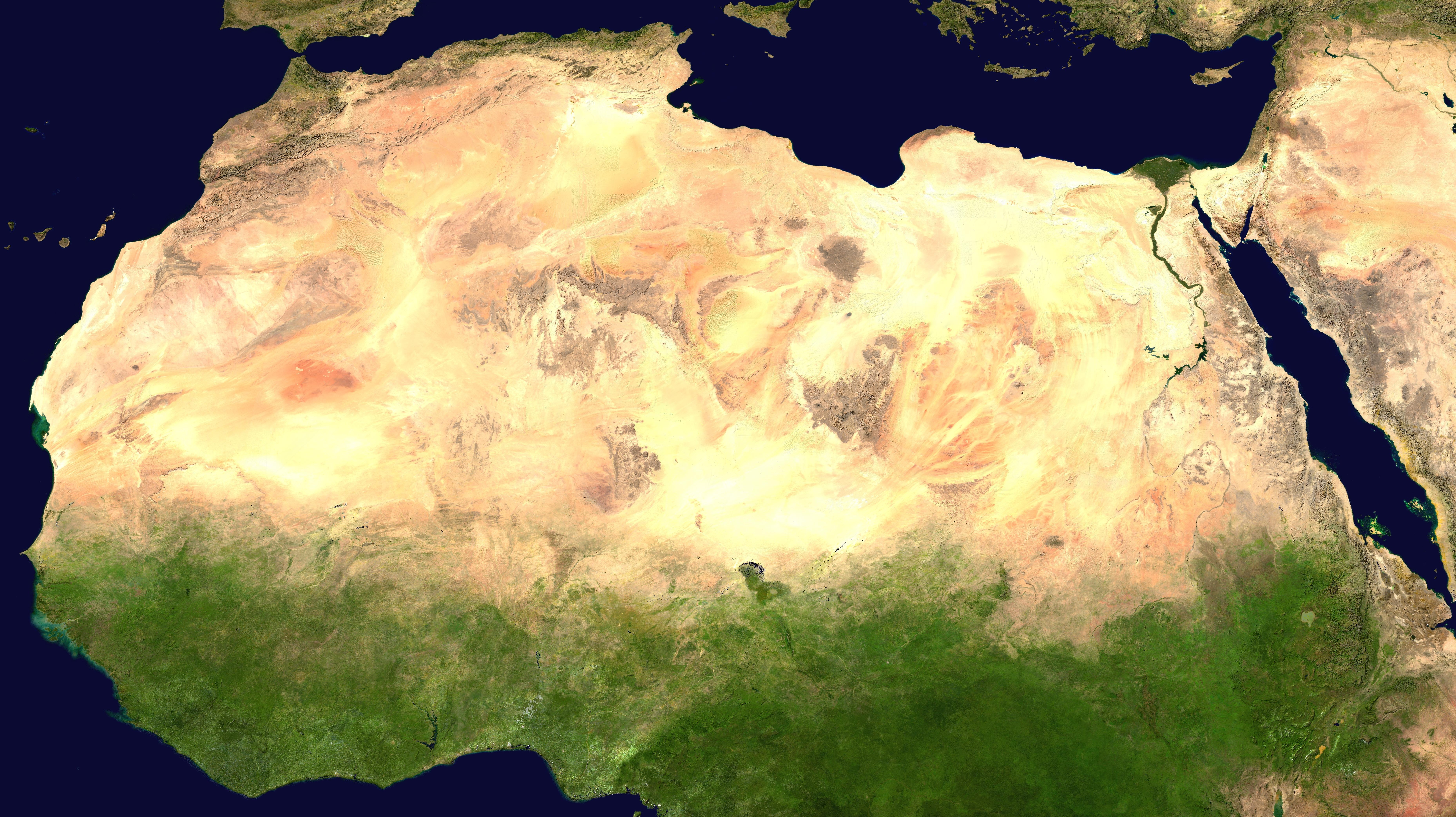
L'Africa del nord vista da un'immagine satellitare della NASA

Con il termine Libye (toponimo che odiernamente corrisponde solo alla regione libica) gli antichi indicavano, spesso in maniera generica, la quasi totalità del nord Africa: dalle porte dell'Egitto alle Colonne d'Ercole.
La Libye a sua volta prese il nome dal popolo dei Libu: tribù berbera nota ai faraoni egiziani; Erodoto fu il primo a indicare con il nome di questa popolazione l'intera Africa.
L'Africa rappresentava un mondo in gran parte sconosciuto per i Greci; essi la chiamavano le terza parte del mondo (dopo Europa e Asia). Soprattutto in età arcaica i Greci distinguevano dal resto della Libye solo la Cirenaica che gravitava attorno alla città di Cirene, colonizzata nel VII secolo a.C. dai Dori. L'Egitto era invece considerato diverso da tutto il resto, per questo i Greci non lo annoveravano come parte della Libia; esso era protetto nel suo lato occidentale dal deserto libico: popolato da animali feroci, arido, privo di acqua, attraversarlo veniva considerato molto pericoloso.
La scoperta dell'Africa iniziata con Ecateo ed Erodoto, subisce un nuovo potente impulso con l'ellenismo di Alessandro Magno: l'Egitto con la fondazione di Alessandria si apre verso la cultura greca e i Greci stessi scoprono la parte dell'Africa che giunge al mar Rosso; l'Etiopia, e la considerano degna di una denominazione a parte. Tutto il resto, specialmente la parte occidentale dell'Africa, veniva configurata come Libye, anche se l'area delle Sirti non segnava più il confine tra noto e ignoto. Erano noti quattro diversi popoli africani, dunque Libi, al di fuori della Cirenaica: a sud i Nasamoni, a Occidente gli Auschisi, a est i Marmaridi e sempre a Occidente i Maci, i più numerosi tra gli africani.

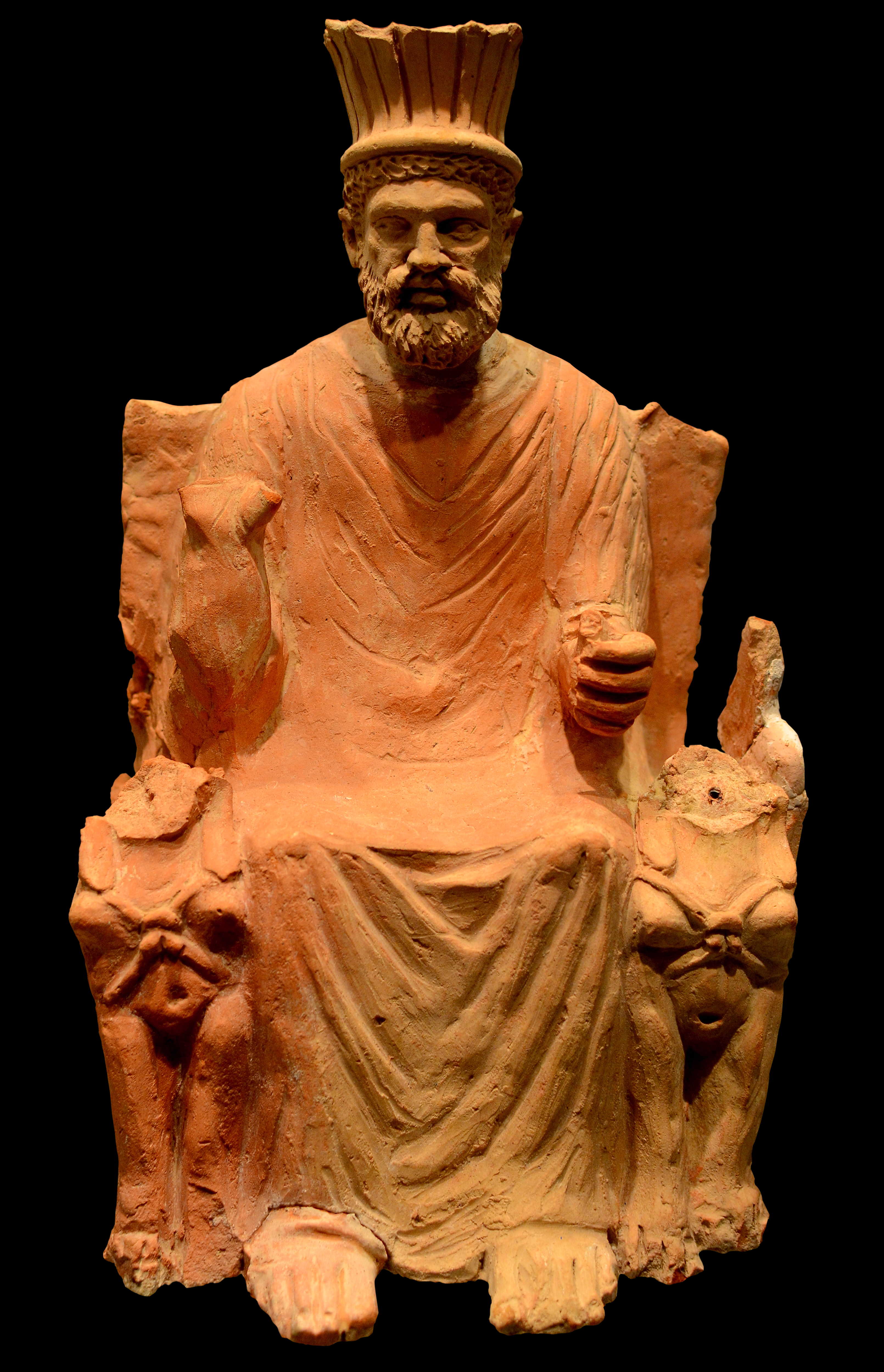
Terracotta punica raffigurante il dio Ba'al Hammon: la principale divinità dei Cartaginesi

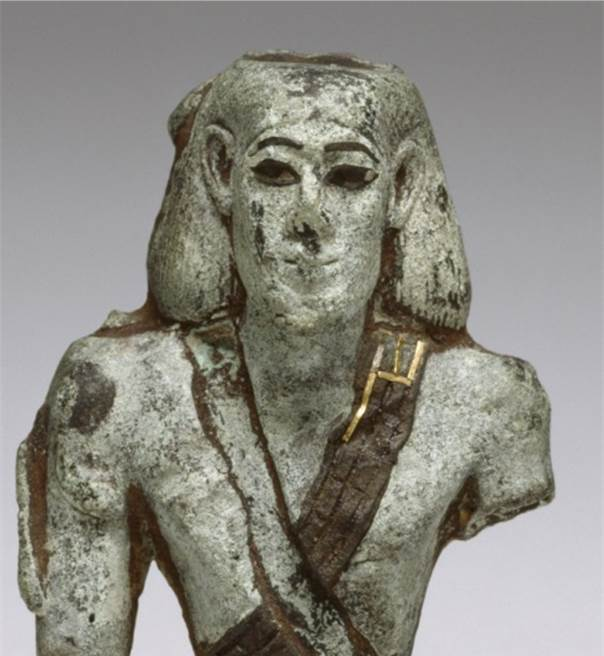
Statuetta egizia raffigurante un guerriero Libu

I Libi erano divisi in agricoltori, pastori nomadi e in predoni; narra Diodoro che mentre le prime due tipologie di popolazioni erano civilizzate, anche se la seconda non aveva città e fissa dimora poiché doveva viaggiare per stare dietro ai tanti animali dell'Africa, la terza invece era la più pericolosa; lo storico di Agyrum così descrive i predoni: «conducono una vita da animali selvatici, passando la loro vita all'aria aperta, adottando pratiche di vita selvagge; infatti non conoscono né regime alimentare, né vesti civili, ma si coprono il corpo con le pelli delle capre».
Nell'occidente africano sorgeva Cartagine; proprio la presenza della potenza punica aveva contribuito a rendere leggendari i luoghi che sorgevano a ovest e a sud della nuova capitale dei Fenici, poiché essa ne aveva sempre vietato non solo la colonizzazione ma anche l'accesso ai Greci, i quali avevano quindi solo una vaga idea della fisionomia dell'Africa occidentale.
In Diodoro Siculo - principale fonte per il racconto agatocleo - questi luoghi non ancora esplorati sono sede delle Amazzoni e degli Atlanti. Nell'Africa di Diodoro la civilizzazione è concentrata quasi esclusivamente sulla costa: lì vi sono le poleis e le divinità; più ci si addentra e più la civiltà sparisce e ci si ritrova in un mondo sconosciuto, molto diverso da quello a cui i Greci erano abituati.
L'area africana attraversata da Agatocle era abitata da quattro differenti etnie: i Fenici, ovvero i Cartaginesi; i Libifenici, nati da unioni matrimoniali tra indigeni e fenici; i Libi che odiavano il dominio di Cartagine sulla loro gente, e infine i Numidi, che sono da identificare con i Nomadi; probabilmente essi assunsero questo nome a causa di una tradizione di matrice siceliota che li designò tali durante la propria spedizione (da Nomades = Numidi).

## Antefatti

### Cartagine assedia Siracusa
Le ostilità tra Cartagine e Siracusa si riaprirono nel 314 a.C. dopo il fallito tentativo di Amilcare II di mantenere la pace tra i due popoli. Tutto ebbe inizio ad Agrigento dove una flotta di 60 navi cartaginesi impedì all'esercito di Agatocle di assediare gli Agrigentini, i quali proteggevano tra le proprie mura i Siracusani oligarchici: erano questi gli avversari più temuti da Agatocle, poiché non riconoscevano il suo governo e non avevano mai smesso di muovergli guerra. Si arrivò allo scontro diretto con i Punici presso il colle Ecnomo dove si diedero battaglia circa 14 000 soldati di Siracusa e 45 000 soldati dell'impero cartaginese; dopo essere stato due volte sul punto di sbaragliare i Cartaginesi, l'esercito di Agatocle ebbe infine la peggio e 7 000 dei suoi uomini persero la vita sul campo di battaglia della Sicilia centrale. Cartagine, forte di questa importante vittoria, si spinse ad assediare la pentapolis di Siracusa. Fu a questo punto che Agatocle, assediato in casa propria e con l'intera Sicilia contro di lui, decise di compiere il passo che fino ad allora inaudito: assediare Cartagine direttamente in casa sua, in Africa.

## La partenza per l'Africa

### Il superamento del blocco cartaginese

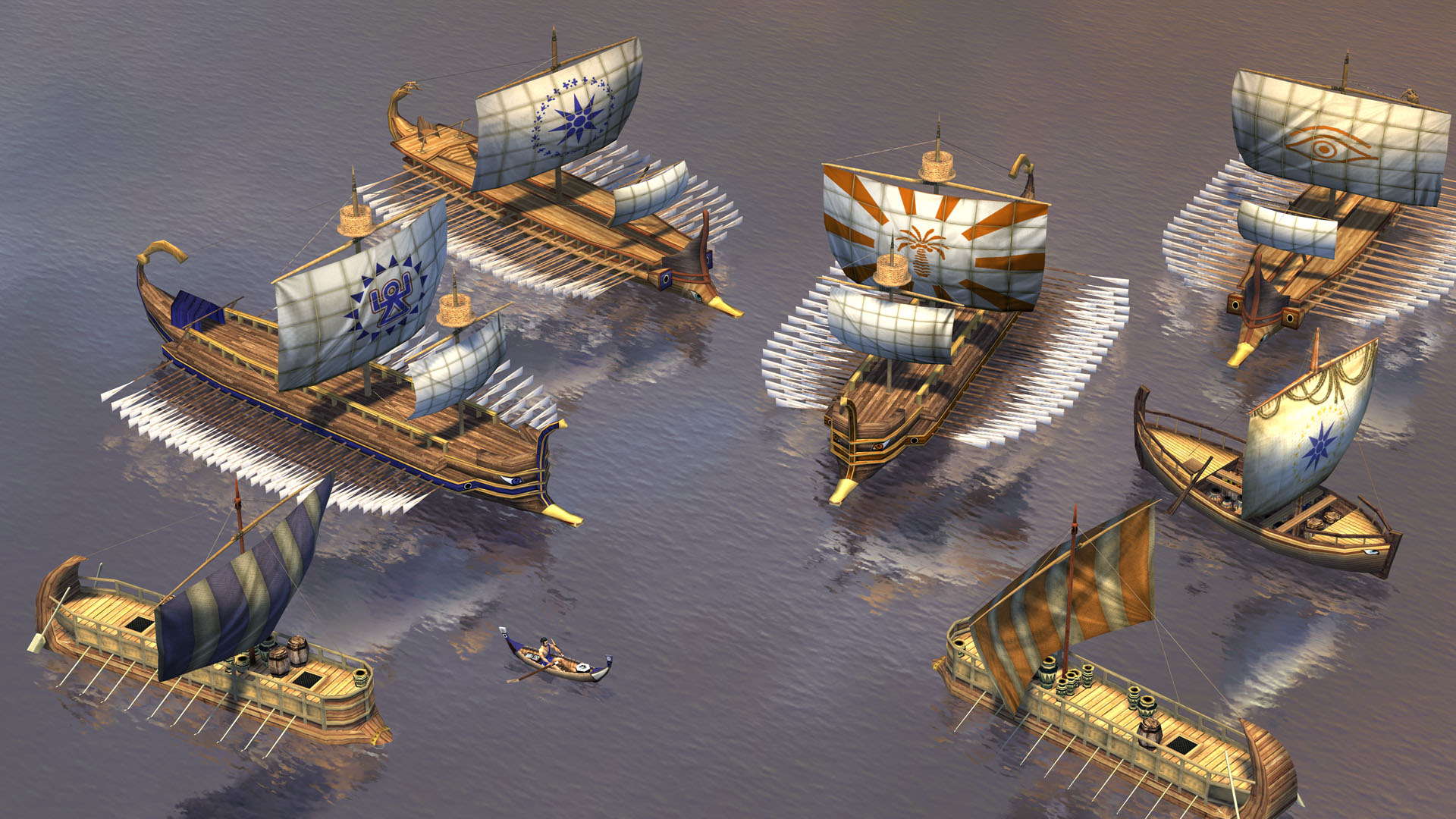
Ricostruzione delle trireme cartaginesi

Agatocle aveva fatto armare i suoi uomini, ma non aveva detto loro dove erano diretti. Quando le 60 navi furono pronte, i soldati credevano che fossero diretti in una spedizione contro l'Italia, altri credevano si stessero per dirigere contro la provincia punica di Sicilia.
Polieno di Macedonia racconta che quando erano già sulle navi, Agatocle volle capire quanti dei suoi uomini erano realmente disposti a fare la traversata con lui, così disse loro che erano diretti verso l'Africa, contro Cartagine, e aggiunse:
(Polieno, V 3, 5.)
In molti se ne andarono. Agatocle uccise diversi di loro, etichettandoli come vili e infedeli, mentre lodò chi rimase al suo fianco. Poiché i Cartaginesi veleggiavano con le loro trireme davanti al porto siracusano, impedendo agli assediati di uscire, Agatocle e i suoi soldati furono costretti a rimanere in attesa per diversi giorni sulle navi, poi, finalmente, giunse l'occasione propizia: arrivò al porto una flotta mercantile che recava alimenti per i Siracusani. I Cartaginesi immediatamente le andarono addosso per impedirle l'accesso.
Agatocle, approfittando della distrazione degli avversari, fece muovere le sue navi; a tutta velocità i marinai siracusani si prepararono a rompere il blocco dei Punici, veleggiando verso il mare aperto.
I Cartaginesi vedendo la flotta di Agatocle navigare in formazione stretta, pensarono che volesse combattere per salvare le navi mercantili, così si misero in posizione da battaglia, ma quando capirono che l'obiettivo della flotta siracusana non erano le navi mercantili era già troppo tardi; Agatocle era uscito, così le navi dei Cartaginesi cominciarono a inseguirlo.
Nel frattempo le navi cariche di grano poterono distribuire indisturbate il cibo alla città di Siracusa. Agatocle riuscì a scartare le navi del nemico, sentendosi abbastanza distante solo quando giunse la notte.

### L'eclissi solare

Un'eclissi solare totale; questa venne osservata l'11 agosto del 1999 in Francia

Il giorno, il mese e l'anno preciso della partenza di Agatocle e del suo esercito per l'Africa sono noti grazie ad un evento astronomico riportato dalle fonti antiche: un'eclissi solare, avvenuta il 15 agosto del 310 a.C., e osservata dai navigatori siracusani all'indomani della loro partenza, avvenuta dunque il 14 agosto. Questo evento ebbe grande risonanza, tanto che si sono conservate ben tre fonti che ne parlano, Diodoro Siculo, Marco Giuniano Giustino e Sesto Giulio Frontino, sebbene i primi due parlino di un'eclissi solare, mentre Frontino afferma invece che Agatocle osservò un'eclissi lunare.
Diodoro descrisse così ciò che videro:
(Diodoro Siculo, XX 5, 5.)
La versione e la spiegazione di Giustino è invece più dettagliata:
(Trogo-Giustino, XXII 6, 1-3.)
Giustino spiega il perché dello sconforto dell'esercito di Agatocle: l'eclissi era vista nell'antichità come un potente segno di presagio per le guerre, come nel caso della battaglia di Halys, avvenuta qualche secolo prima tra Medi e Lidi e soprannominata «la battaglia dell'eclissi» proprio perché a deciderne le sorti fu un'eclissi solare, in quanto i soldati, colti di sorpresa dall'evento, interpretarono il fenomeno come un segno del volere degli dèi affinché la battaglia terminasse all'istante, e quindi smisero tutti di lottare.
Interessante anche la versione dell'evento fornita da Frontino: lo storico romano afferma infatti che l'eclissi vista dai Siracusani non fu solare ma lunare, ed è inoltre l'unico a sostenere che Agatocle diede ai suoi uomini una spiegazione naturale del fenomeno, senza accennare in alcun modo alla simbologia antica che l'eclissi si portava dietro:
(Frontino, I 12, 9.)

## L'approdo in Africa

### Approdo a Capo Bon e voto a Demetra e Kore

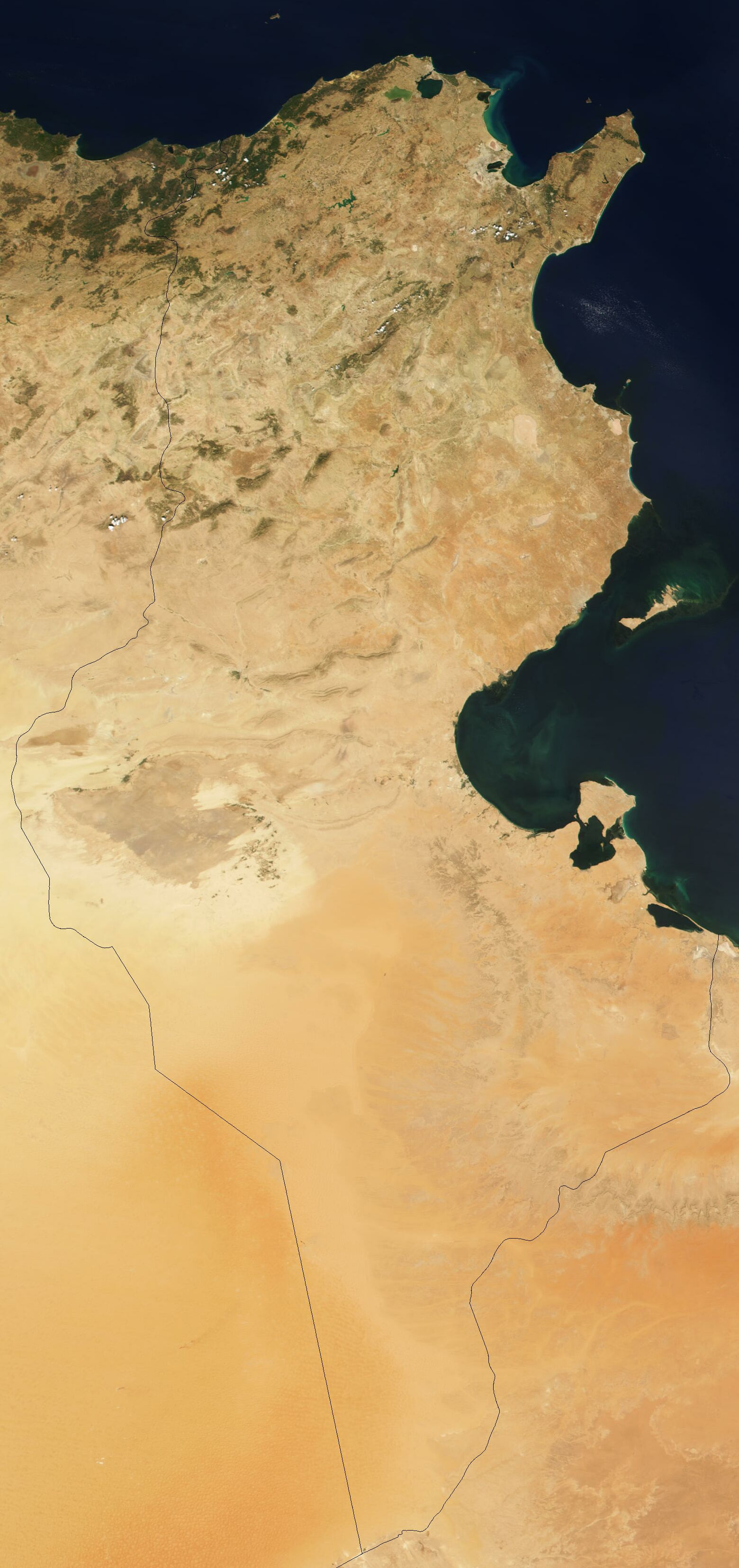
Immagine satellitare di Capo Bon, della Tunisia e del deserto libico

Dopo aver navigato sei giorni e sei notti, all'alba del settimo giorno la flotta di Agatocle scorse le navi dei Cartaginesi poste a guardia della costa africana. Le due flotte iniziarono una sorta di gara agonistica a chi toccasse prima la terra; la posta in gioco era altissima: i Cartaginesi sapevano che la flotta agatoclea era l'ultima speranza della Siracusa assediata da Amilcare, e inoltre se l'avessero bloccata per tempo nessuna guerra sarebbe giunta alle porte di Cartagine; i Siracusani di Agatocle dal canto loro sapevano che se non fossero stati i primi ad approdare ciò che li aspettava una volta giunti a terra sarebbe stata morte e schiavitù per la loro patria.

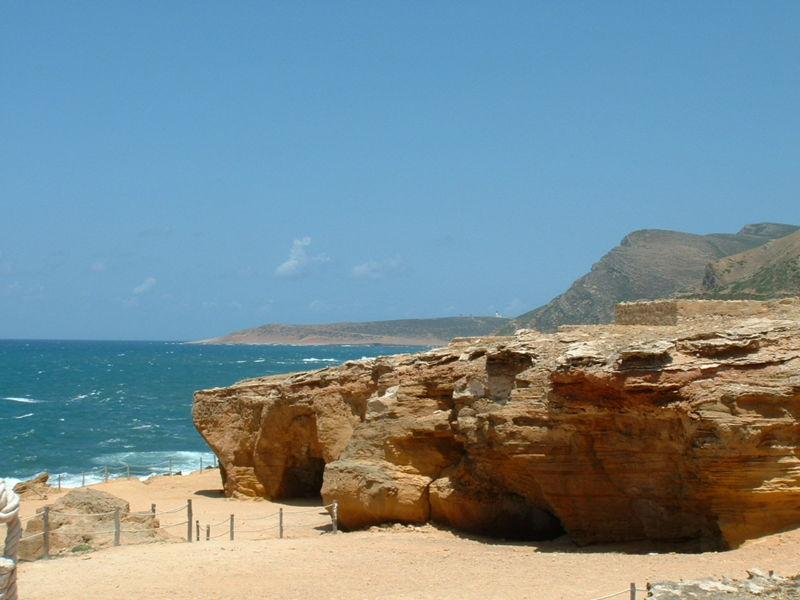
Le latomie di El-Haouaria; probabile luogo dello sbarco di Agatocle

Tra gli incitamenti delle due fazioni, gli uomini di Agatocle riuscirono infine ad approdare per primi. Toccarono terra presso Capo Ermeo (in greco antico: ‛Ερμαία ἄκρα?, il latino Mercurii promuntorium), odierno Capo Bon, in una zona detta da Diororo Latomiae (da latomia).
I Cartaginesi dopo aver tentato inutilmente di contrastare per mare l'esercito di Agatocle, preferirono ritirarsi e chiudere i quartieri agli invasori. Agatocle conquistò la spiaggia, fece tirare a secco le navi e costruì una palizzata.
Le latomie sono grandi cave di pietra, il luogo dello sbarco è stato quindi identificato con un luogo posto sulla punta di Capo Bon che è ricco di queste cave: El-Haouaria; le grandi latomie poste a sud-ovest del Capo con le quali venne edificata Cartagine.
Vi sono tuttavia ulteriori proposte per il luogo dell'approdo agatocleo: più genericamente nel tratto tra El Haouaria e Kélibia, o ancora a pochi chilometri a nord del Capo in una località che sarà nota ai Romani con il nome di Aquae Calidae, odierna Korbous. Importante ai fini dell'individuazione del luogo è la testimonianza del geografo Strabone; anch'egli ha conservato il ricordo dello sbarco agatocleo e asserisce che esso avvenne presso l'Ermeo, in una località ricca di sorgenti termali e cave di pietra (per cui concorda con quanto riportato da Diodoro).
Se pur non si è del tutto concordi con l'identificazione della località specifica dell'approdo, si può dire che Agatocle e l'esercito siracusano sbarcarono a nord dell'odierno golfo di Tunisi. Il geografo di Amasya ricorda a seguire, verso oriente, una città di nome Neapolis (odierna Nabeul) e proseguendo un monte detto Aspis (᾿Ασπίς: lo Scudo; per via della sua forma), il cui terreno, afferma Strabone, sarà in seguito popolato da Agatocle.

#### Agatocle ordina di bruciare le navi

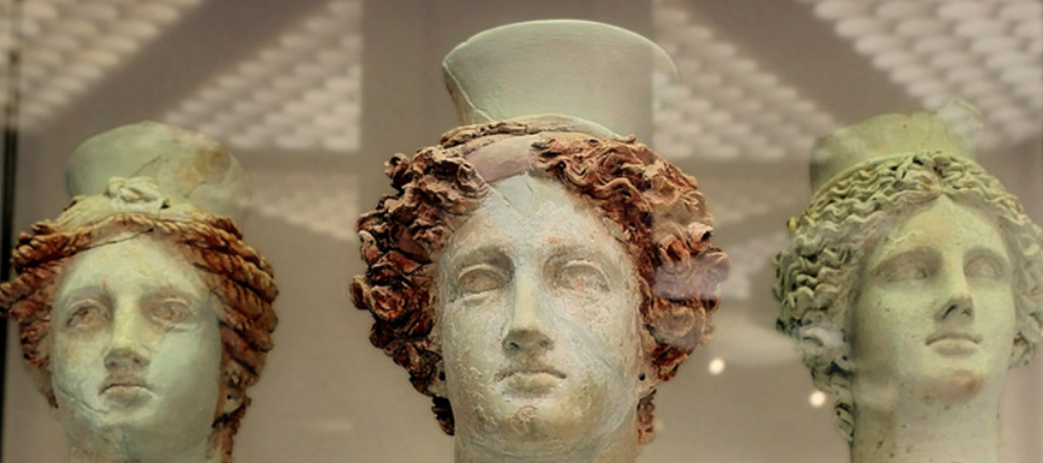
Busti votivi con il volto di Kore, rinvenuti a Siracusa: sede principale per la diffusione del suo culto religioso

Terminata la palizzata, Agatocle ordinò di compiere i sacrifici in onore delle divinità ctonie protettrici della Sicilia: Demetra e Kore. Fatto ciò, proclamò un'assemblea con l'esercito alla quale egli si presentò elegantissimo: «cinto di corona e rivestito di un abito splendente».
Egli confessò ai suoi uomini di aver fatto in precedenza un voto a Demetra e Kore: promise alle divinità che se lo avessero fatto giungere sano e salvo sul suolo d'Africa, egli come pegno avrebbe incendiato le navi sulle quali lui e i suoi uomini sarebbero giunti. Per cui, dopo aver fatto ai soldati un discorso incoraggiante, nel quale disse loro che avrebbero vinto poiché la vittoria gli fu predetta dalle divinità, prese in mano una fiaccola accesa e ne fece distribuire una identica a tutti i suoi ufficiali. Dopodiché salì sulla nave ammiraglia, si recò alla poppa e invitò i suoi ufficiali a fare altrettanto. Quindi appiccò il fuoco alla nave e lo stesso fecero i suoi uomini con il resto della flotta.
Al suono delle trombe e tra gli applausi, i soldati siracusani videro bruciare davanti ai loro occhi l'unico mezzo che avrebbe potuto ricondurli a casa. Da quel momento in avanti, il solo modo per lasciare l'Africa era la vittoria: vincere per ricostruire altre navi, oppure morire in quella terra straniera.
Agatocle con questo astuto stratagemma si assicurava che i soldati non cedessero alla tentazione di voltarsi indietro per fuggire dalle battaglie che li attendevano sul suolo d'Africa. Il Siracusano è stato il primo a sperimentare una mossa tanto estrema, destinata poi a entrare negli annali della storia; non ci sono infatti precedenti prima di Agatocle su navi bruciate dai propri uomini: solamente nell'Iliade ci si avvicina a un simile gesto, quando in una delle battaglie più sanguinose, Ettore vede i Greci fuggire e quindi appicca il fuoco alle loro navi per impedirne la fuga; ma in quel caso furono i Troiani, i nemici, a bruciare le navi dell'avversario, mentre il gesto di Agatocle è più sprezzante poiché implica l'automotivazione: ci si impone la vittoria o la totale sconfitta. Dal suo gesto è nato il motto odierno: «Bruciare le navi» ovvero «mettersi in una situazione senza ritorno».

## La marcia di Agatocle

### La prosperità della regione cartaginese e i primi scontri
Poiché non avevano più nulla da proteggere, avendo dato fuoco alle proprie navi, non c'era alcun motivo per lasciare uomini nel punto di sbarco, per cui Agatocle poté mettere in marcia il suo intero esercito.
Gli storici antichi hanno lasciato una dettagliata testimonianza sulla prosperità del suolo cartaginese:
(Diodoro Siculo, XX 8, 3.)

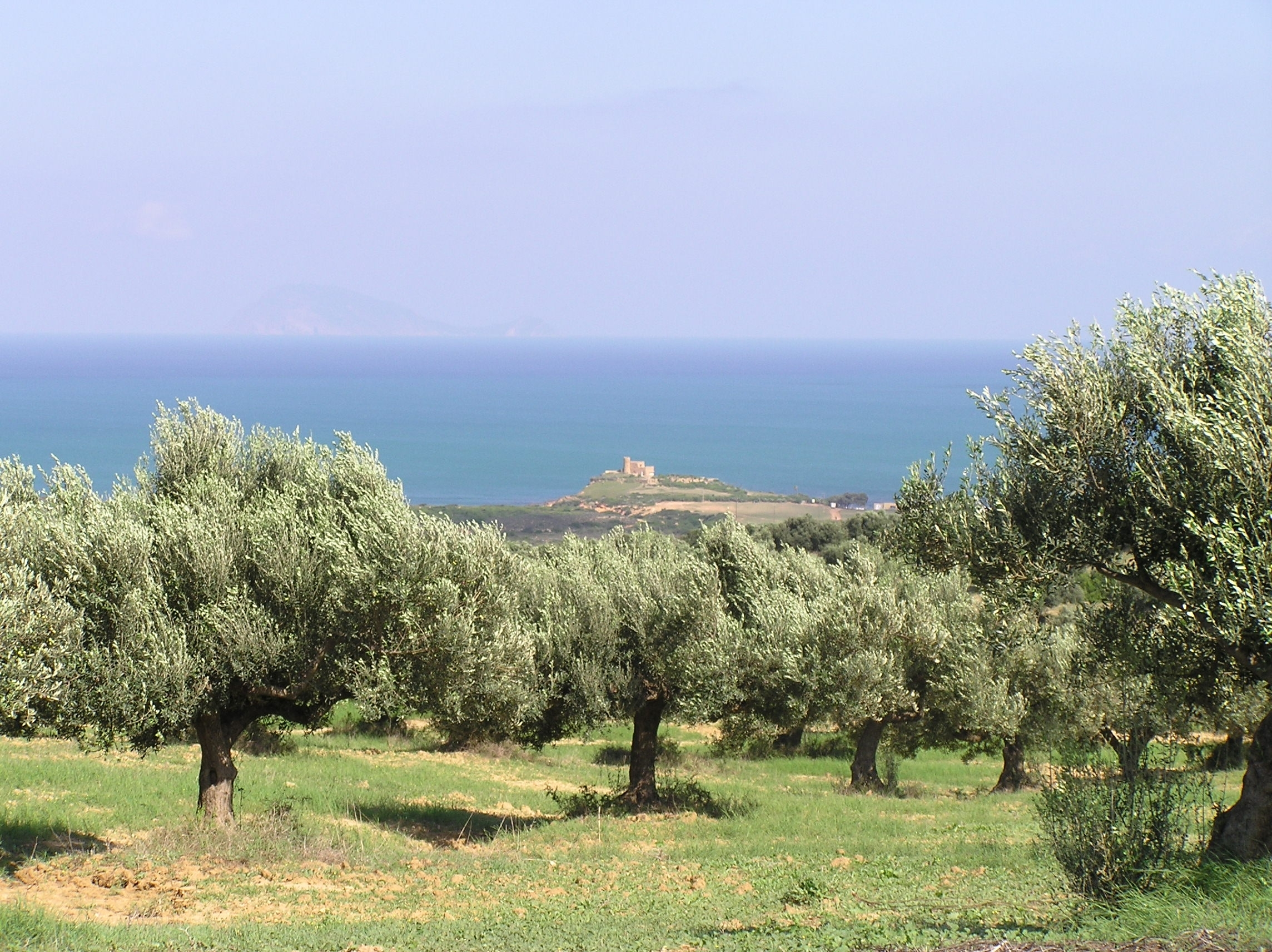
Coltivazione di ulivi a Capo Bon

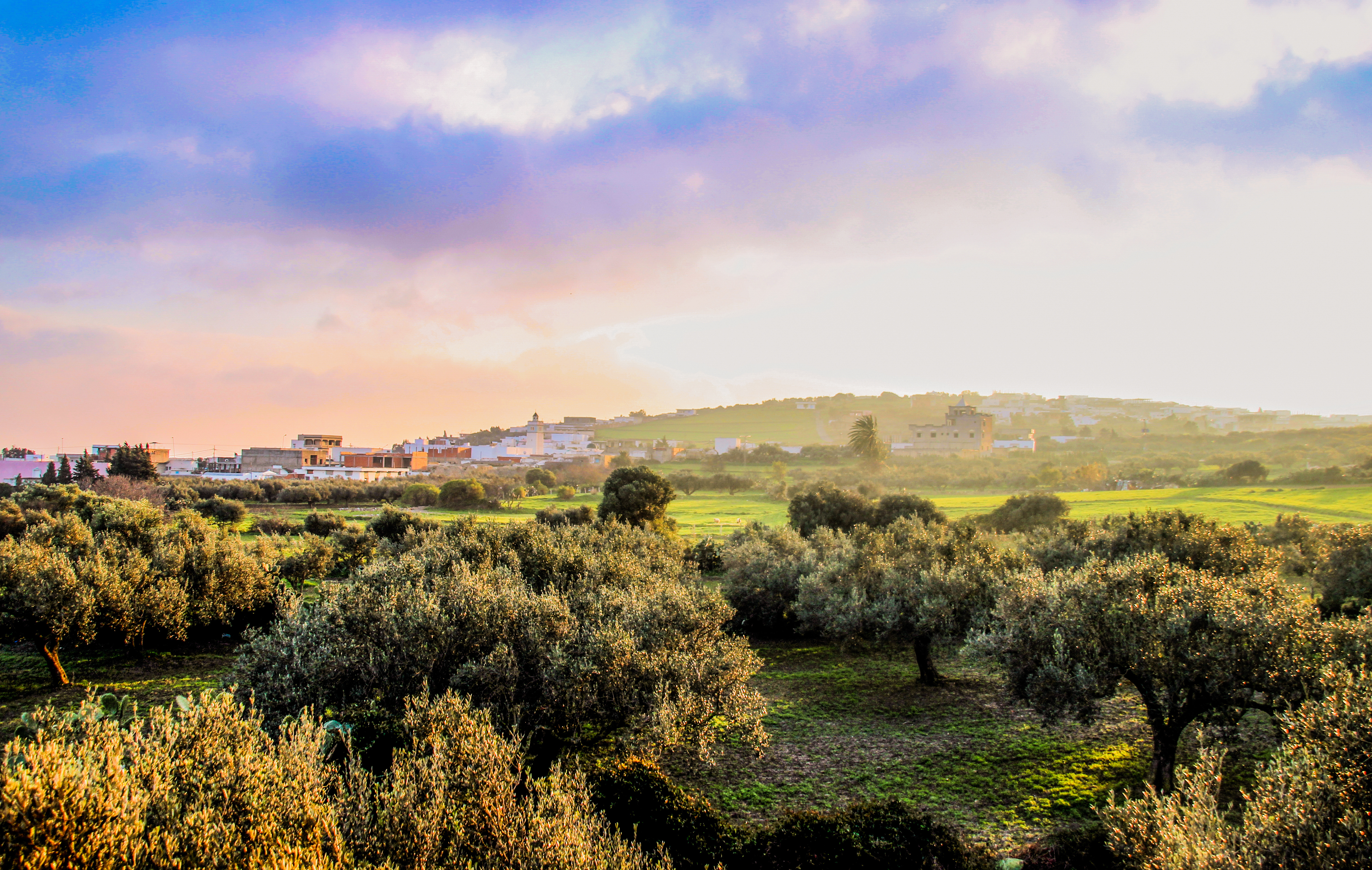
Campi fertili nei pressi di Nabeul

Agatocle si ritrovò ad attraversare un lunghissimo tratto di terra fertile, lussureggiante, colma di verdi giardini e di frutteti, di campi irrigati che giungevano in ogni dove e di belle case di campagna dalle mura bianche disseminate per tutto il territorio. Ulivi e vigneti dominavano il verdeggiante scenario; pascoli di buoi e greggi popolavano la pianura, mentre cavalli di razza erano posizionati sulle paludi. Ogni genere di comfort caratterizzava le proprietà della campagna cartaginese. Tutto quel che i Siracusani vedevano attestava senza dubbio la ricchezza che l'impero aveva portato ai Cartaginesi; un impero che era giunto alle porte di Siracusa e minacciava di renderla schiava.
Diodoro informa che Agatocle per distrarre i suoi uomini dal pensiero che era ancora rivolto all'incendio delle navi, li condusse subito ad uno scontro: egli conquistò la città di Megalopoli (il cui sito archeologico non è tutt'oggi stato identificato) e l'esercito aveva un alto morale, perché la terra ricca prometteva una cospicua ricompensa.
Fu semplice per i Siracusani fare conquiste, poiché gli abitanti dei dintorni di Cartagine si rivelarono essere privi di esperienza bellica. Nessuno prima di Agatocle aveva osato muovere guerra a Cartagine in casa sua, per cui la sua popolazione venne colta alla sprovvista. Dopo Megalopoli fu la volta della conquista di Tunisi Bianca (d'incerta collocazione) e di Tunisi (dette Tuneto da Diodoro); entrambi i centri abitati vennero devastati e nonostante gli uomini di Agatocle volessero risparmiare Tunisi e impiantare al suo interno il centro operativo e farne la sede dei loro bottini, il dinasta aretuseo si oppose, non volendo offrire facili nascondigli in caso di battaglia; per cui ritenne preferì stabilire il quartiere generale a cielo aperto; nella campagna di Tunisi.

### La reazione di Cartagine

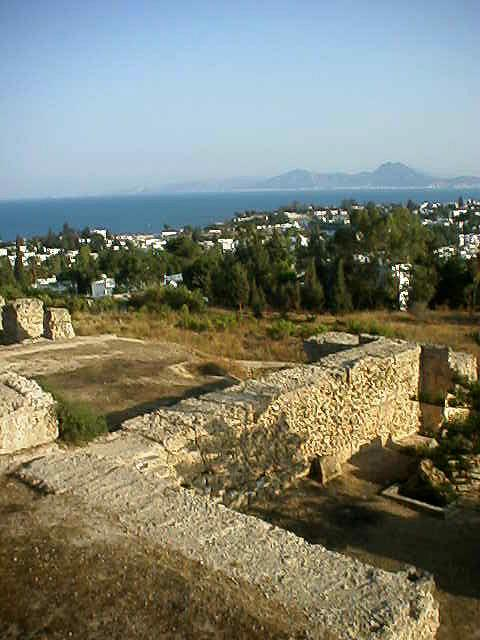
Le rovine di Cartagine site nell'odierna Tunisi

La flotta cartaginese che in precedenza si era allontanata, tornò sul luogo dell'approdo di Agatocle e dei suoi uomini, trovandovi solo le macerie delle navi arse dal fuoco. Sbigottiti dal gesto forte compiuto dai Siracusani, si impensierirono non poco elaborando il messaggio lanciato da quelle fiamme: i Sicelioti erano seriamente intenzionati a combattere in terra d'Africa. Dopo aver razziato finanche nelle macerie della flotta siracusana, i Cartaginesi spedirono dei messi nella capitale dei Punici, perché sapessero cosa era accaduto. Ma a giungere a Cartagine furono prima i messi spediti dalla popolazione delle campagne che avendo subito l'assalto dell'esercito agatocleo, avvertirono prontamente i cittadini della capitale del pericolo che incombeva su di loro.
Appresa la notizia, a Cartagine il grado di preoccupazione fu elevatissimo: se mentre Siracusa era sotto assedio, il suo dinasta aveva potuto raggiungere le coste libiche e inoltrarsi tranquillamente nelle campagne cartaginesi, ciò significava che l'assedio era fallito, che i Cartaginesi di Sicilia avevano fallito e che la propria difesa marittima era caduta.
I cittadini di Cartagine si riversarono per le strade e immediatamente si indisse un consiglio di guerra presieduto dagli anziani. Ma Cartagine non disponeva in quel momento di un esercito: le sue forze migliori erano state spedite ad assediare Siracusa e un'invasione da parte dell'avversario non era stata preventivata, poiché fino ad allora nessun greco aveva osato tanto.
Mentre in consiglio si dibatteva sul chiedere un'istantanea pace ad Agatocle e sul mandare ambasciatori per spiare il nemico, giunsero i messi della flotta punica che finalmente rivelarono agli spaventati cittadini cartaginesi che nessuna flotta punica era stata distrutta e che l'assedio a Siracusa continuava. I Punici vennero così a conoscenza degli esigui numeri dell'esercito di Agatocle e del suo pericoloso isolamento, avendo il dinasta aretuseo bruciato le proprie navi. Tali notizie rincuorarono i Cartaginesi e li resero nuovamente combattivi.
La situazione rimaneva ugualmente grave, se pur gestibile. Cartagine era conscia della superiorità tecnica dell'avversario: i Punici potevano contare sulla superiorità numerica, ma la maggior parte dei suoi cittadini non aveva esperienza bellica, e il crollo delle prime fortezze aveva dimostrato la pericolosità della situazione. Vennero quindi nominati due nuovi generali: Annone e Bomilcare: due nobili di Cartagine, appartenenti a famiglie rivali; una discordia che secondo il senato doveva essere motivo di forza per Cartagine, ma che si rivelerà essere invece un pericoloso tallone d'Achille per la difesa dei Punici. Inoltre Bomilcare ambiva a divenire tiranno di Cartagine, e il comando generale fu per lui l'occasione propizia per attuare i suoi piani di dominio assoluto.

## La battaglia di Tunisi

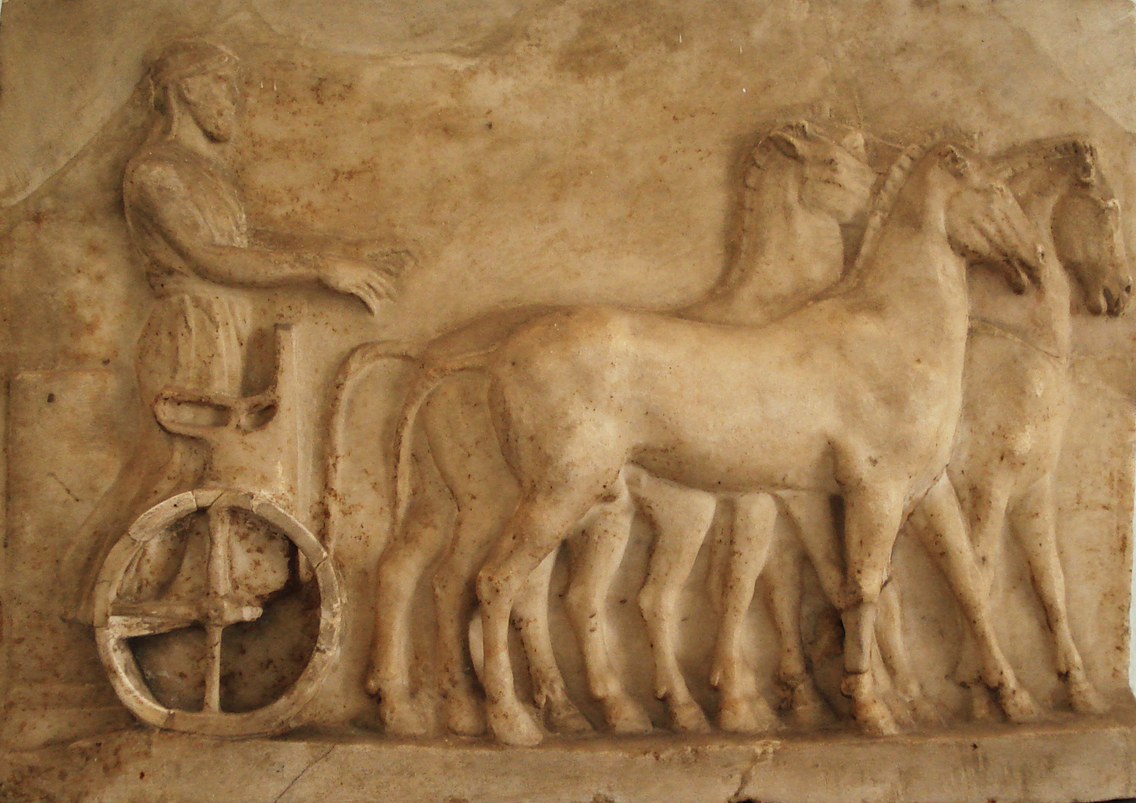
Carro da guerra del V secolo a.C.

Essendo già la marcia di Agatocle in stato avanzato, i due generali punici, volendo riguadagnare il tempo perduto, non aspettarono arrivi militari dalle altre città africane, piuttosto presero 40 000 (30 000 secondo Giustino) cittadini cartaginesi e li armarono contro l'esercito di Agatocle (il quale, va ricordato, non raggiungeva le 15 000 unità). Ai fanti si aggiungevano 4 000 cavalieri di Cartagine e 2 000 carri.
I Punici si accamparono su un'altura di Tunisi, dalla quale era ben visibile l'accampamento di Agatocle. L'ala destra venne comandata da Arcagato per i Siracusani e da Annone per i Cartaginesi. Agatocle e Bomilcare si misero al comando delle rispettive ale sinistre.
I Cartaginesi, consci della loro superiorità numerica, tentarono dapprima di sconfiggere i Siracusani con l'uso dei cavalieri e dei carri, posizionandoli davanti alla fanteria.
Agatocle non disponeva né di cavalli né di carri, poiché non aveva potuto portarli con sé durante l'avventurosa traversata, e vide la paura nel volto dei suoi uomini. Avendo previsto che questo accadesse, poiché non era semplice andare a cuor leggero contro numeri di molto superiori ai propri, Agatocle aveva fatto radunare precedentemente in diversi punti dell'accampamento numerosi gufi - nello specifico delle civette - e in quel momento diede l'ordine di liberarli, affinché gli animali sorvolassero i suoi soldati.
Il gesto di Agatocle fu molto importante ai fini della battaglia, poiché mirava a risollevare il morale dei suoi uomini: la civetta era l'animale sacro alla dea della saggezza, Atena, e averle dalla propria parte era una chiara iniezione di fiducia per il soldato greco.
Poiché Agatocle non aveva abbastanza armi per tutti i suoi soldati, diede agli uomini rimasti fuori dalle divisioni principali le coperte degli scudi, in modo tale che da lontano ingannassero l'occhio dei nemici cartaginesi, dando l'impressione di essere un esercito completamente armato. Oltre a queste astuzie degne del nome di Agatocle, egli mostrò in campo il valore dei suoi uomini: i Siracusani, nonostante perdite pesanti, vinsero infine la battaglia e costrinsero i Cartaginesi alla fuga. Il generale Annone morì combattendo, mentre Bomilcare preferì rifugiarsi dentro le mura di Cartagine. Il battaglione sacro dei Punici resistette fino all'ultimo, ma infine dovette arrendersi.
I Siracusani inseguirono il nemico fino ad un certo punto, poi Agatocle preferì tornare indietro, dedicandosi al saccheggio del campo di battaglia, portando così sollievo alle critiche situazioni logistiche del suo esercito, che finalmente poté armarsi del tutto.

## I sacrifici umani di Cartagine
Cartagine dopo la sconfitta subita a Tunisi entrò nel panico e diede la colpa di ciò che le stava accadendo agli dèi: Agatocle era giunto in Africa perché i Cartaginesi avevano colpevolmente trascurato i loro dèi. Ecco quindi che cedendo alla superstizione ripresero un'antica pratica religiosa che attuavano solo in situazioni critiche o fatalistiche: i sacrifici umani.
Il passato sanguinoso della religione punica sembrerebbe ben documentato: Plutarco narra che Gelone, primo tiranno di Siracusa, dopo l'importante vittoria riportata contro i Cartaginesi nel 480 a.C. presso l'Himera, aveva imposto a Cartagine, come condizione fondamentale e inamovibile, la cessazione dei sacrifici umani. E poco tempo prima anche il re di Persia Dario I aveva dissuaso Cartagine dal compiere questi macabri rituali, imponendole alla vigilia della guerra contro i Greci, così come informa Trogo-Giustino, di fermare i sacrifici umani. I Cartaginesi parvero accettare quanto stabilito da Gelone e per settant'anni regnò la pace tra Cartagine e la Sicilia.
(Montesquieu, Lo spirito delle leggi, cap. V, Gelore, re di Siracusa.)

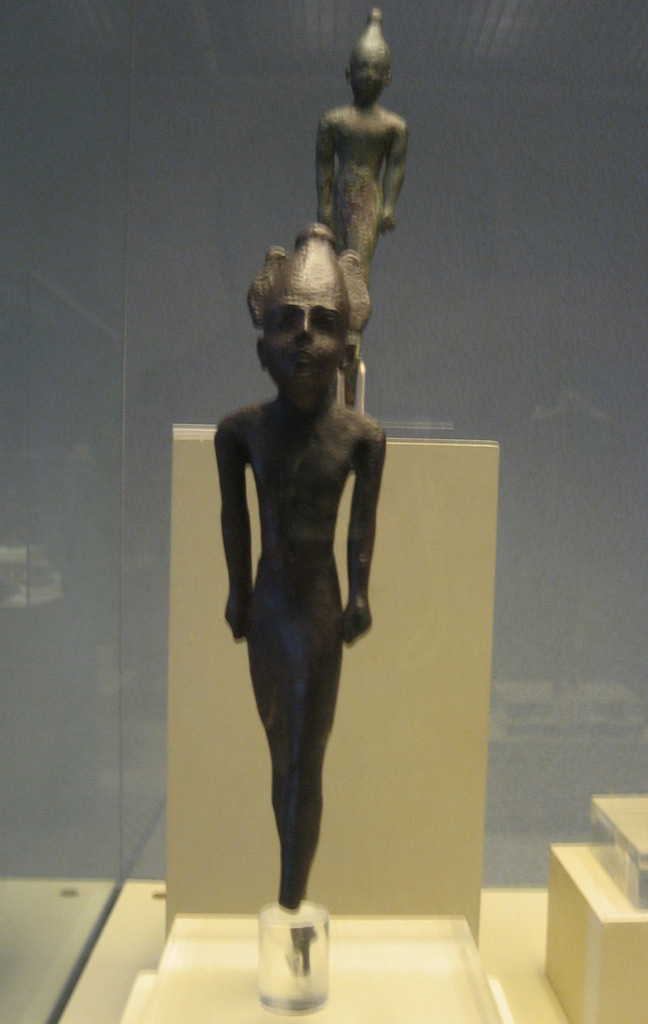
Statuetta votiva dal tempio di Ercole (Melqart) nelle isole di Sancti Petri (Andalusia)

Tuttavia i Cartaginesi smisero di rispettare tale clausola nel 409 a.C., quando, nel corso delle riaccese ostilità con le poleis siceliote, Annibale Magone immolò 3 000 Greci di Sicilia caduti prigionieri nelle sue mani; fece ciò per vendicare l'uccisione del generale suo nonno Amilcare I (sconfitta avvenuta per mano dei Siracusani di Gelone, nel medesimo luogo dove in quel momento si compiva il sacrificio, settant'anni prima).
Dopo gli eventi del tempo di Annibale, non si sono avute ulteriori notizie di sacrifici umani da parte dei Cartaginesi, ma la presenza di Agatocle, cento anni dopo, risvegliava questa antica usanza cartaginese: era necessario, secondo i Punici, placare l'ira degli dèi.
La capitale punica venerava due dèi in particolare, originari della loro madrepatria orientale Tiro: Moloch (o Melqart, identificato con l'Ercole greco) e Kronos (identificabile con Ba'al Hammon; di probabili origini tirie).
Al Moloch di Tiro i Cartaginesi inviarono ingenti somme di denaro, come non facevano da moltissimo tempo (da quando erano diventati un potente impero indipendente), e a Ba'al Hammon offrirono l'olocausto dei propri cittadini. Davanti ad una statua di bronzo del dio, vennero immolati 200 giovanissimi cartaginesi di famiglie benestanti e altre 300 vittime tra i cittadini che si offrirono volontariamente (né sarà l'ultimo sacrificio umano compiuto da Cartagine durante questa guerra; infatti a seguito di una sconfitta successiva subita da Agatocle, altri numerosi prigionieri siracusani, scelti stavolta per la loro bellezza, saranno immolati alle divinità puniche per ringraziarle della vittoria conseguita).
Fatto ciò, spedirono dei messaggeri ad Amilcare di Gisgone, il quale stava assediando Siracusa, con la richiesta di mandare urgentemente parte dell'esercito a Cartagine. Così 5 000 soldati, i migliori, vennero sottratti alle forze di Amilcare; una mossa che si rivelerà fatale per portare a compimento con successo l'assedio contro la pentapolis di Sicilia.

## Messaggi tra Sicilia e Africa

### Il tranello di Amilcare e il messaggio di Agatocle
Quando i messaggeri giunsero da Amilcare, gli portarono i bastoni di bronzo sottratti dalle navi dei Siracusani a capo Bon. Amilcare quindi studiò un ingegnoso piano che prevedeva l'inganno ai danni della città assediata: fece dire ai Siracusani che il loro dinasta e tutto l'esercito erano morti in Africa, che erano stati battuti dai Cartaginesi e quei bastoni erano l'unica reliquia rimasta della loro sconfitta, per cui non vi era più speranza; che si arrendessero e aprissero le porte ai Cartaginesi, senza compiere ulteriori sforzi. Il fratello di Agatocle con il suo luogotenente tennero quindi con urgenza un'assemblea popolare durante la quale la città rischiò di consegnarsi seriamente nelle mani di Cartagine. Antandro voleva cedere e aprire le porte e fu solo grazie all'etolo Erimnone, il quale si oppose fermamente a tale prospettiva, se la città di Siracusa poté dirsi ancora salva.
Fu deliberato che Siracusa non si sarebbe arresa fino a quando non sarebbero giunte notizie certe dall'Africa sulle sorti di Agatocle e del suo esercito.
A risollevare il morale dei Siracusani ci pensò Agatocle stesso dall'Africa che, apprese le ultime nuove dalla Sicilia, si affrettò a far costruire una galea e trenta remi e a spedirla in porto nella città d'Aretusa. La notte del quinto giorno i soldati a bordo della nuova nave intravidero la costa siracusana e all'alba poterono dare la lieta novella. Una volta appreso che le operazioni in suolo d'Africa procedevano molto bene, i Siracusani assediati accantonarono del tutto l'idea di arrendersi al generale punico.

## L'alleanza con il re dei Libi e progressi in Africa e in Sicilia

### Cadono Neapolis, Adrumeto e Thapsos

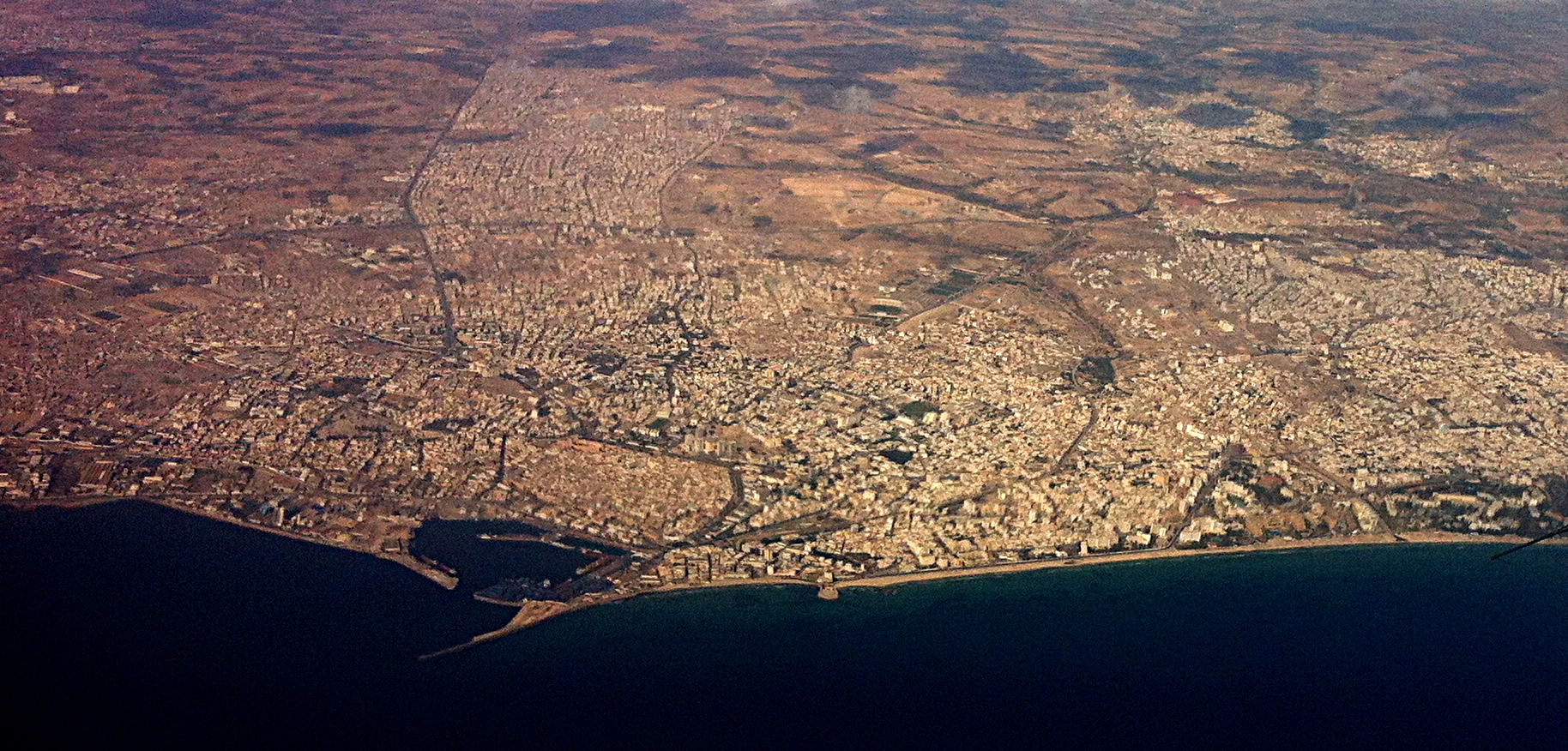
L'area dell'antica Adrumeto in una foto satellitare di Susa

Prima di dirigersi verso la Libia settentrionale, Agatocle portò il suo esercito a conquistare le città della costa orientale poste sotto il dominio cartaginese. Prese per prima la già citata Neapolis (ricordata anche da Strabone in prossimità del luogo di approdo agatocleo). La caduta di questa città avvenne con l'uso della forza, ma i suoi abitanti furono trattati con riguardo da Agatocle.
Arrivati al golfo di Hammamet (a oriente, dopo il golfo di Tunisi, nei pressi dell'omonima città), l'esercito siracusano pose l'assedio ad Adrumeto (in greco antico 'Αδρύμης, in latino Hadrumetum); identificata con l'odierna città di Susa.
Tuttavia, l'attenzione di Agatocle rivolta in quel momento all'assedio della città costiera, fu distolta dal sopraggiungere di notizie allarmanti circa le intenzioni dei Cartaginesi di assalire l'accampamento principale dei Siracusani. Agatocle quindi lasciò la gran parte dei suoi soldati a continuare l'assedio e si portò con pochi uomini verso una montagna che sorgeva tra Tunisi e Adrumeto; da identificare molto probabilmente con la montagna di Djbel zaghouan (nella regione di Zaghouan), ovvero con il margine nord-orientale della catena tunisina di Zeugitana, posta a cinquanta chilometri da Tunisi e ben visibile anche da Adrumeto.
Una volta scesa la notte, giunto ormai in cima alla montagna, Agatocle fece appiccare moltissimi fuochi che avevano lo scopo di far credere ai Cartaginesi di Tunisi che dalla montagna si stava riversando contro di loro un poderoso esercito. Il piano funzionò poiché all'accampamento generale dei Siracusani si diffuse il panico tra i Punici, i quali lasciarono perdere la battaglia in corso e se ne tornarono dentro Cartagine.
I fuochi di Agatocle non soltanto fecero tremare Tunisi, ma atterrirono anche l'assediata Adrumeto; i suoi abitanti temendo l'arrivo di così ingenti rinforzi, aprirono le porte ai Siracusani che poterono quindi dichiarare concluse le operazioni belliche contro la città fenicia.

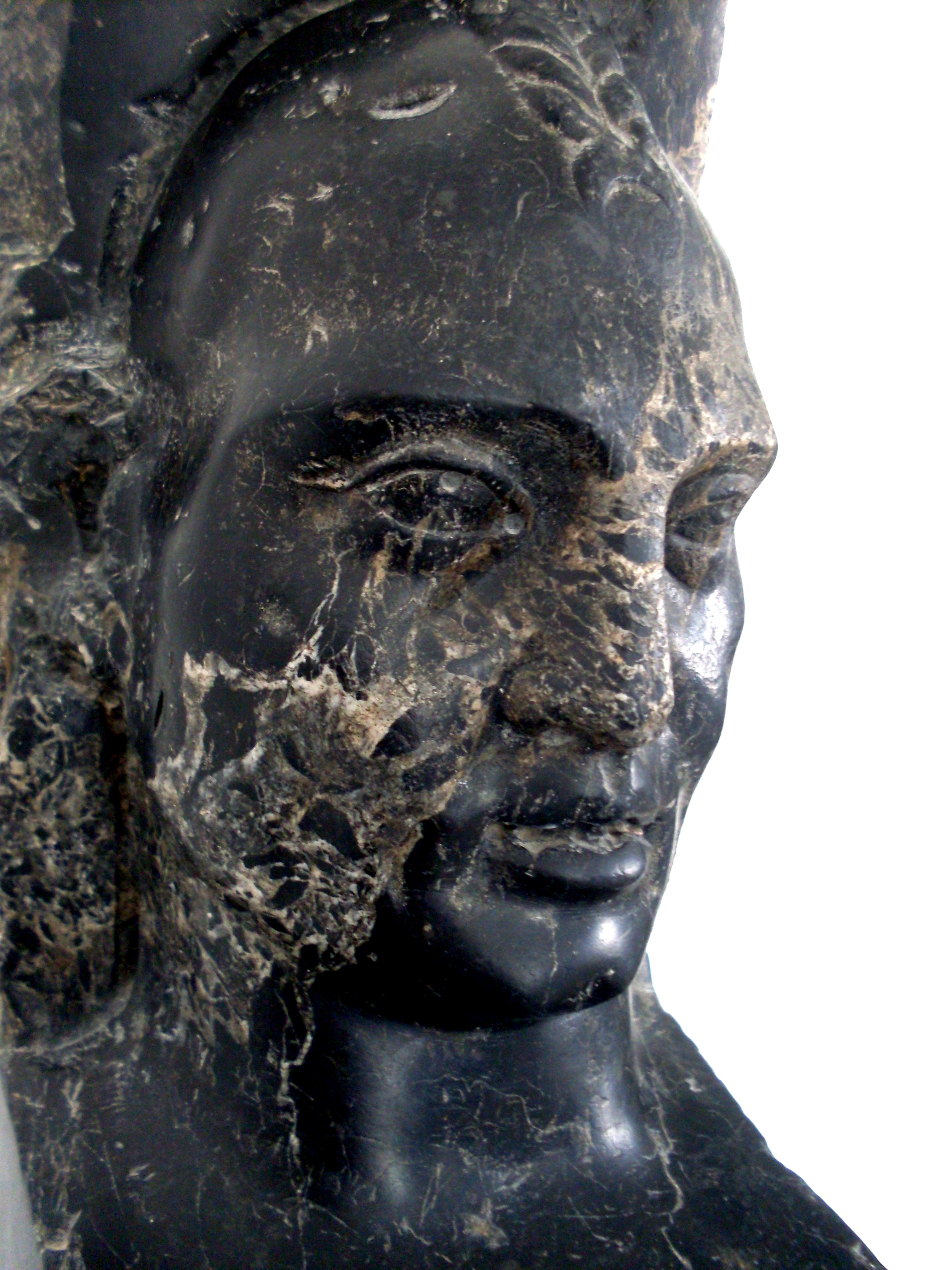
Busto raffigurante un Libico, da Cartagine (museo del Bardo, Tunisi)

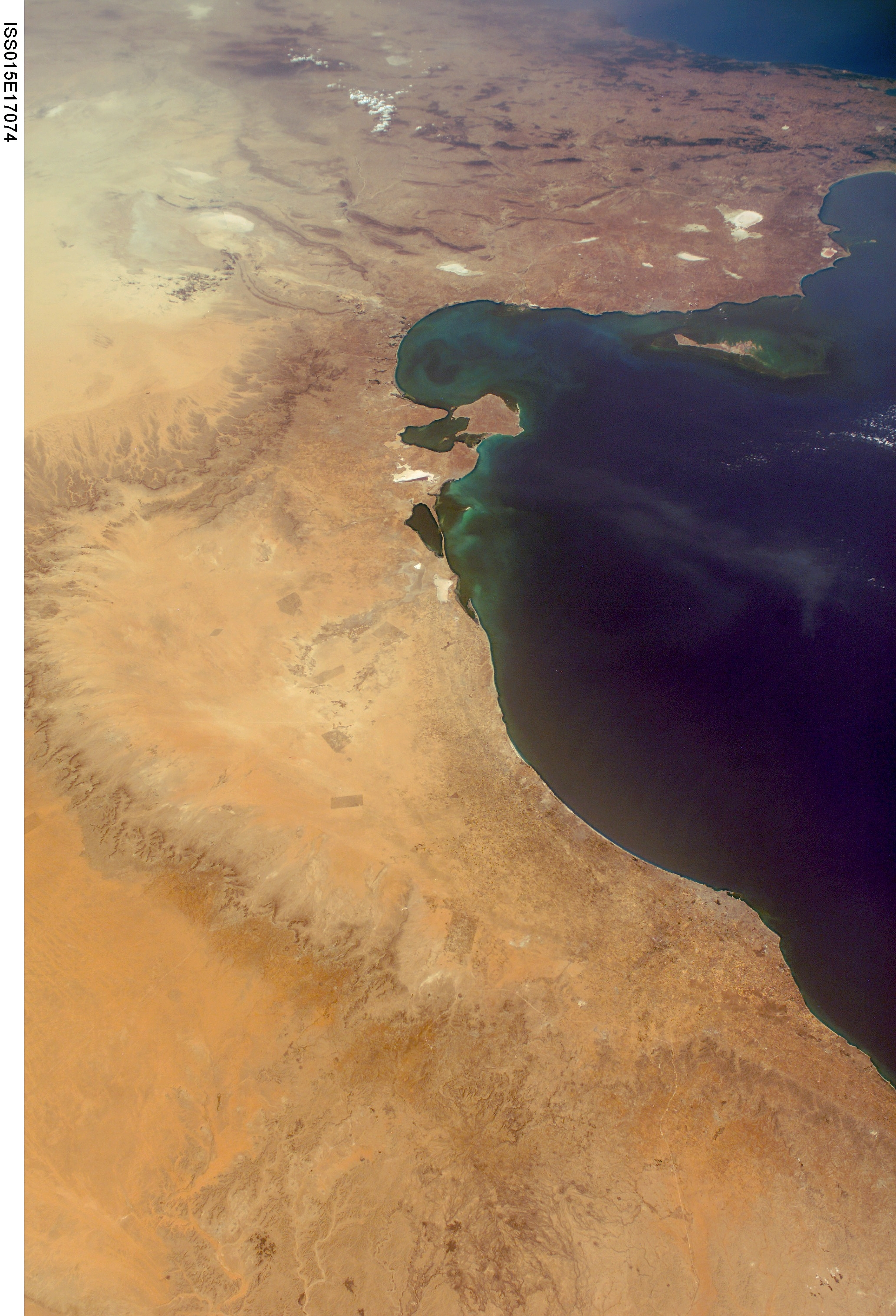
Il golfo di Gabes ai confini con il golfo della Sirte, dove si trova l'area di Tapso; occupata su larga scala da Agatocle

Agatocle in quel momento poteva inoltre contare sull'alleanza delle popolazioni locali, poiché gli era divenuto alleato il re dei Libi Ailymas (o Elymas - Elima); anche se per alcuni studiosi Ailymas era il re dei Numidi e non dei “Libi” come voleva Diodoro (Αίλύμαν τόν βασιλέα τών Λιβύων); basandosi sul fatto che il termine Libi era molto generico. A supporto di tale ipotesi si riferisce che anche Massinissa - condottiero berbero che diverrà re della Numidia un secolo dopo gli eventi di Agatocle - veniva indicato con il titolo di re dei Libi. Tuttavia non è da escludere che Diodoro usi il titolo corretto, senza che questo implichi un coinvolgimento dei Numidi (trattandosi di un'area geografica differente da quella descritta per Massinissa).
Forti delle vittorie conseguite, i Siracusani di Agatocle si inoltrarono ancora più a fondo nella regione tunisina, scendendo in direzione del golfo di Gabès: qui sorgeva l'antica città di Tapso (o Thapsos: Θάϕος) - di probabili origini fenicie, poiché in Sicilia, nel siracusano, si ha un'importante antica località dall'identico toponimo - presa con la forza dall'esercito agatocleo. Dopo Tapso, altri 200 centri abitati, definibili come villaggi dei libici sotto il dominio di Cartagine, vennero in potere di Agatocle.

### Nuovo assedio di Tunisi: altra vittoria di Agatocle
L'esercito di Siracusa passò molti giorni a marciare. Nel frattempo erano giunte le truppe cartaginesi richiamate dalla Sicilia e anch'esse si erano riversate sul quartiere generale di Tunisi. Agatocle, messo al corrente della situazione, ormai vicino a Tunisi, ordinò ai suoi uomini di non accendere fuochi durante la marcia notturna, in modo da cogliere totalmente di sorpresa gli ignari cartaginesi che occupavano il campo. Ancora una volta ebbe la meglio e all'alba, nello scontro che venne ingaggiato tra le due parti, riuscì a liberare il suo quartiere generale. I Cartaginesi contarono oltre 2 000 vittime e diversi prigionieri catturati dai Siracusani.
Nel frattempo il re dei Libi ruppe l'alleanza con Agatocle, passando nuovamente dal lato dei Cartaginesi. Agatocle quindi lo uccise, e con lui uccise molti dei suoi uomini. Nonostante la succinta notizia, essa rappresenta il preludio degli scontri tra i Siracusani e le popolazioni locali; i Libi, che siano essi Libifenici o Nomadi, daranno non poco filo da torcere alla missione di Agatocle.

### La decapitazione di Amilcare e suo teschio spedito in Africa
Dopo aver tentato invano di prendere Siracusa con l'inganno, facendo credere che Agatocle fosse morto con tutto l'esercito, ad Amilcare riuscì ugualmente di penetrare all'interno della città, portando i suoi uomini nell'Epipoli; la città-militare e la parte più alta della pentapolis. Ma l'assalto non andò a buon fine; Amilcare venne catturato e i suoi uomini si sbandarono. I Siracusani decapitarono sulla pubblica piazza il comandante in capo di Cartagine e spedirono la sua testa in Africa, affinché giungesse dalla patria ad Agatocle un messaggio forte e chiaro sulle sorti dell'assedio punico.
Giunta al porto africano la testa del nemico, Agatocle la prese e salì a cavallo. Brandendo il capo di Amilcare si portò sotto il campo nemico e prese a passeggiare da un lato all'altro, scandendo bene le parole da rivolgere ai Cartaginesi. Egli li ammonì: la testa del loro suffeta, giunta da Siracusa fin sotto le mura di Cartagine, era un terribile avvertimento della fine che sarebbe spettata ai nemici dei Sicelioti. I Cartaginesi, sconvolti dalla brutalità e dalla gravità della notizia, si prostrarono a terra, secondo il costume barbarico; la morte del re era un avvenimento terribile e incominciarono quindi a dubitare di poter riuscire a conseguire la vittoria finale in quella tragica guerra.

## L'ammutinamento militare

### Il banchetto, la lite e l'uccisione di Licisco
Diodoro, nel suo ventesimo libro, attribuisce il principio del declino della fortuna di Agatocle in Africa - in un tempo ancora non sospetto - ad una lite tra un alto ufficiale dell'esercito siracusano e il figlio primogenito di Agatocle; Arcagato.
Tutto avvenne durante un banchetto serale nel quale Agatocle aveva invitato le alte cariche del suo esercito; tra queste figurava un capitano di nome Licisco. Nella tavola scorrevano boccali di vino, così Licisco, senza più freni inibitori, osò dire troppo:
(Diod. Sic., XX 33, 5.)
L'accusa di Licisco era gravissima, poiché si accusava il primogenito di Agatocle di adulterio, e la donna con la quale esso veniva compiuto era l'amata di suo padre (Alchia, va ricordato, fu la seconda moglie di Agatocle, la quale rese il dinasta aretuseo padre di altri due figli: Agatocle II e Lanassa).
Ciononostante, essendo un uomo vissuto, gran conoscitore dei delicati equilibri che si venivano a creare tra i soldati; della loro forte solidarietà, Agatocle fece finta di nulla e sorrise bonariamente alle parole di Licisco. Reazione ben diversa ebbe Arcagato che non volendo tollerare oltre quelle risa prese la lancia di una delle guardie e davanti a tutti gli ufficiali uccise Licisco. A quel punto scattò la sedizione negli uomini di Agatocle. Il corpo di Licisco venne riposto all'accampamento, all'interno della sua rispettiva tenda, la quale si riempì subito di soldati indignati per quanto era accaduto. I soldati reclamarono a gran voce Arcagato: volevano che Agatocle lo consegnasse nelle loro mani, affinché essi potessero fare giustizia, uccidendolo. Se Arcagato non veniva consegnato, allora la condanna a morte sarebbe ricaduta su Agatocle.
Quanto accaduto la sera del banchetto coinvolse ben presto l'intero esercito, ma la morte di Licisco per moltissimi uomini rappresentava solo un pretesto per attuare una ribellione che già da tempo era nell'aria a causa dell'irregolarità nel pagamento dello stipendio ai soldati.

### La sorveglianza armata e il passaggio al nemico
Pur non sfociando in ulteriori colpi di testa, la situazione rimase tesissima: l'area dove risiedeva Agatocle con i suoi due figli e il resto dello stato maggiore venne circondata e sorvegliata dai soldati armati. I Cartaginesi udendo i malumori esplosi all'interno dell'esercito avversario, si fecero avanti cercando di corrompere gli uomini di Siracusa; offrendo laute ricompense e paghe più alte a chiunque di loro accettasse di entrare a far parte delle schiere di Cartagine. Molti capitani di Agatocle si lasciarono corrompere e passarono tra i Punici.
Agatocle, capendo di trovarsi in grave pericolo, poiché vi era la seria possibilità che i suoi uomini lo consegnassero al nemico, per risolvere l'annosa situazione si affidò ancora una volta alla sua dialettica e teatralità, cercando di riconquistare così la fiducia del suo esercito: si spogliò (come aveva già fatto durante l'assemblea che lo aveva proclamato stratēgos autokratōr); mise via la veste purpurea, simbolo di potere e regalità, e si vestì con modesti abiti da cittadino privato. Impugnando la sua spada uscì dalla tenda e lasciò che la folla di uomini lo circondasse e lo guardasse in un solenne silenzio, poi prese a parlare ricordando ai suoi soldati quante e quali fatiche avevano dovuto sopportare per arrivare fin lì e quante vittorie avevano conseguito sotto la sua guida. Detto ciò, alla luce degli ultimi incontrollabili eventi, disse loro che se doveva morire, perché lui era pronto a morire per loro, preferiva farlo di sua mano, piuttosto che essere consegnato al nemico punico. Quindi sguainò la spada e fece per uccidersi, ma la folla - come probabilmente egli aveva previsto - lo bloccò, chiedendogli di dimenticare le accuse e di rimettersi la veste che spettava al suo rango elevato. Diodoro prosegue il racconto dei fatti descrivendo le lacrime di Agatocle e la ritrovata voglia da parte del suo esercito di combattere l'odiato nemico punico.

## La battaglia del fiume Bagradas

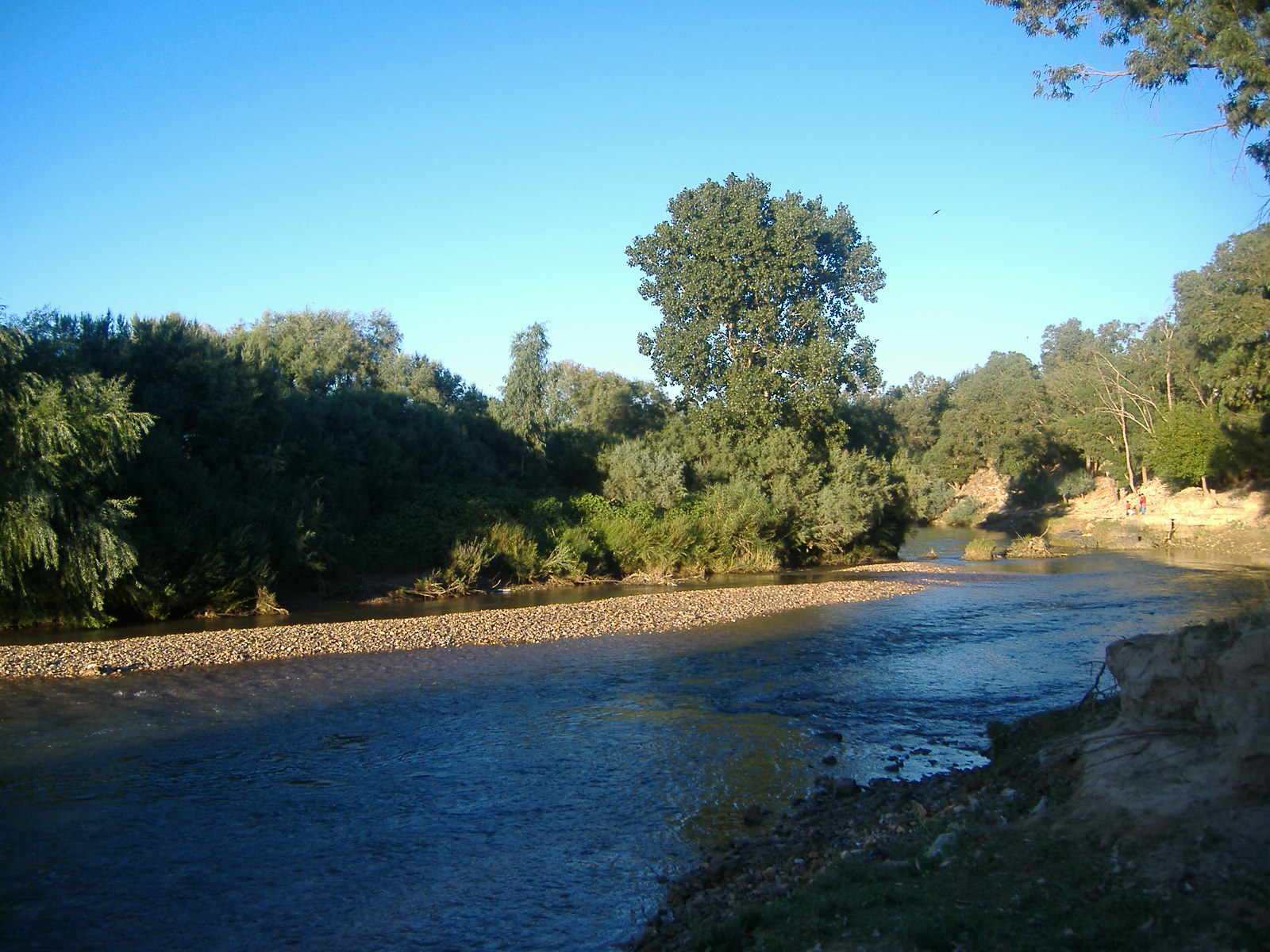
Il fiume Medjerda (antico Bagradas)

Attaccati all'improvviso dai Siracusani, i Cartaginesi furono costretti nuovamente alla fuga. Attratti dalle tante vittorie del dinasta siracusano, i Numidi decisero di abbandonare l'alleanza con Cartagine e di stipularne una nuova con Agatocle.
I Cartaginesi, venuti a conoscenza dei nuovi sfavorevoli sviluppi, cercarono di recuperare con la forza gli alleati che avevano defezionato. Ad Agatocle giunse notizia delle azioni dei Punici contro i Numidi e prese quindi la decisione di lasciare il comando di Tunisi ad Arcagato e di portare con sé all'inseguimento del nemico 8 000 fanti, 800 cavalieri e 50 carri da guerra guidati dai Libici. I Cartaginesi stavano riportando sotto la loro bandiera la popolazione numida degli Zufoni quando Agatocle, dopo giorni di dura marcia, li raggiunse. I Cartaginesi spedirono quindi alcune unità di Numidi a molestare i Sicelioti; per impedirne il più possibile l'avvicinamento. Agatocle vedendosi attaccato dagli indigeni, mandò contro di loro i suoi frombolieri e i suoi arcieri, nel contempo non smise di avanzare. I Cartaginesi superarono un largo fiume e si trincerarono su un colle.
La zona della battaglia è stata individuata (se pur non con assoluta certezza) nelle zone pianeggianti della Tunisia occidentale: in Algeria, dove vi è la parte centrale del letto del fiume Mejerda, ovvero l'antico Bagradas dei Cartaginesi. Nei pressi del fiume avvenne una violenta battaglia che vide contrapposte le due storiche parti in guerra. I Siracusani risultarono superiori per qualità, anche se i Punici - come sempre - potevano contare su un maggior numero di soldati, per cui Agatocle trionfò ancora.

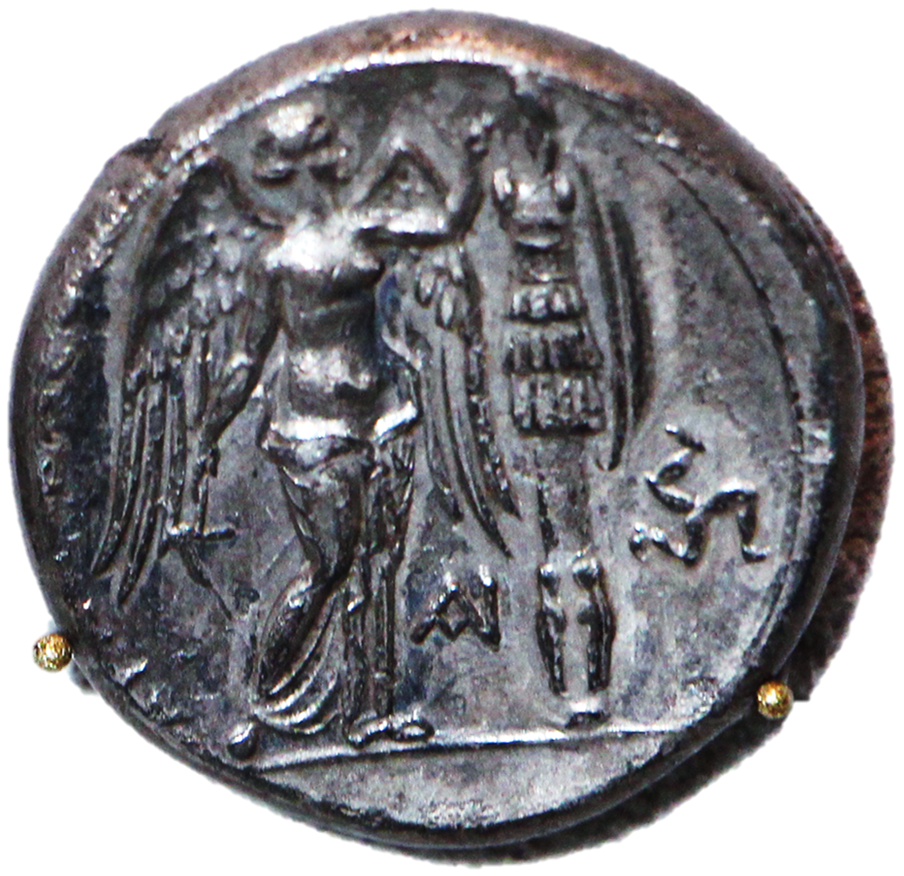
Tetradramma d'argento coniato da Agatocle in Africa nel 309-308 a.C. con Vittoria alata, Triscele e suo nome inciso (ubicazione della moneta: Altes Museum, Berlino)

Durante la battaglia i Numidi non intervennero a favore di nessuna delle due potenze; si limitarono ad aspettare l'esercito sconfitto per depredarne il campo. Siccome la preda dei Cartaginesi non era in quel momento accessibile - poiché i Siracusani stavano per l'appunto costringendo i Punici alla ritirata nel proprio campo -, i Numidi decisero di avventarsi sul campo dei Siracusani e approfittando della lontananza del grosso delle truppe riuscirono a fare bottino, catturando anche degli uomini. Non appena Agatocle si accorse di quel che stava accadendo, smise di dare la caccia ai soldati in fuga di Cartagine e andò ad affrontare gli indigeni, riportando la vittoria e recuperando gran parte di quanto predato.
Per commemorare questa nuova splendida vittoria sulle forze cartaginesi, Agatocle fece erigere un trofeo e festeggiò l'evento con i suoi soldati. Si sostiene che appartengano alla memoria di questa battaglia anche le pregevoli monete di tipo cirenaico fatte coniare da Agatocle nel medesimo periodo della vittoria presso il Bagradas.
Nel corso della battaglia catturò 1 000 disertori: cavalieri Greci (di cui 500 originari di Siracusa e gli altri 500 Greci delle forze alleate) che erano passati dalla parte del nemico a seguito della sedizione militare faticosamente placata da Agatocle. I cavalieri tentarono la fuga, asserragliandosi all'interno di una fortezza della zona, ma Agatocle li vinse e li fece trucidare.
Durante gli eventi che caratterizzarono lo scontro con i Cartaginesi, Agatocle si rese conto dell'imprevedibilità degli indigeni nomadi, e soprattutto della loro pericolosità; non poteva fidarsi di un'alleanza con i Numidi, i quali si erano dimostrati pronti a schierarsi contro di lui alla prima occasione. Urgeva quindi trovare un nuovo alleato in terra d'Africa.

## L'accordo con Ofella e il tradimento

Dune nel deserto africano; il viaggio di Ofella per giungere da Agatocle durò due mesi

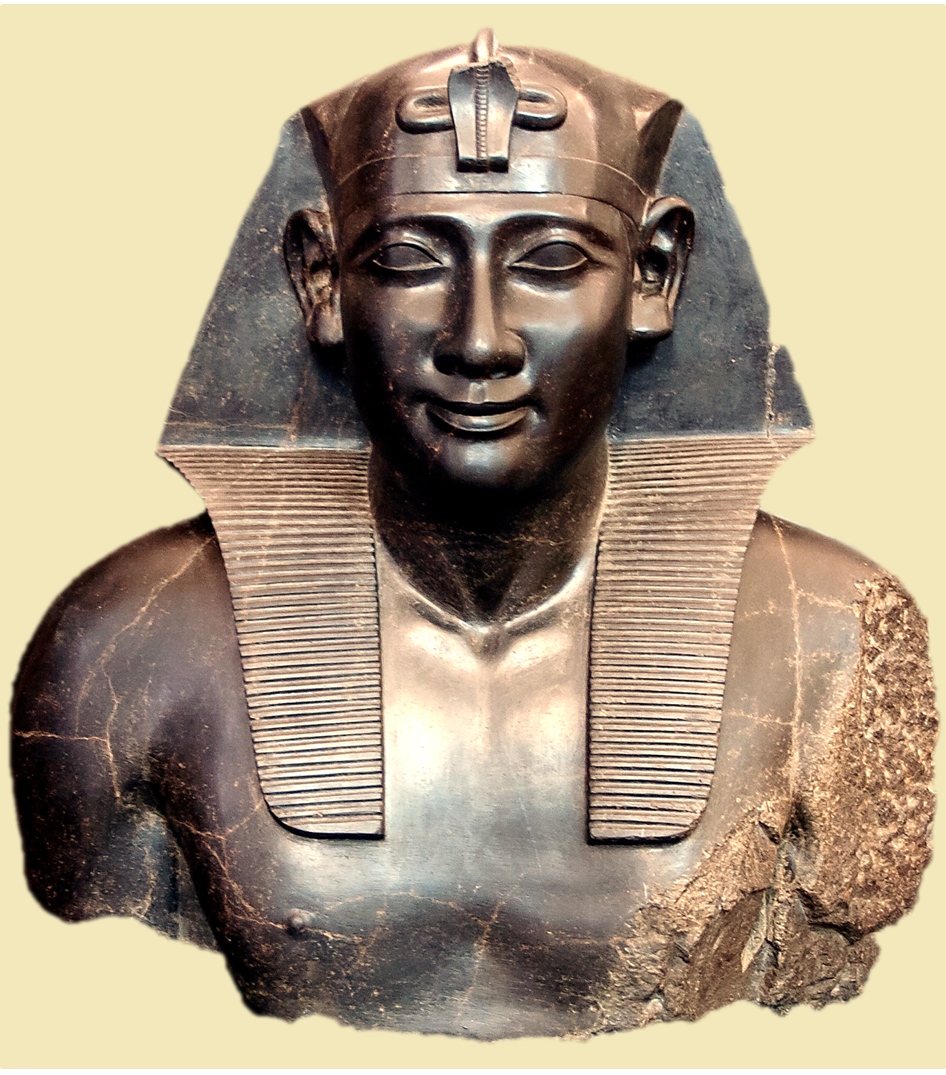
Busto di Tolomeo I Soter d'Egitto

Agatocle nel 309-308 a.C. inviò il suo ambasciatore Ortone a Cirene con il compito di riferire al governatore della Cirenaica, Ofella macedone di Pella, che lo stratego siracusano voleva concludere con lui un'alleanza: Ofella avrebbe partecipato alla guerra contro Cartagine contribuendo con un apparato militare da aggiungere a quello siracusano; in cambio Agatocle gli avrebbe lasciato l'intero dominio sulla Libye, poiché quel che al dinasta aretuseo interessava era possedere l'intera Sicilia.
L'origine di Ofella rimane a tutt'oggi poco chiara: si dibatte se egli fosse un rappresentante del satrapo d'Egitto Tolomeo I Soter, poiché la Cirenaica era stata conquistata dagli Egizi, o se fosse un principe macedone divenuto indipendente dal regno del Nilo In ogni caso accettò l'alleanza. Il Cireneo spedì a sua volta ad Atene un decreto con il quale invitava gli Ateniesi ad unirsi a lui e ad Agatocle di Siracusa per combattere Cartagine e colonizzare nuove terre nell'Africa del Nord. L'ulteriore appello di Ofella, che in breve tempo coinvolse gran parte dei Greci, si pensa abbia scatenato lo scontro, databile nello stesso anno della suddetta alleanza, tra Cassandro, che governava Atene tramite il suo uomo di fiducia Demetrio Falereo, e Tolomeo che con la mossa di Ofella si ritrovò i Greci appartenenti al rivale macedone ai confini dell'Egitto, con la prospettiva, del tutto inesplorata e per questo ricca di possibilità, di un regno ellenistico sul territorio di Cartagine.
Ofella mise in marcia da Cirene 20 000 persone: 10 000 fanti, 600 cavalieri, più di 300 aurighi e parabatai (compagni di battaglia), 100 carri da guerra e 10 000 uomini “fuori schieramento” che si accompagnavano, molti di loro, con mogli e figli. Per due mesi questa moltitudine di gente vagò per il deserto libico, con l'obiettivo di raggiungere l'accampamento dei Siracusani; molte furono le vittime rimaste tra la sabbia a causa dei morsi di animali velenosi, come i serpenti, e a causa della sete e della fame. Finalmente giunsero da Agatocle e questi si premurò subito di dar loro le cure necessarie dopo un viaggio così pericoloso. Per diversi giorni si assicurò che non mancasse loro niente, poi accadde un improvviso voltafaccia, un tradimento la cui origine non viene spiegata, nel quale Agatocle uccise l'alleato Ofella, dopo che questi gli aveva persino “adottato” il figlio Eraclide (secondo Giustino, ma secondo Polieno il figlio di Agatocle fu un ostaggio di Ofella e da questi dovette difendersi a causa dell'estrema passione che il Macedone nutriva per lui). Eliminato Ofella, Agatocle riunì il vasto esercito dell'ex-alleato sotto il suo comando e fece imbarcare i numerosi coloni per le coste della Sicilia, con approdo a Siracusa (anche se moltissimi di loro per via delle violente tempeste marittime perirono o giunsero nelle coste dell'Italia; alle isole Pithecusse).

## Il colpo di Stato a Cartagine e la crocifissione di Bomilcare
Bomilcare, in un periodo privo di scontri con i Siracusani, si fece avanti nei confronti della sua patria; cercò di divenirne il tiranno, facendo leva molto probabilmente sull'ansia che le nuove armate giunte da Cirene avevano provocato nei Cartaginesi.
Il Cartaginese progettò di trasferire i cittadini e le truppe scelte in un nuovo sito, che egli chiamò Città Nuova, per distinguerla dall'antica Cartagine. Quindi mise a ferro e fuoco l'antica capitale, portandole la guerra civile in ogni sua contrada. Scoppiò un'enorme rivolta che coinvolse tutti i cittadini cartaginesi, impegnati nello sforzo comune di non cedere ad una tirannia, nonostante il massacro che stavano subendo da parte delle forze di Bomilcare. Infine venne catturato, torturato e messo a morte.
Giustino, e con lui anche lo storico cristiano Paolo Orosio, ricorda una versione con particolari differenti, ma con ogni probabilità complementare a quella diodorea (pur considerando comunque che Giustino mostra di seguire una fonte basilare differente da quella diodorea; egli segue la versione timaica): dopo una violenta battaglia con i Siracusani (battaglia che in Diodoro non è menzionata), con perdite sofferte da entrambe le parti, i Cartaginesi erano così disperati che se nell'esercito di Agatocle non fosse scoppiata una ribellione, il sufeta sarebbe passato dalla sua parte, consegnando ad Agatocle Cartagine e il suo esercito. Le intenzioni di Bomilcare vennero però scoperte e il sovrano cartaginese venne condannato alla crocifissione in pubblica piazza; qui Bomilcare, dall'alto della croce parlò, sfogandosi contro il suo popolo, ritenendolo ingiusto e ingannevole; egli menzionò tutti i precedenti oscuri dei Cartaginesi nei confronti dei passati sufeti, particolarmente significativa, poiché mirava a spiegare il conflitto in atto, fu l'accusa rivolta a coloro i quali avevano condannato Amilcare, suo zio paterno, che si era prodigato per porre amicizia tra Agatocle e Cartagine, invano, poiché Cartagine aveva preferito avere dal Siracusano la guerra, piuttosto che la pace, andando a condannare l'operato del sufeta. Quando le sue parole avevano radunato una grandissima folla, egli spirò.
Agatocle seppe troppo tardi della crocifissione di Bomilcare e di quanto era stato vicino dall'ottenere Cartagine nelle proprie mani. Sulla mancata comunicazione tra le due parti concorda anche Diodoro, il quale dedica più di un passo al rammarico che dovevano provare Cartaginesi e Siracusani per non aver saputo, entrambi, cosa stava succedendo nei rispettivi campi: da Agatocle la temporanea confusione dei soldati nuovi rimasti senza una guida dopo l'uccisione di Ofella, e quindi facilmente ricattabili dal nemico; a Cartagine la guerra civile, che aveva portato la capitale punica ad essere assolutamente vulnerabile e quindi conquistabile se solo Agatocle ne avesse approfittato.

## L'alleanza con Tolomeo d'Egitto

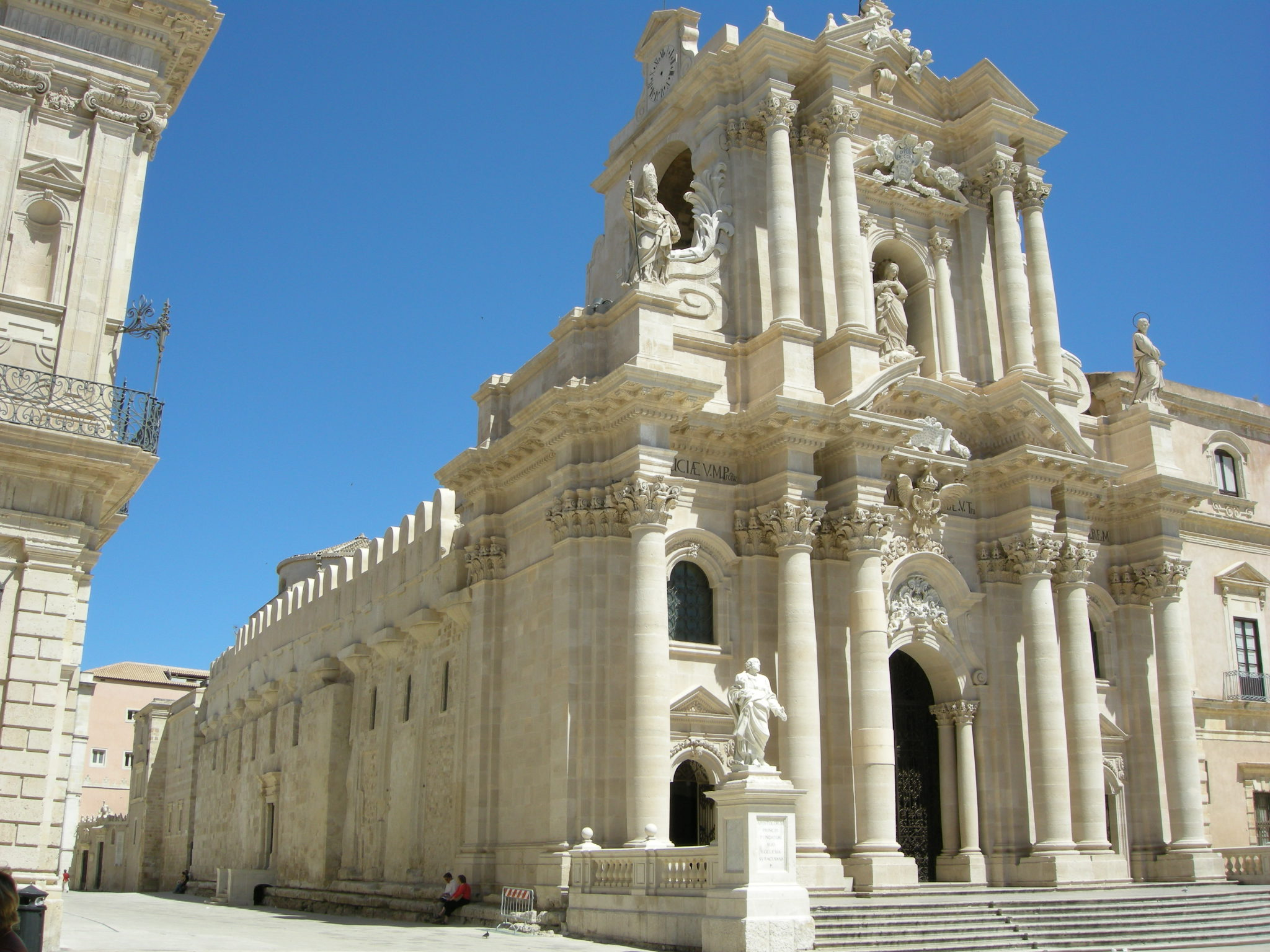
L'Athenaion di Siracusa (incorporato nel Duomo) sotto le cui fondamenta venne rinvenuto il vaso di Ramses e molti altri reperti egizi

Agatocle viene unanimemente riconosciuto come colui che diede il via agli stretti rapporti tra l'Egitto e la Sicilia. Prima però di analizzare in cosa consistette l'alleanza stipulata tra Agatocle e Tolomeo è bene far presente che i rapporti tra la capitale agatoclea, ovvero Siracusa, e la terra del Nilo non nacquero sul finire del IV secolo a.C. ma affondavano le loro radici in tempi molto più arcaici.
Da Siracusa proviene infatti il reperto egizio più antico di Sicilia: si tratta di un vasetto balsamario in forma sferica, prodotto nella valle del Nilo, che reca l'immagine e il nome del faraone Ramses II (Ramses è nell'atto di porgere un oggetto non identificabile alla dea Hathor); la datazione inizialmente proposta per questo prezioso reperto è stata fissata tra il 1350-1300 a.C., ma poiché i geroglifici incisi sopra conducono al regno di Ramses il Grande («signore dei diademi, Ramsses-Miamun»; si legge in parte dell'iscrizione) si è proposto di correggere la data di almeno trent'anni in avanti. Questo reperto, insieme a molti altri reperti egizi ed egitizzanti (per lo più materiale votivo) venne rinvenuto sotto le fondamenta dell'Athenaion, in uno strato archeologico datato al VII secolo a.C., a conferma che la città già in tempi arcaici era legata ad una fitta rete commerciale con ciò che dall'Egitto si esportava; ma non solo commercialmente, essendo offerte votive in un'area sacra (tra l'Artemision e l'Athenaion ed anche in altri luoghi sacri della città), doveva esistere un'importante influenza culturale sui primi siracusani. A condurre i manufatti ad essa furono probabilmente i popoli posti geograficamente vicini all'Egitto; a tal proposito ha constatato uno storico che:

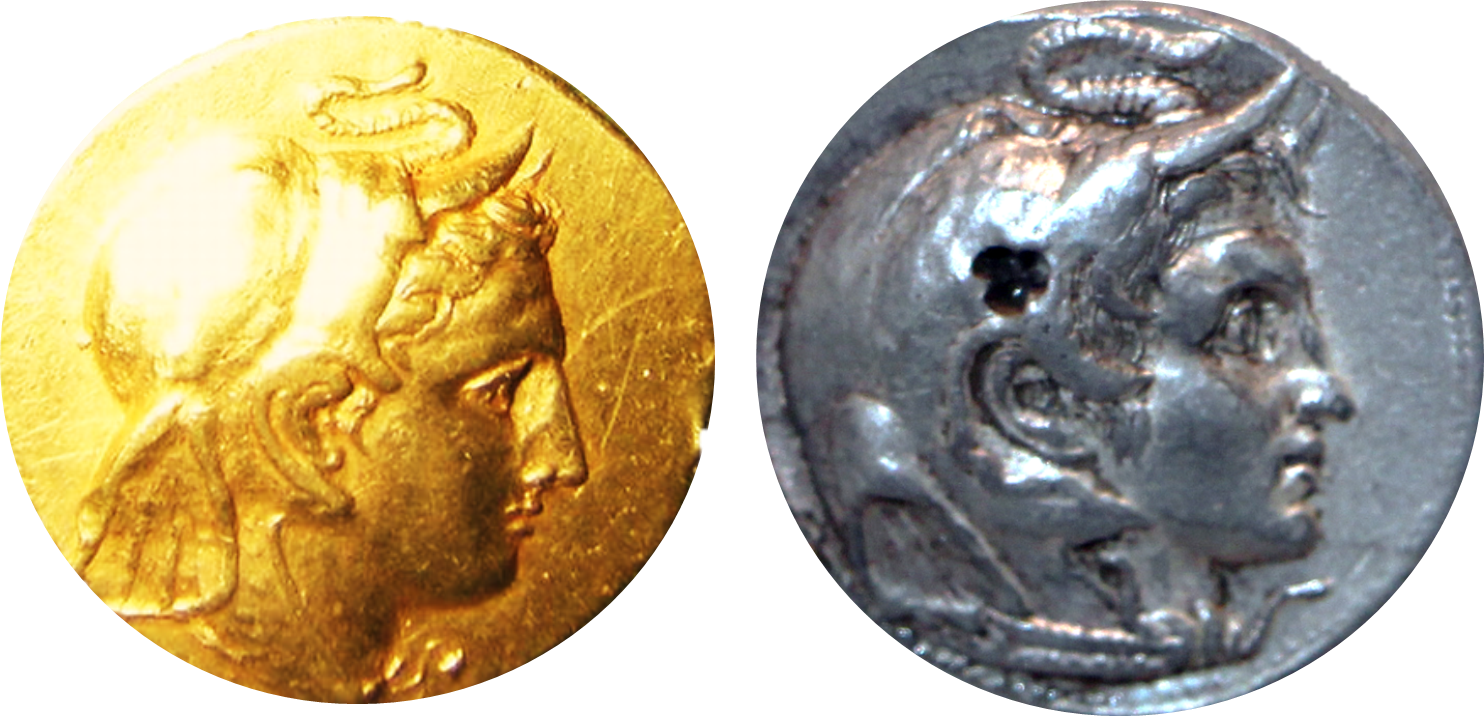
A sinistra moneta in oro coniata da Agatocle; a destra moneta in argento coniata da Tolomeo I. In entrambe è raffigurato Alessandro Magno con scalpo di elefante; evidente è la volontà di Agatocle di accostare la propria monetazione a quella del satrapo d'Egitto

Per i secoli a venire segue il silenzio dei rinvenimenti archeologici, ma da Agatocle in avanti si rianima questo arcaico rapporto e diviene molto più evidente. Secondo alcuni storici l'alleanza tra l'Egitto e la Sicilia di Agatocle sarebbe incominciata nel momento in cui il Siracusano contattò Ofella; se si accetta l'ipotesi che egli fosse un suo rappresentante; qui l'allineamento della monetazione tra Tolomeo e Agatocle, a partire già dall'anno 308 a.C., diventa un chiaro segnale di complicità; in questa ottica si suppone anche che prima di uccidere Ofella, Agatocle abbia contattato Tolomeo (per evitare che questi fraintendesse il suo gesto e lo credesse un nemico dell'Egitto), convincendolo della necessità di eliminare l'ambiziosa figura del Cireneo.

### Assunzione del titolo regale e matrimonio con Teossena
Agatocle nel 307 a.C., durante la sua permanenza in Africa, assunse il titolo di basileus. Seguì in ciò l'esempio di Tolomeo, che assunse il titolo regale dopo che lo fecero i satrapi Antigono e Demetrio (la proclamazione popolare sarebbe arrivata in seguito, durante il primo ritorno di Agatocle in Sicilia). Egli fu il primo che riuscì a farsi incoronare re dalla pentapolis aretusea, la cui repubblica non aveva mai consentito a nessuno di assumere questo titolo; Agatocle era riuscito a trasformare la potente dynasteia in una monarchia ellenistica.
A prescindere dall'ambiguo trascorso con Ofella, Agatocle appare vicinissimo a Tolomeo, il satrapo che trasferì nella sua capitale Alessandria, il corpo di Alessandro Magno, che tra l'altro, stando ad una testimonianza dello storico Stazio, sarebbe stato imbalsamato con il miele ibleo, prodotto nella chora di Siracusa) -  diventando lo sposo di una delle sue figlie: Teossena.

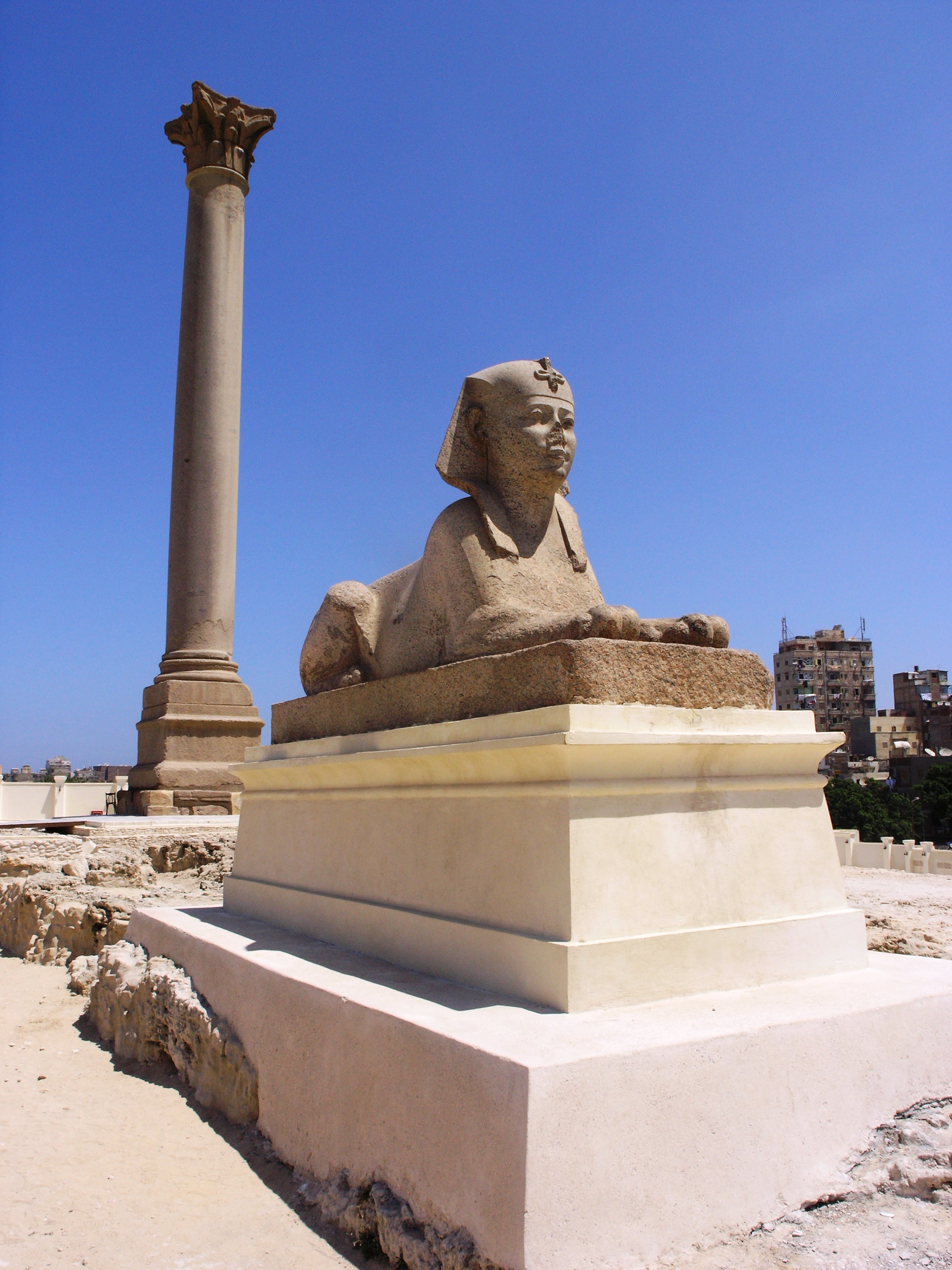
Resti di Alessandria d'Egitto; città che accolse numerosi Siracusani e Sicelioti; tra tutti i più famosi furono Archimede e Teocrito

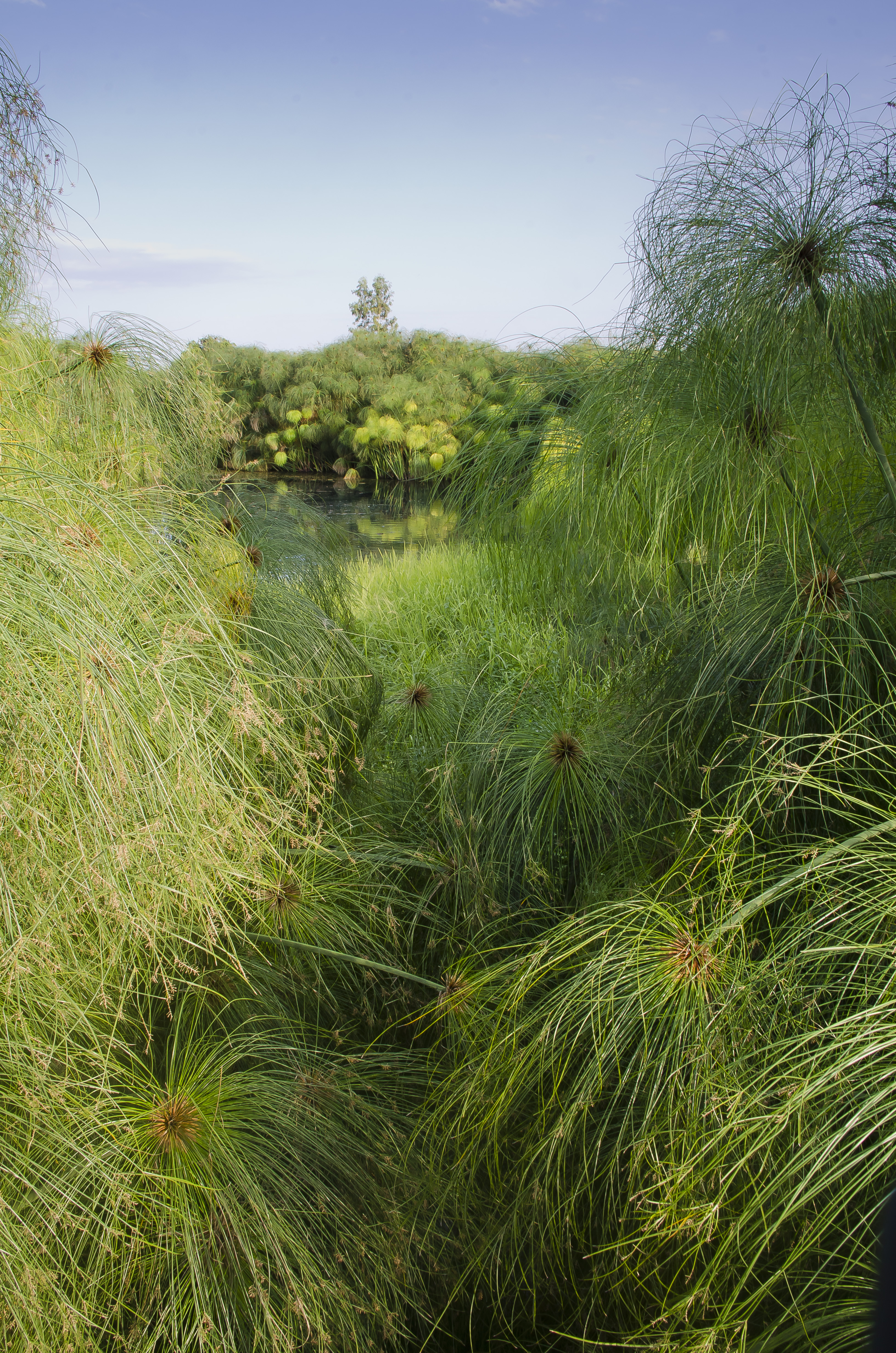
Colonie di papiri egiziani presso il fiume Ciane di Siracusa (unico luogo in Europa in cui la pianta cresca spontanea e abbondante)

La principessa egiziana proveniva dalla Macedonia; sua madre Berenice I, discendente di Antipatro (il reggente dell'impero di Alessandro Magno e padre di Cassandro), l'aveva concepita con un generale macedone, ma poiché questi morì, Berenice seguì a Menfi la cugina Euridice, prima moglie del Lagide. Il satrapo s'innamorò di Berenice e la sposò, adottando i suoi figli e dandole il titolo di regina d'Egitto. Agatocle divenne quindi genero a tutti gli effetti di Tolomeo; tra l'altro, poiché gli eredi al trono vennero dalla linea di successione di Berenice, Agatocle divenne cognato del futuro re d'Egitto Tolomeo II, fratellastro di Teossena, e, significativamente, cognato di Magas, futuro re della Cirenaica e fratello di Teossena. Con questa parentela Tolomeo si assicurava l'alleanza di Agatocle e la sua fedeltà in caso di un suo futuro ritorno in Africa e di un altro intervento che coinvolgesse i confini dell'Egitto. Dal canto suo Agatocle con questa unione consolidava grandemente la sua posizione nel panorama interstatale e portava in Sicilia un nuovo potente alleato.
La datazione per questo matrimonio è discussa: vi è chi sostiene che esso avvenne in Africa, ma la notizia sulle nozze è troppo breve e non permette di chiarire il contesto; né del resto possediamo testimonianze che attestino la presenza fisica di Agatocle alla corte d'Egitto e chi pensa piuttosto che il matrimonio risalga al rientro di Agatocle in Sicilia, dove sarebbe stato raggiunto da Teossena.
L'alleanza tra Tolomeo e Agatocle non si esaurisce con questo matrimonio: dopo l'impresa d'Africa, Agatocle darà in sposa sua figlia Lanassa al giovane Pirro, erede al trono d'Epiro e genero di Tolomeo (Pirro aveva sposato Antigone, sorella di Teossena), il quale lo teneva come ostaggio alla sua corte a seguito di un patto suggellato con Demetrio I Poliorcete (futuro genero di Agatocle).
Quella di Agatocle è un'eredità vasta che si estende dalla Sicilia all'Egitto: con Teossena genera figli che giungeranno in Egitto e qui daranno seguito alla discendenza agatoclea; mentre in terra siciliana questa alleanza si tradusse in intesa politica e culturale; vi è chi attribuisce ad Agatocle l'introduzione del culto di Iside nelle varie poleis siceliote e chi fa risalire a lui la venuta della pianta del papiro egiziano, che notoriamente nelle acque di Siracusa cresce spontanea almeno fin dal III secolo a.C. (ma si sostiene che venisse già coltivato a partire dal VI secolo a.C.; per approfondire la storia di questa pianta nella città aretusea si rimanda alle sezioni: la scoperta del papiro e i papiri del Ciane e la tessitura della prima carta). Certamente questa alleanza spianò la strada per i futuri rapporti tra gli eredi di Tolomeo e la corte siracusana e di conseguenza con la Sicilia che essa controllava.

## Le operazioni a ovest di Cartagine

### La caduta di Utica

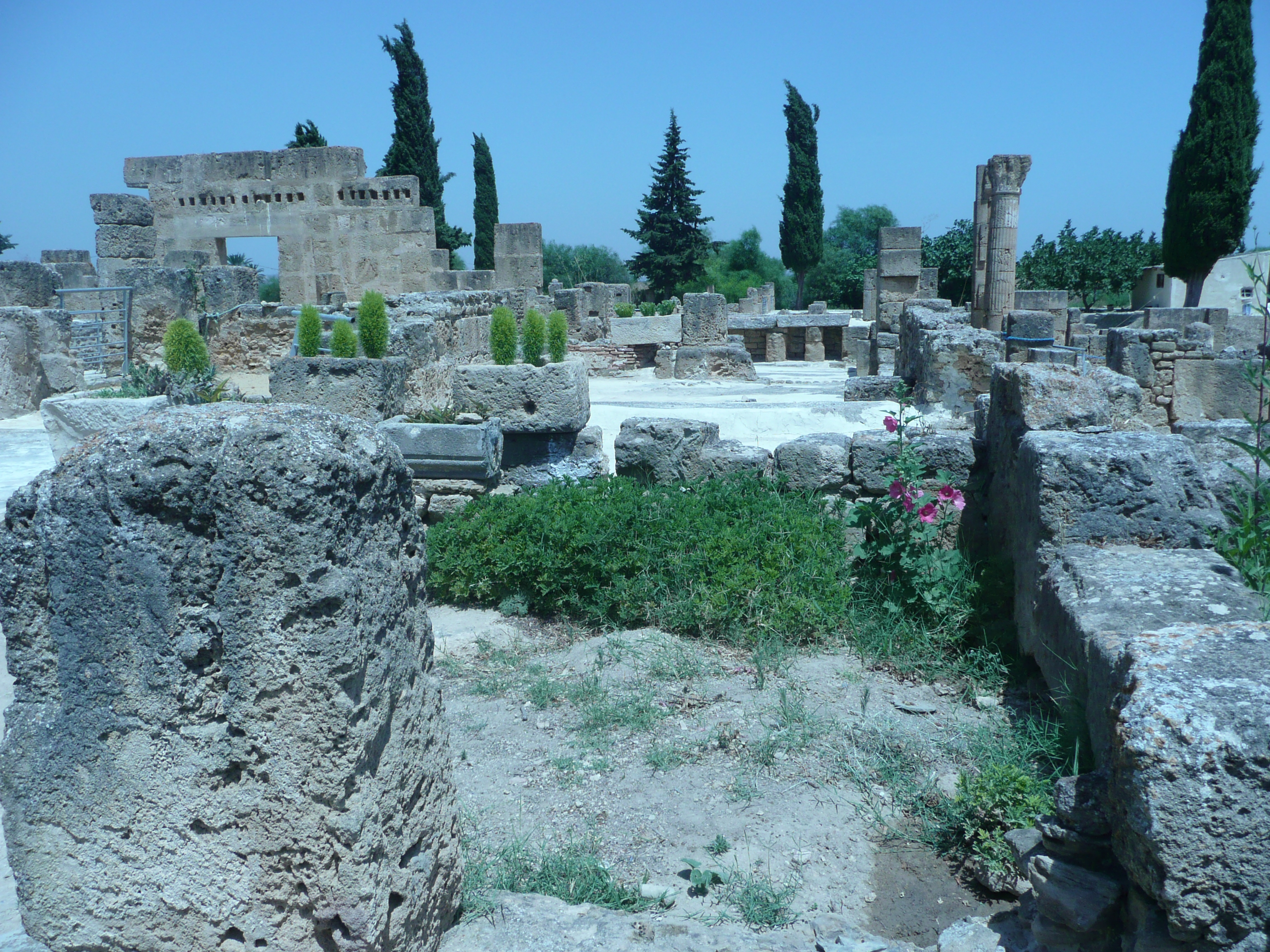
Il sito archeologico di Utica

Dopo aver preso il titolo di basileus, Agatocle volle assediare la città africana di Utica, il cui popolo si era dapprima mostrato suo amico e poi l'aveva abbandonato; indotto dall'azione cartaginese che si stava spendendo davvero molto per recuperare gli alleati che i Siracusani andavano conquistando.
Per la sua vicinanza a Cartagine (Utica distava pochi chilometri dalla capitale punica), per la sua antichità (i Fenici fondarono prima Utica e poi Cartagine) e per la sua importanza (Utica è stata definita la città più importante dell'impero di Cartagine), possederla era per Agatocle una sfida notevole.
L'esercito siracusano, adesso grandemente accresciuto dopo l'unione con i soldati giunti dall'Africa orientale, si portò nei pressi di Utica, mettendo quindi subito in allarme i cittadini, i quali si rinchiusero all'interno delle mura, ma Agatocle riuscì a catturare nelle campagne adiacenti 300 uticensi che non avevano fatto in tempo a mettersi in salvo. I 300 vennero usati come ostaggi da parte del basileus che li mostrò al popolo di Utica, promettendo che se gli fosse stata consegnata la città, avrebbe restituito i 300 concittadini sani e salvi. Tuttavia gli uticensi rifiutarono di arrendersi, per cui il Siracusano scatenò contro di loro una crudele vendetta. Fece legare i prigionieri alle macchine da guerra che portò sotto le mura della città. L'immagine di ciò che stava per accadere non impietosì gli uticensi assediati, che per tutta risposta portarono i loro soldati alle mura, pronti a respingere l'assalto. Agatocle aggiunse alle macchine d'assedio le catapulte, i frombolieri e i lancia-dardi.
Gli uticensi per bloccare l'avanzata del nemico furono costretti a colpire ripetutamente i loro concittadini legati alle macchine, alcuni dei quali appartenenti alla nobiltà uticense, ma non smisero di colpire, trasformando il supplizio degli ostaggi in una sorta di crocifissione - stando alle parole di Diodoro - usando ogni arma da lancio a loro disposizione.
Agatocle vedendo che gli Uticensi non avevano intenzione di cedere, fece circondare l'intera città e trovato un punto debole tra le mura fece penetrare all'interno i suoi uomini armati, portando il panico tra la popolazione. Non vennero risparmiate le case e i templi. Alla strage seguì il saccheggio dei beni degli uticensi e l'imposizione di un presidio armato.
La presa di Utica viene annoverata tra le grandi stragi di Agatocle durante la guerra. Polibio afferma che l'atteggiamento di Agatocle va diviso in due diverse fasi: una prettamente bellica e una molto più pacifica; la prima fase è quella della vasta guerra che incomincia con il primo esilio di Agatocle (nel lontano 330 a.C.), prosegue acuendosi a Siracusa (nel 319-316 a.C.), dove gli oligarchici si scontrano violentemente con i democratici, e finisce per coinvolgere dapprima tutta la parte centro-orientale della Sicilia (314-311 a.C.) e in seguito persino l'Africa e Cartagine (dal 310 a.C.); Utica va inquadrata all'interno di questa fase: la guerra di Agatocle non era terminata. Il suo comportamento, se pur crudele, va osservato nell'ottica di un ampio conflitto bellico e dello scopo politico che egli voleva raggiungere.

### Presa di Biserta e alleanze con i popoli africani

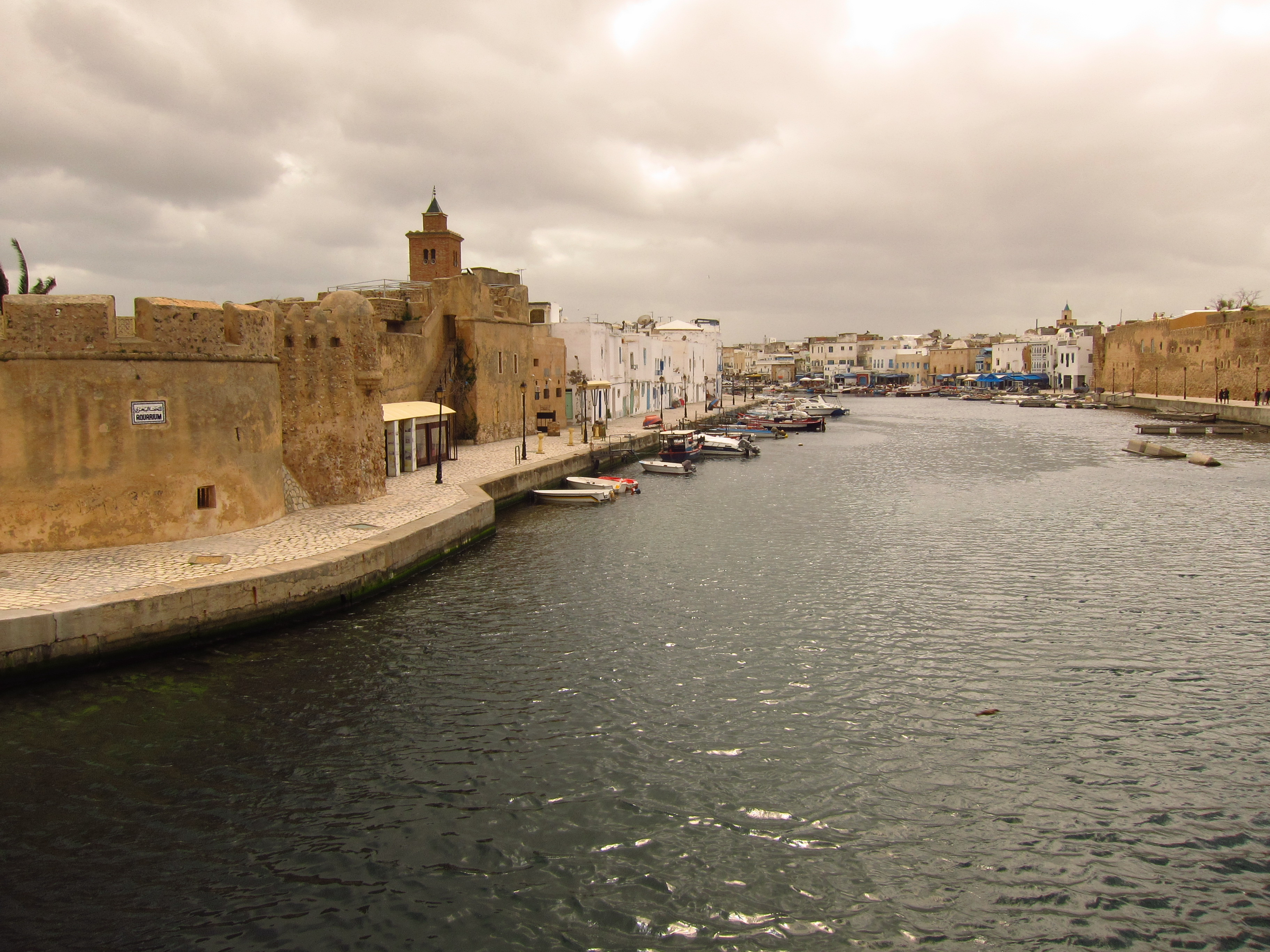
Biserta, città fortificata da Agatocle; qui i Siracusani allestirono i cantieri navali

Dopo Utica, l'esercito si portò ancora più a ovest, giungendo in una zona ricca di acqua dolce e salata. Qui sorgeva la città di Hyppo Acre o Hippo Diarrhytus o ancora Hippo-Zaryte (l'odierna Biserta): «difesa da un gran lago interno, unito al mare da un canale». Per conquistarla fu necessario ricorrere ad una battaglia navale; con navi probabilmente provenienti da Utica. Lo storico Appiano di Alessandria aggiunge ulteriori notizie su questa parte d'Africa toccata da Agatocle: egli narra che il dinasta costruì una torre a «trenta stadi di distanza da Utica» e che si impossessò di Hyppo Acre, città che i Siracusani fortificarono grandemente, con lo scopo probabile di farne un nuovo quartiere generale:
(Appiano di Alessandria, Lib. 110.)
La torre doveva servire come punto di difesa per la strada che da Utica conduceva a Biserta. Grazie al possesso della costa orientale tunisina, già prima di questa battaglia navale si hanno notizie di navi possedute o costruite dai Siracusani in Africa (quelle mandate da Agatocle in Sicilia durante il tranello di Amilcare; quella che servì a far giungere l'ambasciatore Ortone presso Cirene; quelle, certamente numerose, che permisero ai coloni di Ofella di raggiungere le coste d'Europa), ma a Biserta il progetto doveva essere più grandioso se Appiano parla al plurale di cantieri navali.
Del resto Agatocle doveva essere ben consapevole che per assediare Cartagine occorreva possedere una flotta, oltre a numerosi uomini, dato il facile accesso al mare che la naturale posizione forniva alla capitale punica.
Arrivati a questo punto i Siracusani risultavano padroni di tutti i principali luoghi marittimi della regione cartaginese: da oriente a occidente - dall'odierno confine libico a quello algerino - Agatocle aveva conquistato i porti e gli empori di Cartagine, così come aveva posto sotto la sua dominazione le popolazioni della regione interna (né le conquiste si sarebbero esaurite qui). Fu questo il momento di maggiore difficoltà per Cartagine, la quale vedeva i suoi alleati defezionare l'uno dopo l'altro per darsi in mano ad Agatocle; quasi tutti abbandonarono i Cartaginesi, eccetto i Nomadi, i quali in parte si schierarono con Agatocle e in parte vollero attendere di vedere come sarebbe andato a finire il conflitto ancora in atto.
Agatocle aveva raggiunto una posizione tale da potersi finalmente dedicare alle operazioni che avrebbero portato a cingere d'assedio la stessa Cartagine. Tuttavia a distrarlo arrivarono dalla Sicilia notizie seriamente preoccupanti.

## Prima partenza di Agatocle

### Situazione in Sicilia
I Siracusani in patria e quelli in Africa avevano eliminato direttamente o indirettamente nel giro di pochissimi anni quattro re di Cartagine: Amilcare II, Amilcare Gisgonio, Annone e Bomilcare, e avevano ridotto gravemente il numero dei soldati sui quali i Punici potevano fare affidamento per difendere il proprio impero nel Mediterraneo, senza contare l'alto e grave numero di alleati persi e città occupate dal nemico che ormai li circondava in casa. Mai Cartagine prima di allora si era trovata in una situazione così precaria e difficile.
Molte cose erano cambiate dalla partenza di Agatocle nel 310 a.C.; negli anni trascorsi si era rotta l'alleanza tra i ribelli Siracusani capitanati da Dinocrate e i Cartaginesi; conseguenza della guerra, ormai nota ai più, contro il secolare e avverso rivale punico. La cattiva situazione dei Cartaginesi non restò segreta ai Greci di Sicilia, che, attratti dalle vittorie dei Siracusani, credettero fosse giunto il momento di cacciare una volta per tutte i Punici dall'isola. A porsi al comando di questa imminente liberazione non furono i Siracusani - troppo stremati per dovere contemporaneamente respingere le forze puniche in casa e per doverle attaccare in Africa -, né i ribelli di Dinocrate che se pur svincolati dai Cartaginesi sembravano voler dare la precedenza alla guerra civile con i Siracusani di Agatocle; ad auto-insignirsi della leadership fu quindi Agrigento, la quale durante le prime fasi della guerra era ricorsa a Cartagine insieme a Gela e Messina per scatenarla contro Agatocle e Siracusa, che affidò il comando delle sue truppe a Xenodico, il quale iniziò a liberare con successo vari centri siciliani dal dominio cartaginese. Fin da subito gli Agrigentini palesarono la volontà di condurre una doppia guerra: contro i Barbari e contro Siracusa, bramando da tempo di sostituirsi al suo ruolo egemone. I proclami di libertà ed autonomia convogliarono ad Agrigento numerosi alleati siciliani: di etnia greca e anche sicula. Gli Agrigentini si scagliarono contro i generali di Agatocle, sottraendo loro città come Gela, Enna, Erbesso, Camarina, Leontini e numerose altre.
Siracusa oltre a fronteggiare il duraturo assedio dei Cartaginesi, posto a pochi metri dalle sue mura, e le azioni bellicose dei fuoriusciti oligarchici, doveva difendersi anche dagli agguerriti Greci di Sicilia capitanati da Agrigento e dal suo generale Xenodico.

### Imbarco di Agatocle e approdo a Selinunte

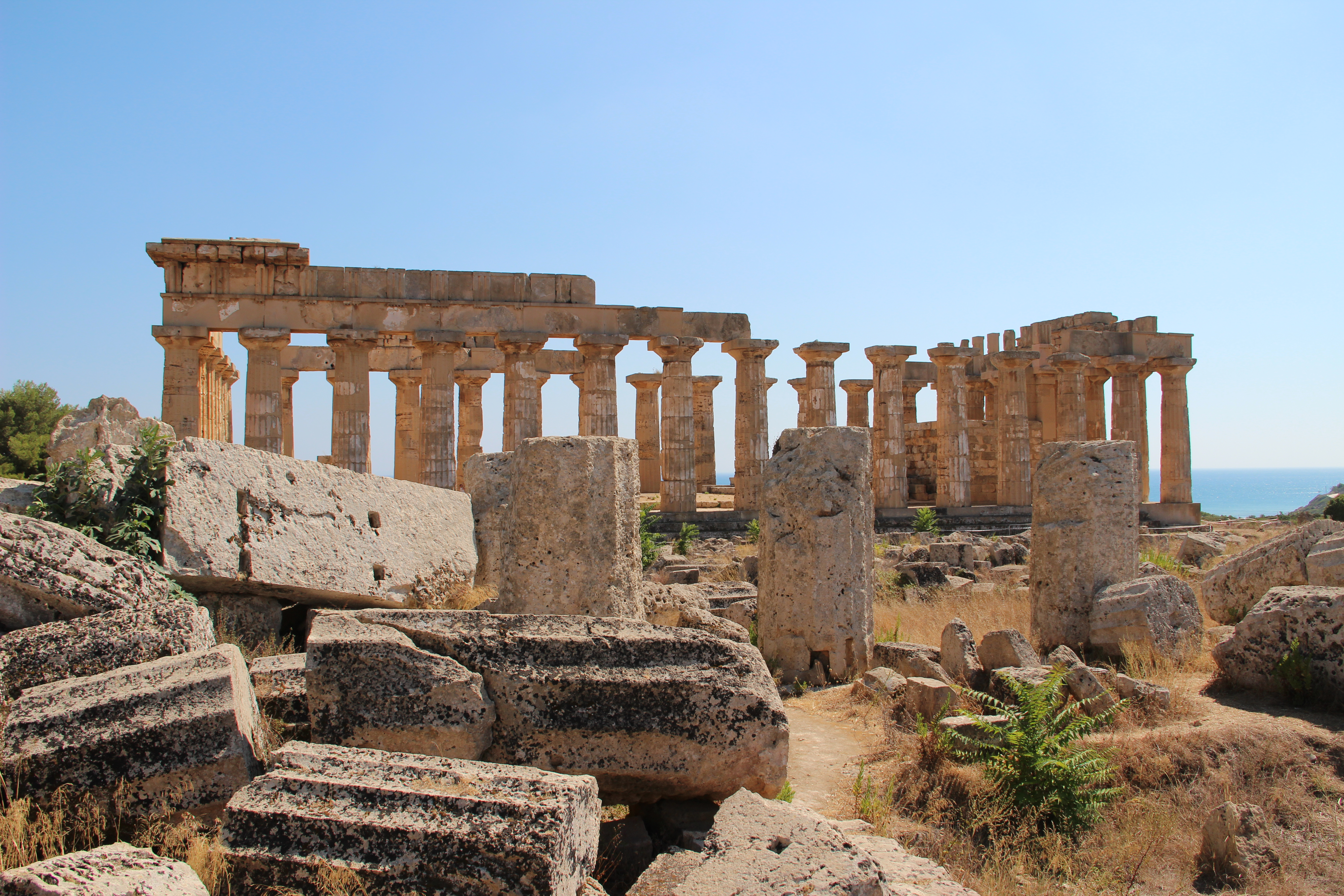
L'acropoli di Selinunte, colonia di Megara Iblea, luogo nel quale sbarcò Agatocle proveniente dall'Africa

Giunsero tali notizie nell'Africa di Agatocle; la situazione era per il dinasta gravissima e inaccettabile. Se lui si trovava in Africa era proprio per difendere il suo dominio in Sicilia; se tutto ciò per cui aveva così faticosamente lottato gli veniva sottratto dai Sicelioti, non aveva senso restare in Africa o prendere Cartagine.
Egli deliberò quindi di partire immediatamente, poiché urgeva la sua presenza negli affari di Sicilia. Fece costruire delle navi veloci (pentecontere) e imbarcò con sé 2 000 soldati, lasciando il grosso dell'esercito in Africa, sotto la guida di suo figlio Arcagato.
Agatocle toccò terra nella parte occidentale della Sicilia, che in quel momento si trovava priva di difesa, quasi del tutto abbandonata dai soldati punici; impegnati nei vari fronti di un conflitto che assumeva sempre più le sembianze di una guerra totale (i punici a loro volta dovevano dividere i propri uomini tra Siracusa, la Libia e di recente anche contro gli alleati degli Agrigentini). Il basileus approdò presso Selinunte. La sua presenza si fece subito sentire nell'isola mediterranea; egli conquistò una dopo l'altra le città che si pararono dinanzi al suo cammino; dopo la presa di Selinunte fu la volta di Heraclea Minoa - città da tempo contese da Cartaginesi e Siracusani - e poi di altri importanti centri degli Elimi, fino a pervenire nel suo luogo natio: la città di Terme; si legò ai suoi abitanti con un patto anti-punico e poi volse lo sguardo verso Cefalù, la prese, e proseguì oltre, attraversando tutta l'isola. Il suo obiettivo finale era giungere dentro Siracusa, nella quale non metteva piede ormai da quattro anni; ad attenderlo, fuori le mura, vi erano schiere e schiere di soldati cartaginesi che, nonostante avessero la propria patria accerchiata dal nemico, non avevano ancora smesso di tenere Siracusa sotto scacco.
Agatocle sbaragliò Xenodico, ma con la sua presenza infervorò un altro più pericoloso nemico: il suo ex-amico d'infanzia Dinocrate che, raccogliendo l'eredità degli Agrigentini (i popoli che si erano affidati ad Agrigento adesso riposero le loro speranze nella figura del Siracusano oligarchico), desiderava venire allo scontro con Agatocle. Ma questi, quasi del tutto privo del suo esercito che aveva lasciato in Africa per continuare la guerra a Cartagine, preferì evitare lo scontro diretto con Dinocrate, che poteva contare su un numero maggiore di uomini armati, e proseguì con i suoi rapidi attacchi vittoriosi.

## Prosieguo della guerra in Africa

### L'esercito siracusano sotto la guida di Arcagato
Diodoro afferma che prima della partenza Agatocle era ormai divenuto superiore alle forze dei Cartaginesi in Africa: per numero di alleati e per numero di soldati. Ciononostante, la sua momentanea assenza rinviò l'assedio a Cartagine. Arcagato, divenuto nuovo comandante dell'esercito siracusano, affidò a Eumaco, uno dei generali di Agatocle, parte delle truppe; questi condusse gli uomini nella zona interna della regione, verso il confine sud dell'impero cartaginese.

### La spedizione di Eumaco

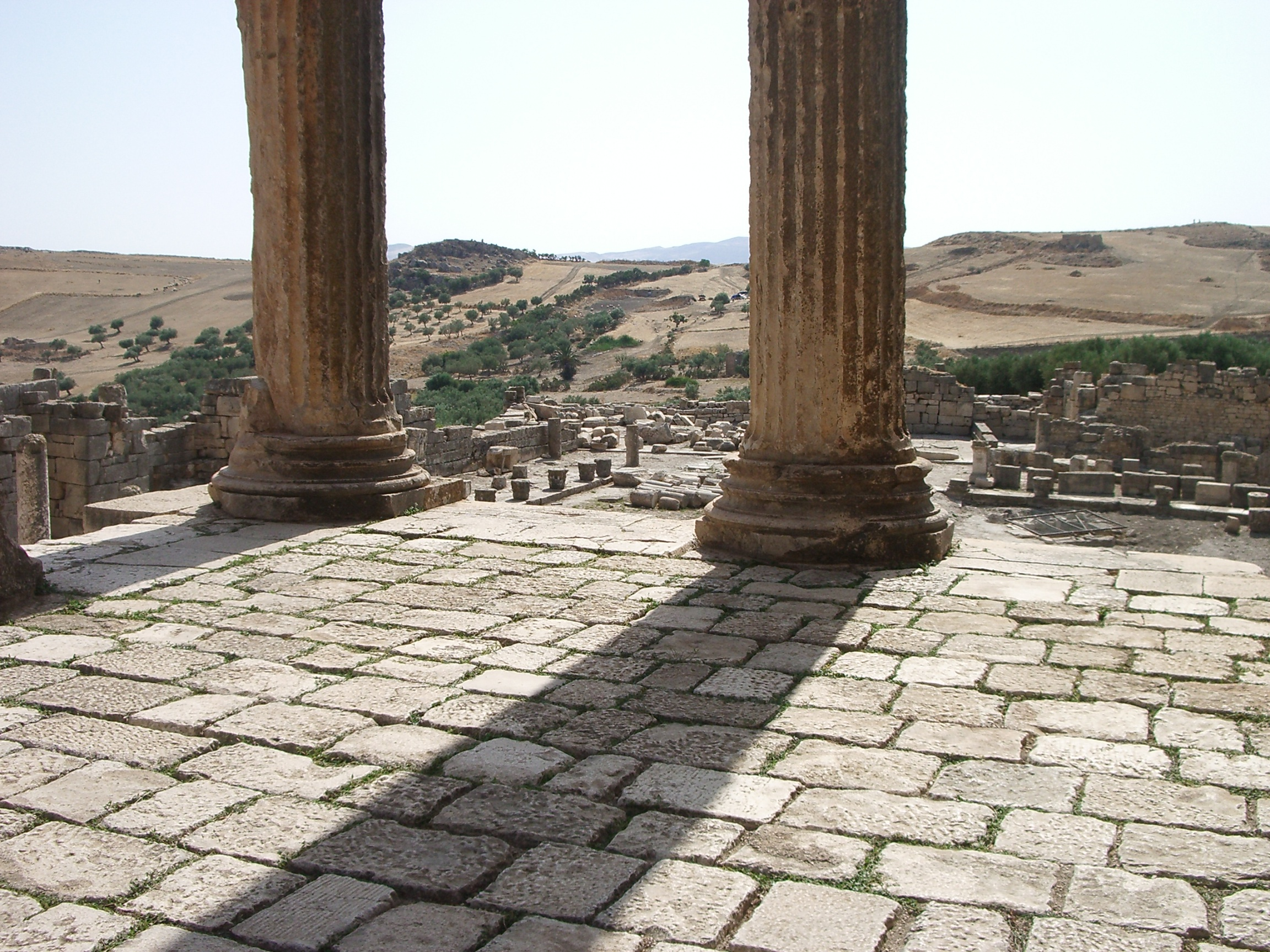
Le colline di Thugga viste da sito archeologico d'epoca romana: i Romani conquisteranno i medesimi luoghi di Agatocle, secoli dopo gli eventi dell'avvenuta spedizione siracusana in terra d'Africa

Partiti per questa spedizione, i soldati capitanati da Eumaco si addentrarono - probabilmente seguendo il corso del fiume Bagradas - nella parte d'Africa meno conosciuta dai Greci, per via della presenza di Cartagine, la quale gelosamente difendeva da secoli i propri confini. Qui si impossessarono anzitutto di una vasta città appartenente ai Numidi chiamata Toca (o Tocca, Tucca o ancora Tokai); la sua specifica posizione geografica è tutt'oggi discussa, ma i più sostengono che vada identificata con Thugga (o Dougga), l'importante città d'origine berbera, che sarà nota come capitale del regno dei Numidi, la quale sorgeva nella zona collinare della Tunisia interna, in una delle aree più fertili («nella naturale direzione di espansione per chi goda il possesso della penisola del Capo Bon»), bagnata dal corso meridionale del fiume Bagradas.
Toca rappresentava la porta d'ingresso per quei territori dove il potere di Cartagine veniva ancora fortemente contrastato dalle popolazioni locali; infatti, la regione nella quale sorgeva era per la maggior parte sotto il controllo dei Libici (non distante dal luogo dove Agatocle aveva stretto alleanza con il re indigeno Ailymas) e proprio in questa regione i soldati di Eumaco sottomisero molte popolazioni nomadi.
Dopo Toca inizia per i Siracusani un percorso che catalizza l'attenzione più sulle varie scoperte geografiche che sugli obiettivi militari, poiché essi si addentrarono sulle alture e sulle sponde dell'Atlante); luoghi del tutto misteriosi all'epoca di Agatocle, in quanto non erano ancora stati esplorati dai Greci o quanto meno non documentati. Presero la città di Fellina o Felline (identificabile probabilmente con Tabarka) i cui dintorni erano abitati da una popolazione di pastori nomadi indicati con il nome di Asfodeli, essi erano «di pelle scura» e quindi simili agli Etiopi; i Siracusani li sottomisero con l'uso della forza.
La terza città della quale s'impadronì Eumaco fu Meschela, anch'essa di difficile identificazione: si è comunque proposto di collocarla al confine tra Tunisia e Algeria, che Diodoro descrive come «grandissima e abitata dai Greci che erano tornati da Troia». La connotazione epica, è probabilmente frutto di antichissime testimonianze dei primi Greci che erano passati in quei luoghi, magari nelle vesti di esploratori/commercianti, lasciando una leggera e circoscritta ellenizzazione.

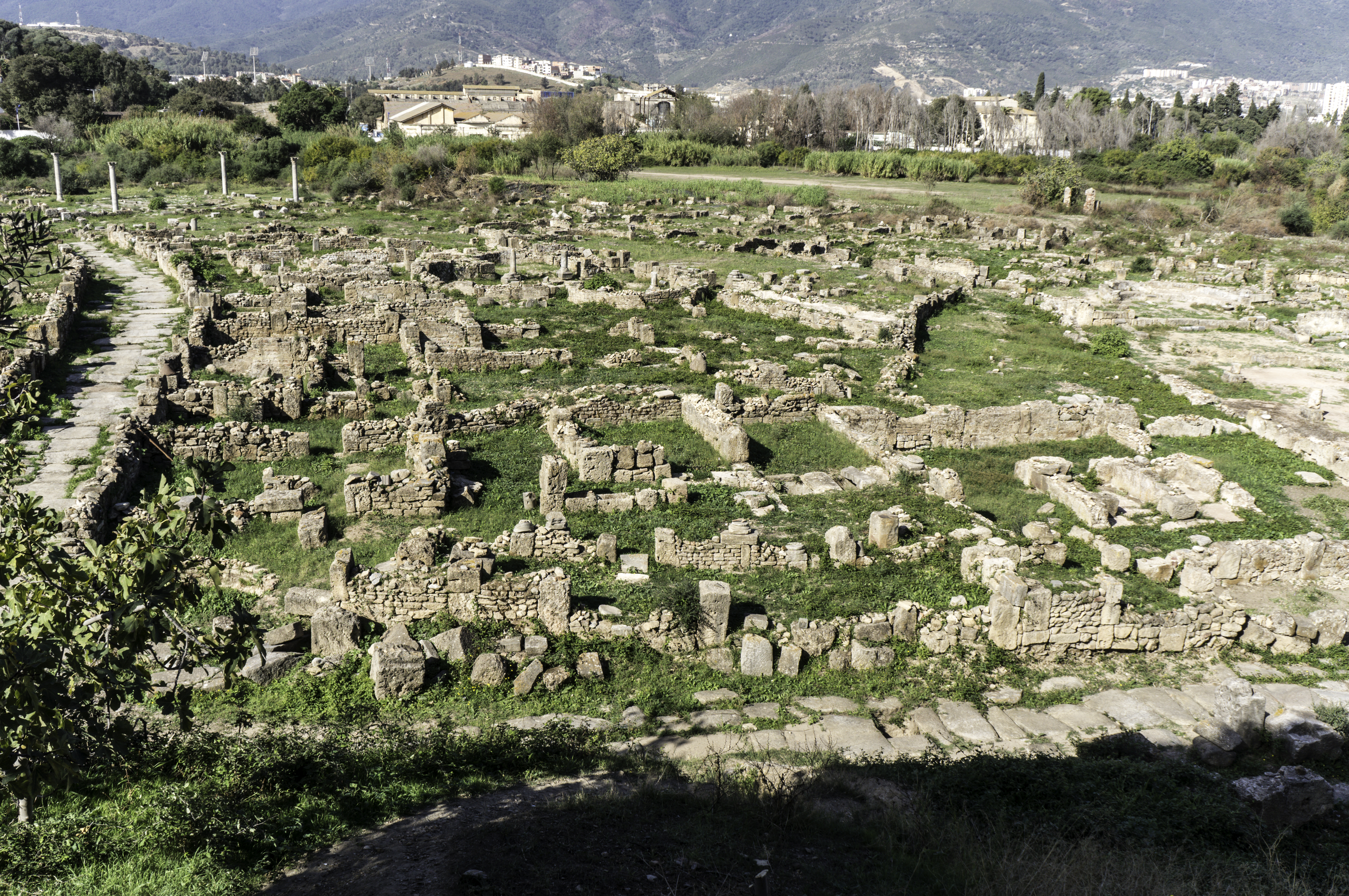
Il sito archeologico di Hippo Regius (Algeria); città conquistata da Eumaco

I soldati di Eumaco marciano sul finire della loro spedizione lungo la costa in una risalita verso il mare incominciata probabilmente già prima di giungere a Meschela; qui conquistarono la città di Ippona (antica Hippo Akre, poi Hippo Regius, odierna Annaba o Bona), che Diodoro dice omonima dell'Ippona già presa da Agatocle. L'Ippona situata alla foce del fiume Seybouse fu sede dei re Numidi e possedeva un gran porto. Infine venne presa Akris; città indipendente che Eumaco concesse al saccheggio dei soldati dopo averne reso schiava la popolazione.
Gli uomini di Eumaco tornarono vittoriosi da Arcagato e il generale agatocleo distribuì il bottino tra l'esercito. Arcagato, soddisfatto del felice esito di questa prima spedizione, si convinse a rimandare Eumaco e parte delle sue truppe in una nuova esplorazione.

### Seconda spedizione di Eumaco

#### La sconfitta subita a Miltine
Il corpo di spedizione capitanato ancora una volta da Eumaco passò attraverso le città che aveva conquistato e si addentrò ulteriormente nella regione libica. Quasi d'improvviso apparve davanti ai Greci una città dei Barbari chiamata Miltine; in questo luogo l'esercito di Eumaco subì una dura rappresaglia da parte della popolazione locale, che accerchiando i Siracusani per le strade riuscì a sopraffarli. Eumaco, che evidentemente non si aspettava una simile reazione agguerrita da parte dei Barbari, perse molti dei suoi uomini durante l'attacco e cacciato dalla città prese una via che saliva verso una lunga e alta catena montuosa. Questa fu la prima sconfitta dei Siracusani in terra d'Africa: fino ad allora avevano sempre avuto la meglio, sia sui Cartaginesi sia sulle popolazioni libiche. Da questo punto in avanti gli storici odierni incontrano serie difficoltà a tracciare il percorso intrapreso da Eumaco; la narrazione di Diodoro diventa meno specifica e si arricchisce per lo più di particolari che riguardano tradizioni delle popolazioni locali che gli apparentemente smarriti Siracusani incontrano sul loro cammino.

#### Le Pitecusse: città dove si veneravano le scimmie

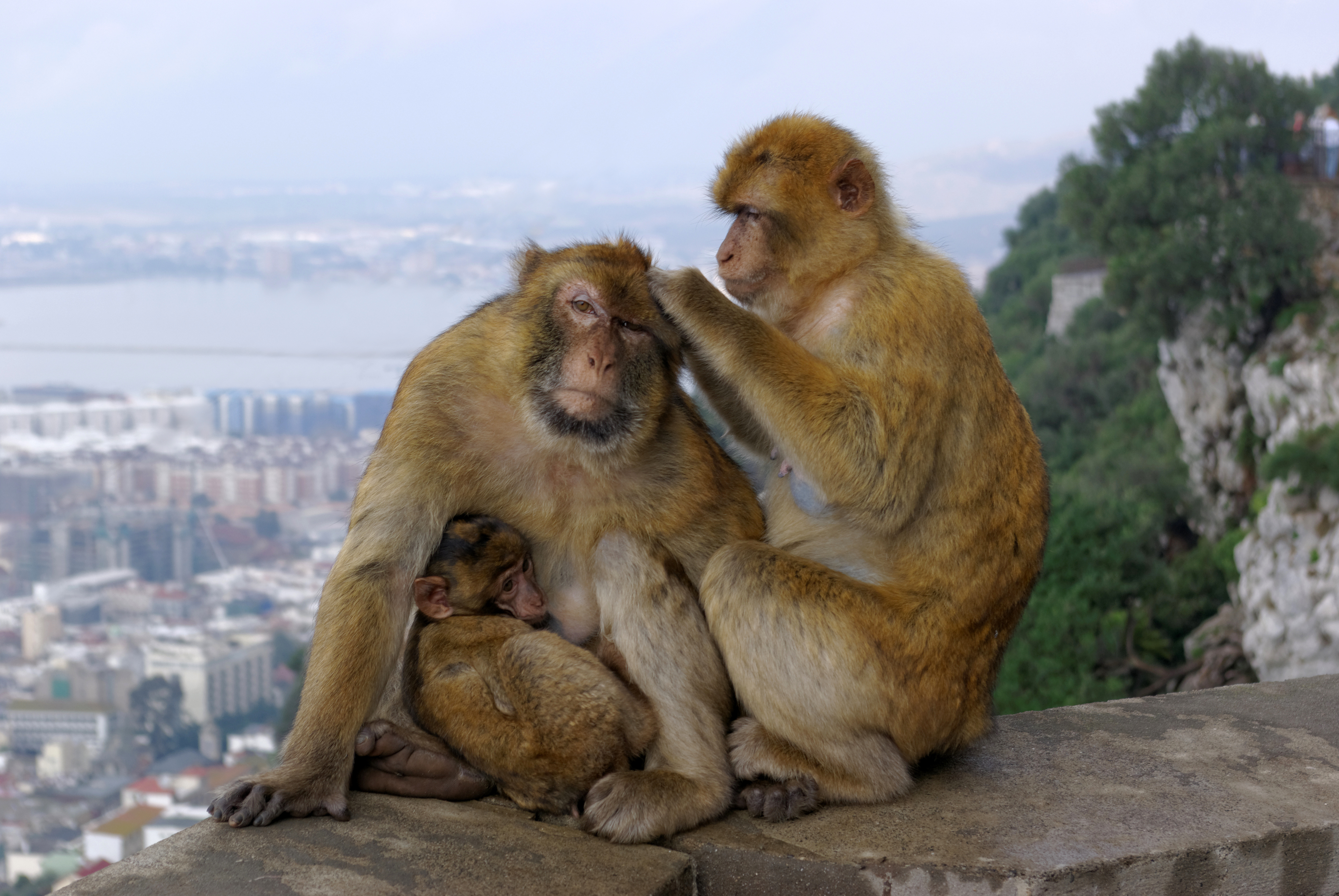
Famiglia di Macaca sylvanus; la scimmia più diffusa tra Tunisia, Algeria e Marocco

Eumaco si inoltrò su una catena montuosa che Diodoro descrive priva di qualsiasi tipo di uccello, poiché le tante bestie feroci che popolavano quelle alte montagne non permettevano ai volatili di nidificarvi. Attraverso queste montagne egli giunse in una regione popolata da tantissime scimmie; qui sorgevano tre città il cui nome tradotto in lingua greca era Pithecusa, ovvero la «città delle scimmie».
Gli uomini di Eumaco constatarono con sorpresa che in quelle città le scimmie erano venerate; così come i cani erano venerati dagli egiziani. Esse abitavano nelle case della gente. Il cibo veniva messo a disposizione dei primati, in modo che lo potessero prendere quando più desideravano; i genitori davano ai bambini i nomi delle scimmie, così come i Greci davano ai propri figli i nomi degli dèi.
Per chiunque avesse ucciso una scimmia, in queste città vigeva la pena di morte; come se si fosse compiuto il più empio tra i sacrilegi divini. Per questo motivo tra la gente delle Pithecuse vi era il detto che chi veniva ucciso impunemente aveva pagato per il sangue della scimmia.
I Siracusani presero con la forza una di queste Pithecuse, dopo averla distrutta vennero a patti con le altre due. Eumaco avendo avuto sentore che i Barbari stavano radunando le forze per scagliarsi contro la sua spedizione radunò in fretta i suoi uomini per andare via di lì e raggiungere quanto prima il mare.

#### Identificazione del luogo

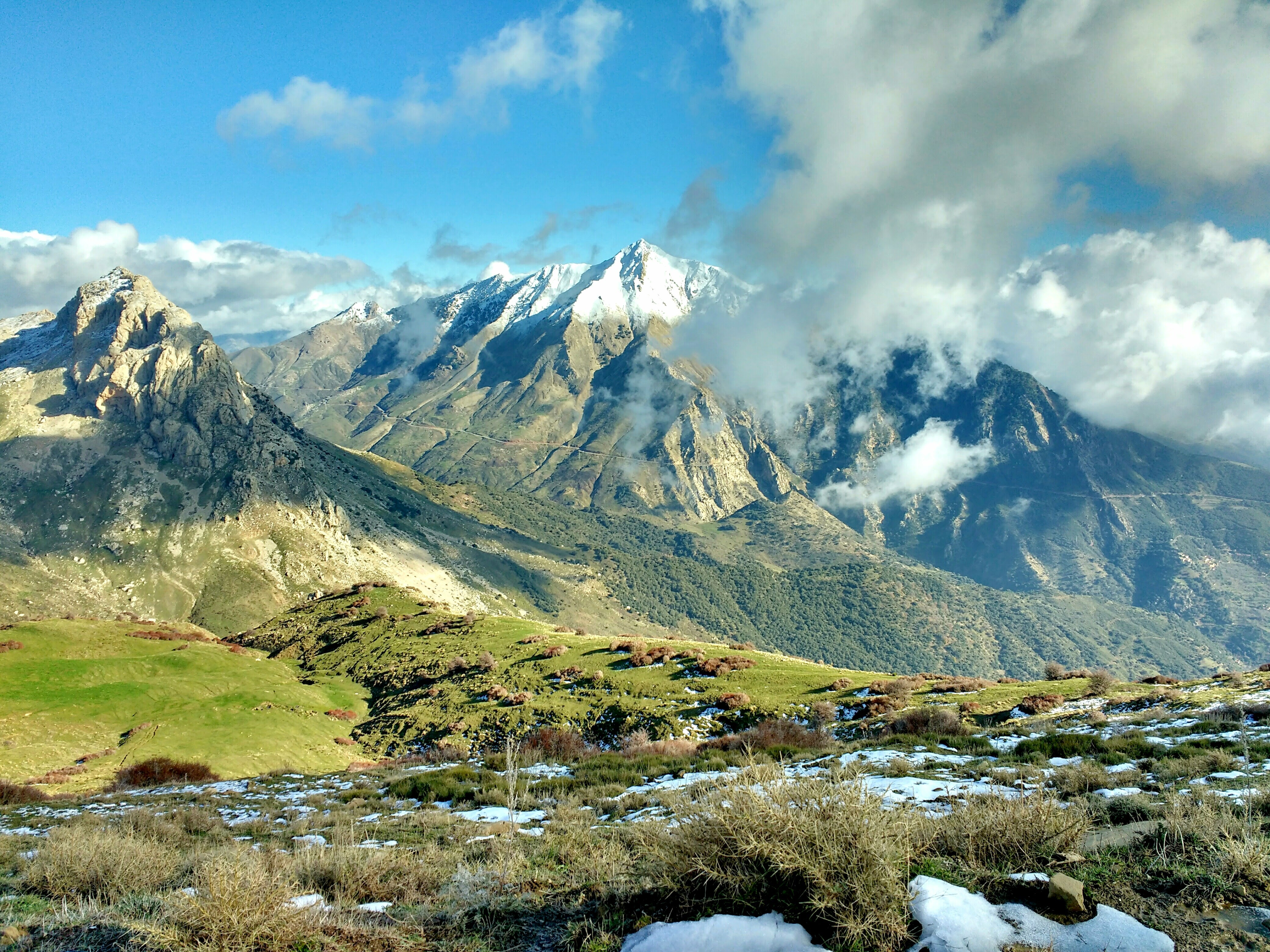
I monti di Atlante; catena montuosa nella quale si sarebbe addentrato Eumaco per giungere alle Pithecuse

Alcuni studiosi hanno cercato di identificare queste città che un tempo furono popolate da scimmie: in aiuto dell'identificazione africana vi è il dato certamente significativo che questo toponimo “Pithecusa” (o Pitecussa) non ricorre solamente nel resoconto diodoreo ma è menzionato, sempre in Africa e al di fuori di essa, anche da altri antichi storici; è il caso del geografo del VI secolo a.C. Scilace che nomina un'altra Pithecusa (Pithekóussai) a ovest di Cartagine (la zona nella quale si trovava la spedizione di Eumaco):
Questa Pithecusa, che Scilace nomina in connessione all'antica presenza di Ioni sulla costa africana (probabilmente commercianti e non coloni, poiché di tracce greche i Siracusani non ne trovarono, eccetto che per un luogo che Scilace sembra non conoscere: Meschela), appare come una quarta città delle scimmie; anche Stefano di Bisanzio conosce una città delle scimmie «vicino a Cartagine» (notizia che risale ad Ecateo) ed essa, se diversa dalla Pithecusa presa da Eumaco (che appare piuttosto tra alte montagne dell'interno), sarebbe da identificare con Tabarka (già probabile sito di Fellina); a tal proposito lo storico odierno Michel Gras nota come il sito geografico di Tabarka mostri similitudine con quello di un'altra «città delle scimmie»: l'antica isola di Pithecusa che sorge sull'odierno golfo di Napoli; menzionata da Diodoro nella spedizione africana di Agatocle poiché vi finirono a causa di tempeste i coloni di Atene e di Cirene che Agatocle dai suoi porti in possesso nella Tunisia aveva imbarcato per Siracusa.
La Pithecusa italica era ben nota ai Siracusani che l'avevano occupata militarmente al tempo di Ierone I ed essa mostra effettivamente numerosi collegamenti con la sponda africana, non solamente per il suo toponimo che è evidentemente collegabile alle numerose Pithecuse d'Africa, ma anche perché è stato ormai comprovato dai reperti archeologici che la Pithecusa napoletana aveva nel suo nucleo originario euboico anche la presenza di una colonia fenicia; il che riconduce naturalmente ai siti omonimi sul territorio cartaginese.
Se le deduzioni degli studiosi si avvicinano al vero, la spedizione di Eumaco si addentrò in una zona che in tempi molto arcaici fu toccata dagli Euboici e dove la presenza di primati era davvero significativa; al riguardo scrisse un noto erudito tedesco di epoca passata, Jacopo Aseo, che la prima città presa da Eumaco in questa zona d'Africa, Tucca (che corrisponderebbe all'odierna Thugga), deriverebbe il proprio toponimo anch'essa dalle scimmie: egli afferma che Tucca risale alla parola ebraica Tucciim che significa per l'appunto «Scimmia» (l'erudito approfondisce ulteriormente l'argomento sottolineando come la scimmia fosse un animale giunto in Palestina al tempo di Salomone, lasciando quindi intendere che questa zona d'Africa sarebbe stata toccata prima dagli ebrei), tuttavia va specificato che la proposta di Aseo trovò l'incertezza se non l'opposizione di altri eruditi.

## I tre eserciti di Cartagine
(Gaetano De Sanctis, Agatocle, p. 232.)

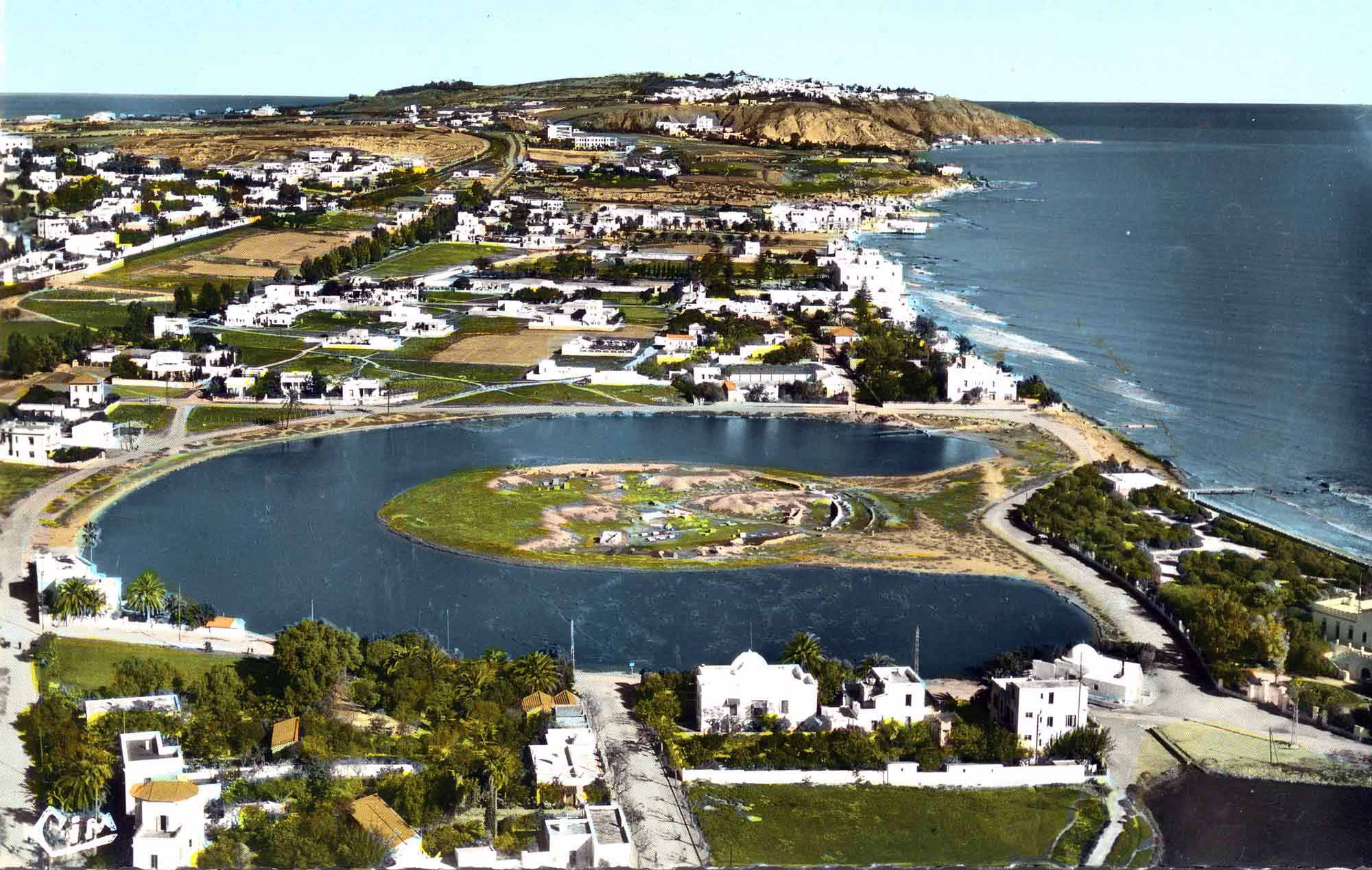
Rovine del porto punico di Cartagine; la sua posizione geografica le garantiva un sicuro e fortificato accesso al mare, che era il suo maggiore punto di forza

Il senato cartaginese approfittò dell'assenza di Agatocle per organizzare un poderoso attacco contro gli invasori; riuscì a fare uscire dalla città di Cartagine l'ingente forza di 30 000 uomini armati e astutamente, e rischiosamente, li divise in tre distinti eserciti.
Fece questo grande sforzo per più ragioni; anzitutto voleva dimostrare agli alleati che Cartagine era ancora capace di attaccare; non sarebbe rimasta passiva ad aspettare l'assedio del nemico.
In secondo luogo i Cartaginesi iniziavano a soffrire la fame; con la guerra in atto non era possibile coltivare i campi e s'intravedeva all'orizzonte una dura carestia. Il terzo motivo è certamente quello più significativo: Cartagine contava sulla frammentazione dell'esercito avversario; se i Punici spedivano tre eserciti in tre territori distanti tra loro, per difenderli i Siracusani sarebbero stati costretti a dividere le loro forze armate in tre parti. E certamente non era sfuggita agli occhi attenti dei Cartaginesi la sconfitta subita da Eumaco presso Miltine; sconfitta arrivata proprio perché Arcagato aveva diviso le sue forze.

### Le imboscate dei Cartaginesi
Agatarco vedendo che l'intera Africa posta sotto il dominio di suo padre era stata invasa dalle armi dei Punici cadde nella trappola di Cartagine e fece l'errore di dividere a sua volta l'esercito in più parti; così come voleva il nemico. Una prima parte l'affidò ad Eumaco, mandandolo a difendere la costa; una seconda parte la diede al generale Escrione e lo mandò a difendere le conquiste nella zona centrale; un'altra parte ancora la pose sotto il suo diretto comando e inoltre lasciò a Tunisi, base operativa principale, un buon presidio di uomini. Tutta la Libye fu presto avvolta dalle armi e fu chiaro ai civili che si era giunti a un punto cruciale e decisivo della guerra tra Greci e Punici.
I Cartaginesi tesero una prima imboscata al generale Escrione: mentre questi avanzava nella zona assegnatagli da Arcagato il comandante dei Punici, Adèrbale, lo assaltò di sorpresa e trucidò con il suo esercito 4 000 fanti e 200 cavalieri delle forze nemiche; durante l'agguato morì anche Escrione.
Una seconda imboscata venne ordita ai danni del contingente di Eumaco: l'esperto capitano, ancora carico delle spoglie delle città che aveva conquistato nella sua ultima spedizione, incrociò sul suo cammino il generale cartaginese Imilcone; questi aveva teso una trappola ai Siracusani: fece nascondere parte delle sue truppe all'interno di una non meglio precisata città, dando loro l'ordine di uscire allo scoperto solo quando i Greci vi sarebbero passati. Poi egli andò incontro ad Eumaco e dopo una breve battaglia fece finta di volersi ritirare e portò di corsa il suo battaglione nel punto prestabilito con il resto dei suoi uomini. I Siracusani, abituati ad inseguire i Cartaginesi in fuga, credettero al finto panico di Imilcone e si diedero all'inseguimento. Quando però giunsero nella città occupata dai Cartaginesi e si videro piombare addosso l'esercito nemico che improvvisamente si era ricompattato, furono colti dallo sgomento e il fattore sorpresa fece il resto. Eumaco e i soldati sbandati avrebbero voluto tornare nelle loro trincee, ma i Cartaginesi avevano bloccato la via d'accesso, quindi furono costretti a trovare rifugio nei pressi di una collina del tutto priva di acqua. Costretti a rimanere senza acqua né cibo, con gravi ferite riportate nella battaglia, il contingente di Eumaco venne quasi del tutto sterminato: di 8 000 fanti solamente 30 sopravvissero e di 800 cavalieri solamente 40 riuscirono a salvarsi.
Arcagato sconvolto dalla gravità della situazione che si era venuta a creare, si ritirò con il suo contingente a Tunisi, che non era stata attaccata dai Cartaginesi. Adèrbale e Imilcone avevano riportato una strepitosa vittoria; frutto della scaltrezza più che del coraggio, poiché per sconfiggere l'esercito dei Siracusani era stato necessario frammentarlo e prenderlo tramite calcolati attacchi a sorpresa piuttosto che affrontarlo apertamente.

## Ritorno di Agatocle

### Il messaggio di Arcagato
Arcagato mandò a richiamare i sopravvissuti alle battaglie in tutta la Libye: dalla costa orientale a quella occidentale. Riuniti i superstiti decise di scrivere un messaggio urgente a suo padre, informandolo della gravità delle cose in Africa e di quanto fosse necessario un suo celere ritorno al campo di battaglia.
Gli alleati libici, pronti a cambiare bandiera, abbandonarono l'esercito sconfitto e tornarono nuovamente sotto le insegne di Cartagine. Imilcone capì che non era il caso di allentare la presa per cui si portò con il suo esercito, che adesso poteva disporre di numerosi alleati, nei pressi di Tunisi e qui allestì un accampamento vicino a quello di Arcagato. Il Cartaginese isolò i Greci tagliando qualsiasi via d'accesso alla regione e quindi impedendo il rifornimento di viveri, sperando così di prenderli per fame.

### La sconfitta e il sacrificio dei prigionieri
I Cartaginesi non volevano ingaggiare una nuova battaglia con i Siracusani: preferivano aspettare che la fame finisse quanto da loro incominciato con le imboscate; una resa per sfinimento era il loro obiettivo. Del resto i Cartaginesi godevano di una posizione quasi inaccessibile e avevano cibo in abbondanza, motivo per cui non vedevano l'utilità di combattere un'ennesima battaglia.
Agatocle tuttavia disponeva di 6 000 fanti Greci e di altrettanti mercenari Celti, Sanniti ed Etruschi. Ad essi si univano 10 000 Libici, dei quali però non poteva fidarsi pienamente. I Libici però gli apportavano un gran numero di carri da guerra: circa 6 000 ai quali Agatocle aggiunse 500 cavalieri.
Il basileus non riuscì ad attirare i Cartaginesi in pianura, dove il terreno sarebbe stato molto più favorevole ai Greci, ma decise di condurre i suoi uomini nel terreno alto e accidentato dal quale i Punici li osservavano arrivare. Si venne allo scontro e Agatocle resisteva bene: le sorti della battaglia, nonostante la superiorità numerica dei Cartaginesi, erano incerte.
Accadde però che i mercenari di Agatocle cedettero, seguiti subito a ruota dal resto delle truppe. Agatocle dovette ordinare la ritirata. Mentre correvano verso il proprio accampamento furono inseguiti dai Cartaginesi i quali, in discesa e forti di numero, erano facilitati nell'agguantare il soldato nemico. I Punici durante il loro inseguimento stettero molto attenti a non ferire i soldati libici che in quel momento combattevano per Agatocle; ovviamente lo facevano perché per Cartagine era fondamentale non inimicarsi l'ethnos libico, soprattutto in un momento di grave penuria come quello. Invece il soldato greco e il mercenario veniva riconosciuto dalle armi che portava addosso e veniva quindi ucciso o catturato dai Punici.
Agatocle raggiunse l'accampamento e il suo esercito contò circa 300 morti a seguito di questa battaglia. I Cartaginesi quella notte per festeggiare la nuova vittoria conseguita immolarono i più belli fra i prigionieri di guerra che possedevano; lo fecero per ringraziare gli dèi di averli favoriti contro l'invasore Agatocle.

### L'incendio al campo dei Cartaginesi

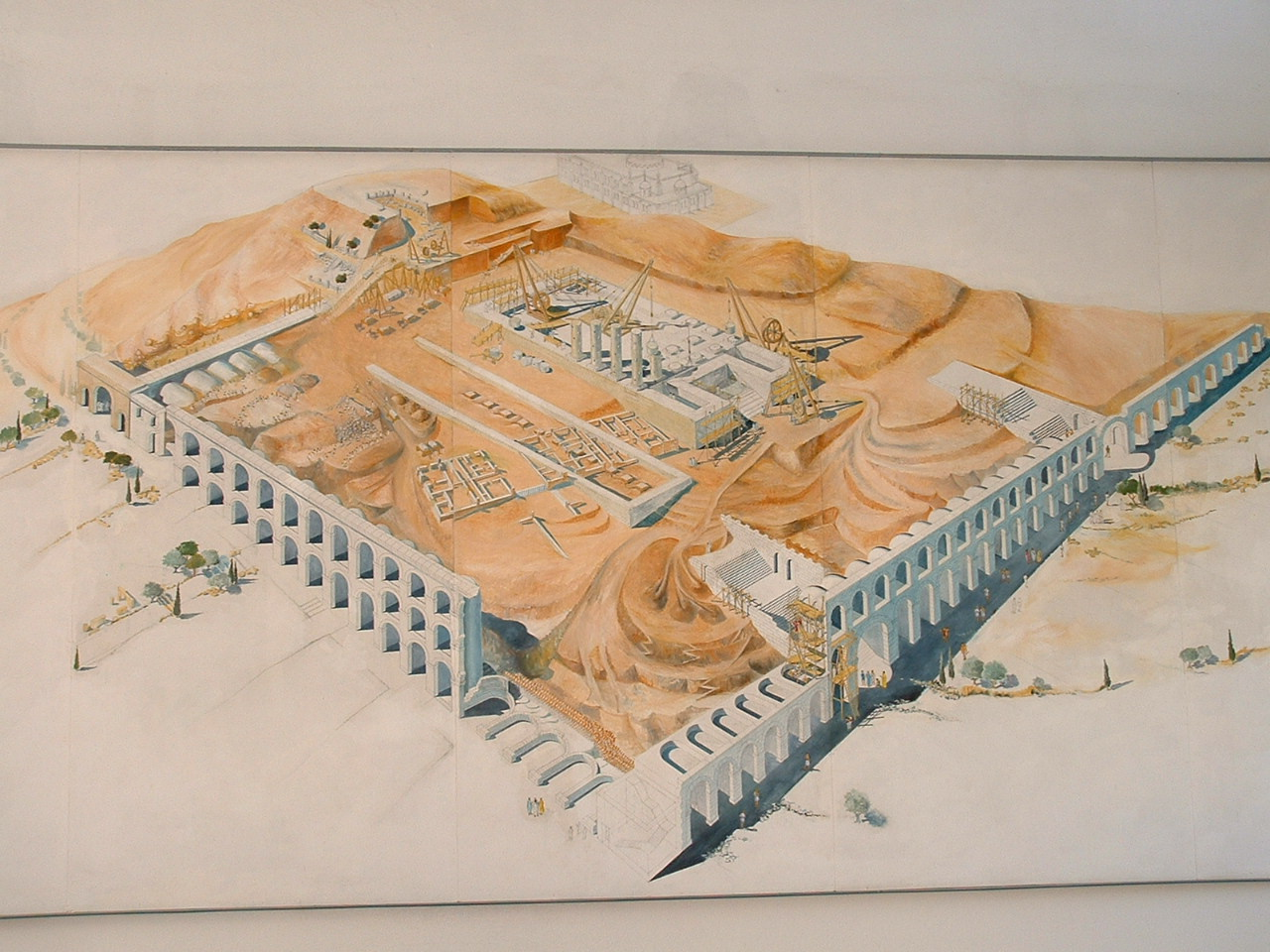
Raffigurazione dell'acropoli di Cartagine esposta al museo del Bardo di Tunisi

Quella notte scoppiò un vasto incendio nel campo dei Cartaginesi, incominciato a causa del vento che fece propagare il fuoco dall'altare delle vittime, che venivano arse vive, fin nelle tende dei comandanti cartaginesi. In breve tempo tutto il campo prese a bruciare e molti cartaginesi morirono tra le fiamme; Diodoro afferma che questa morte fu una punizione divina per le malefatte dei Cartaginesi e per i loro terribili sacrifici sui prigionieri di guerra.
Nel frattempo 5 000 dei Libici che avevano combattuto per Agatocle quella stessa notte decisero di passare dalla parte dei Punici, quindi si recarono nel loro accampamento ma le guardie dei Cartaginesi vedendoli arrivare tra le tenebre credettero che tutto l'esercito di Agatocle li stesse attaccando, quindi diedero l'allarme. L'esercito dei Cartaginesi che era già nel caos per via delle fiamme da domare, rimase senza comandi e volendo difendersi da quelli che credevano essere i Siracusani, cominciarono a sferrare colpi alla cieca finendo molto spesso per combattere e uccidere i loro stessi compagni. Nella fuga molti soldati cartaginesi precipitarono da ripide scogliere; nel grande massacro che seguì l'incendio rimasero uccisi 5 000 Punici, mentre il resto si rifugiò dentro le mura di Cartagine, portando anche lì agitazione e paura; i cittadini credevano infatti che Agatocle avesse fatto sbandare il loro esercito e che quindi fosse prossimo all'assedio.
I Libici, autori di tanto tumulto, fecero ritorno nel campo di Agatocle, ma anche qui vennero accolti in arme: le guardie siracusane, così come quelle cartaginesi, li scambiarono per l'esercito avversario e diedero ad Agatocle l'allarme; il dinasta ordinò quindi di prendere le armi e prepararsi a combattere. Le fiamme e le grida al campo dei Cartaginesi erano alte e udibili, per cui i Greci credettero realmente che Cartagine muovesse le sue schiere di notte contro di loro. Anche nel campo greco vi furono i medesimi tumulti scoppiati in quello cartaginese, con i soldati greci che tra le tenebre e colti dal panico si uccidevano tra loro. Solo al mattino fu chiara la gravità del disastro: Agatocle aveva perso in questo modo 4 000 dei suoi uomini.
A seguito di ciò i Libici abbandonarono del tutto Agatocle e con queste defezioni e la decimazione dei propri soldati, i Siracusani non avevano più i numeri per affrontare una nuova battaglia. Agatocle decise quindi che era giunto il momento di lasciare la Libia, ma si rese conto di non avere abbastanza navi per trasportare tutti i suoi uomini dall'Africa alla Sicilia.

### Ribellione dell'esercito e prigionia di Agatocle

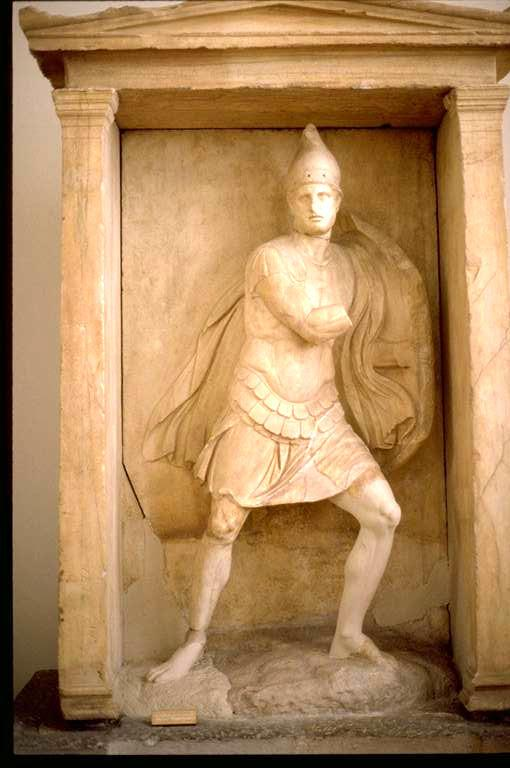
La “stele di Aristonautes” proveniente dall' antica Atene mostra l'equipaggiamento di un soldato greco all'epoca di Agatocle, con «corazza modellata secondo la muscolatura del tronco con pteruges»

Se la notizia di Appiano corrisponde al vero, e dunque Agatocle prima della sua partenza aveva allestito a Biserta una flotta, questa doveva evidentemente essere rimasta bloccata nella città occupata in quel momento dai Cartaginesi.
Giustino, come spesso accade, diverge dalla fonte di Diodoro: secondo la sua fonte l'idea di abbandonare l'esercito in Africa balenò nella mente di Agatocle non per la mancanza di navi o per questioni puramente strategiche ma per l'odio e lo screzio che i soldati avevano maturato nei suoi confronti. Giustino, che segue alla lettera lo scritto di Timeo di Tauromenio, acerrimo rivale di Agatocle; da questi esiliato ad Atene, presenta la vicenda come un tradimento del Siracusano nei confronti dell'esercito e dei propri figli.

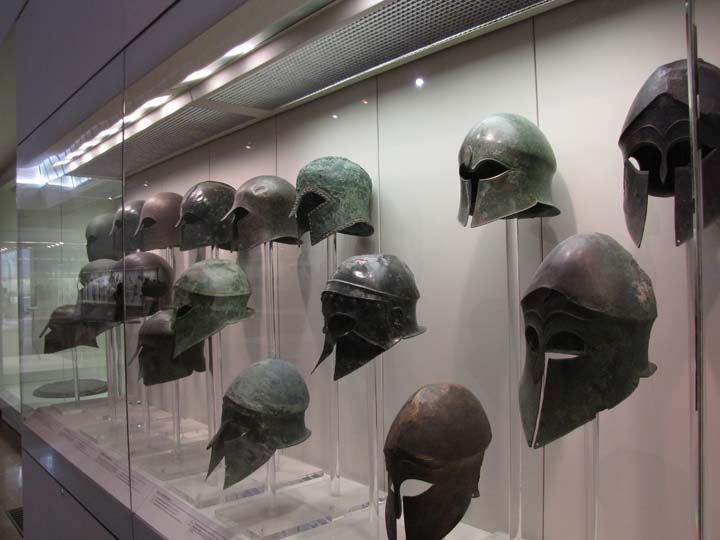
Numerosi elmi in stile corinzio (lo stile dell'esercito siracusano) esposti nel museo di Olimpia

Asserisce lo storico romano che quando Agatocle approdò nella Libye per la seconda volta, trovò il suo esercito furioso con lui, perché da tempo non riceveva più lo stipendio; una mancanza nei pagamenti attribuibile al figlio Arcagato. Giustino però non conosce le spedizioni di Eumaco e le ricchezze più volte distribuite tra i soldati. Agatocle riportò la calma dicendo loro che i soldi sarebbero arrivati dalla presa della prossima città, quindi li esortò a combattere e li condusse in un attacco contro i Cartaginesi (che è probabilmente il medesimo descritto da Diodoro); attacco che in Giustino è definito come «sconsiderato», mentre Diodoro lo definisce coraggioso, ma Timeo non riconosce mai alcun merito ad Agatocle; egli si limita a denigrarlo. Per cui la colpa della sconfitta che seguì ricadde su Agatocle; gli uomini lo avrebbero accusato di aver preso la guerra africana troppo alla leggera e inoltre ritornarono a pretendere il pagamento per il loro servizio di guerra. A questo punto, narra Giustino, Agatocle fuggì in segreto dal campo portando con sé solamente il figlio Arcagato.
Questa notizia è in contraddizione con la fonte di Diodoro - che è probabilmente Duride - secondo la quale Agatocle fuggì sì dal suo campo ma con il figlio Eraclide e non con Arcagato. Secondo lo storico di Agira avrebbe influito sulla scelta di Agatocle non solamente il fatto che non vi erano navi a sufficienza per trasportare l'intero esercito, ma anche un'attenta riflessione sulle mosse di Cartagine, la quale, padrona del mare africano, non avrebbe mai permesso agli invasori di lasciare impunemente la Libye con al comando ancora Agatocle; ben consapevole che questi sarebbero prima o poi ritornati sul suo suolo; come minimo Agatocle sarebbe dovuto finire nelle mani di Imilcone e Aderbale per consentire alle truppe che si erano arrese di giungere in Sicilia. Il dinasta decise quindi di fuggire in segreto e di partire con pochi uomini e con il suo figlio minore, Eraclide, lasciando Arcagato a causa del risentimento per i presunti rapporti intimi di Arcagato con Alchia e per l'indole troppo ardimentosa che lo avrebbe portato prima o poi ad una rivolta nei confronti del genitore. Tuttavia, secondo Diodoro, Arcagato scoprì il piano di fuga del padre e lo denunciò all'esercito. Agatocle venne quindi fermato, legato e imprigionato nel proprio campo.

## Seconda partenza di Agatocle

### L'abbandono e l'approdo in Sicilia
Mancando il comandante l'esercito cadde nel disordine. Narra Diodoro che una notte, mentre Agatocle veniva tenuto prigioniero, si diffuse la voce tra i soldati che i nemici si stessero avvicinando al campo per sferrare un nuovo attacco. Gli uomini si armarono e si radunarono, ma poiché non vi era nessuno che impartiva ordini, rimasero incerti sul da farsi. I custodi di Agatocle, anch'essi spaventati dalla mancanza di una leadership, presero Agatocle in catene e lo portarono davanti ai soldati, pensando che in quel momento fosse la cosa giusta da fare. Gli uomini vedendolo dinanzi a loro furono colti da pietà e dal desiderio di riaverlo come comandante, quindi gridarono all'unisono di liberarlo.
Ma vedendosi libero Agatocle approfittò della confusione generale per lasciare un'altra volta segretamente l'accampamento. Riuscì a imbarcarsi, salpando con pochissimi uomini su una sola nave. I suoi figli restarono entrambi in Africa. Diodoro afferma che Agatocle salpò dalla costa africana quando stava per giungere l'inverno (tra ottobre e novembre): quando le stelle Pleiadi tramontano, asserisce il resoconto diodoreo.
Nella narrazione di Giustino si afferma che i soldati appena seppero della nuova fuga di Agatocle si preoccuparono enormemente e dissero di essere stati abbandonati dal loro re:
(Giustino, XXII 8, 9.)
Volevano darsi all'inseguimento di Agatocle, ma l'attacco improvviso dei Numidi (da collegare con l'attacco che mise in agitazione l'esercito di cui parla anche Diodoro) li costrinse a ritornare all'accampamento; tuttavia riuscirono ad afferrare Arcagato, che durante la fuga si era discostato dal padre.

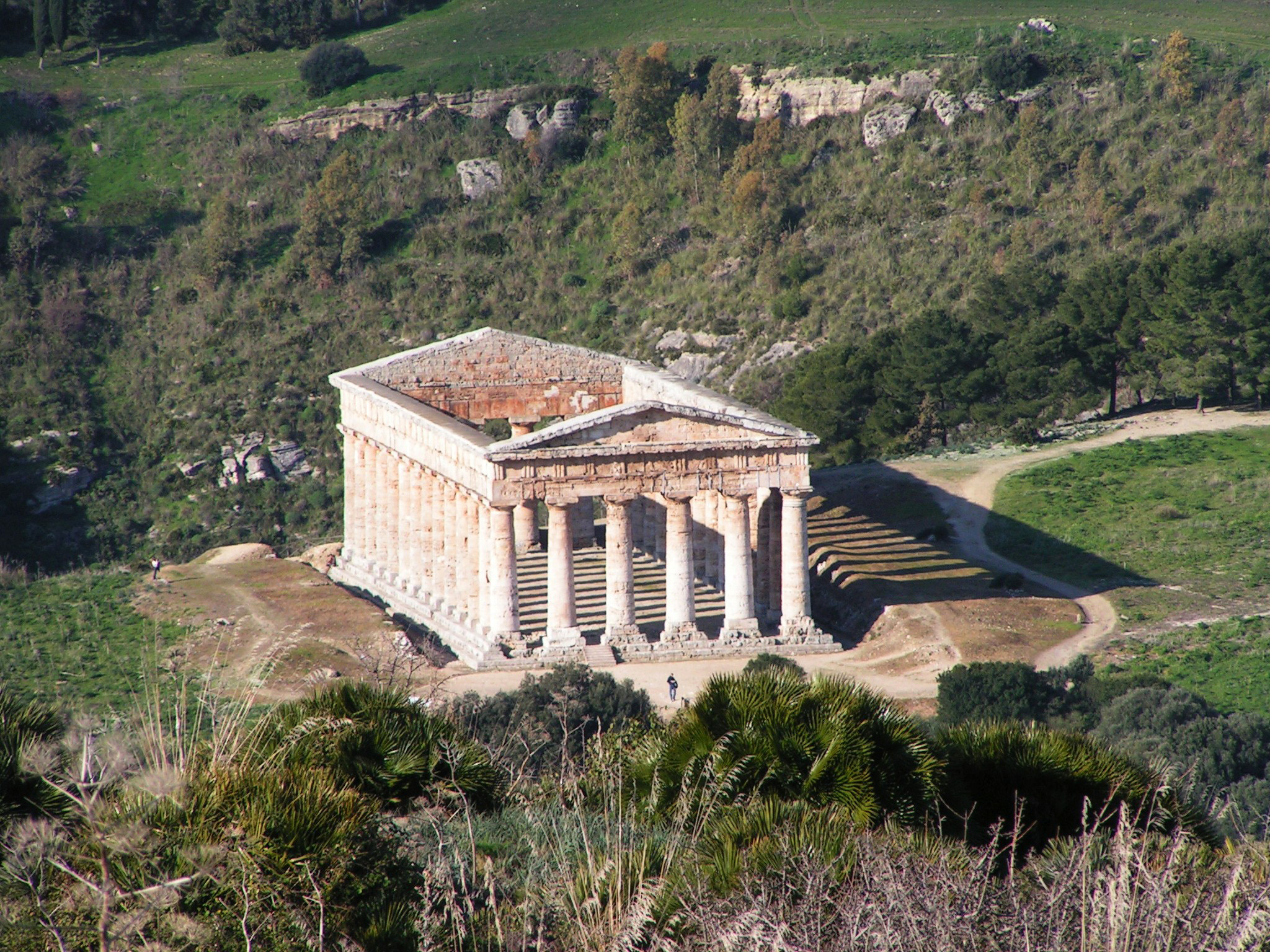
Il tempio greco di Segesta. Agatocle dopo aver reso schiavi i Segestani mutò il nome della città in Diceopoli, colonizzandola

Le due fonti principali non concordano nemmeno sul rientro di Agatocle in Sicilia: secondo Giustino Agatocle, imbarcatosi solamente con gli uomini necessari a governare le navi, si diresse direttamente a Siracusa e conclude la narrazione del capitolo africano con un'esclamazione palesemente faziosa: «un re disertore del suo proprio esercito, un padre traditore dei suoi figli!» conclude con sorpresa Giustino.
Diverso è il finale di Diodoro il quale afferma che lo sbarco di Agatocle avvenne nuovamente nella parte punica dell'isola. Dopo aver convocato parte del suo esercito siciliano, si recò a Segesta. Nella città degli Elimi Agatocle compì una vasta strage poiché, privo di un numero consistente di uomini e di denaro, aveva chiesto alla città, che era sua alleata, di donargli i propri beni, perché ne aveva bisogno per riarmarsi. I Segestani tuttavia si rifiutarono di dargli l'aiuto richiesto e Agatocle mise in atto una delle sue terribili vendette.
Agatocle non poteva raggiungere Siracusa poiché Dinocrate gli aveva sottratto la gran parte dell'isola e vi era uno scudo di uomini armati a sbarrargli la strada per la propria capitale.

### L'uccisione dei figli di Agatocle e sua vendetta
Abbandonati in Africa, i soldati di Agatocle decisero di punire il loro comandante supremo con l'uccisione dei suoi due figli. Arcagato ed Eraclide vennero quindi messi a morte. Giustino tramanda nel dettaglio la morte del figlio maggiore, Arcagato: questi fu condotto all'esecuzione capitale da un siracusano amico del padre, Arcesilao. Arcagato gli domandò se avesse riflettuto alle conseguenze del gesto che stava per compiere: Agatocle si sarebbe vendicato sopra i figli di Arcesilao una volta scoperto che questi gli aveva ammazzato i propri eredi. Ma Arcesilao sprezzante rispose che a consolarlo gli bastava il pensiero di sapere che i suoi figli sarebbero vissuti qualche giorno in più rispetto ai figli di Agatocle. Detto ciò Arcagato venne ucciso e con lui anche Eraclide.
Diodoro invece non si sofferma sulle singole uccisioni, ma ricollega la morte di entrambi i figli a quella di Ofella: secondo lo storico di Agira Arcagato ed Eraclide vennero uccisi lo stesso mese e lo stesso giorno di Ofella; una punizione divina che veniva inflitta ad Agatocle per aver tradito il suo alleato cireneo.
La vendetta di Agatocle quando seppe della morte dei suoi due figli (e ne verrà a conoscenza ancora prima di entrare a Siracusa, durante le lotte con Dinocrate) per mano dell'esercito fu davvero spietata e senza eguali: egli al principio, prima di partire per la spedizione africana, aveva accuratamente compilato la lista dei proscritti assicurandosi che i nuclei familiari dei siracusani venissero divisi, proprio per scoraggiare eventuali sedizioni da parte degli uni o degli altri; pena la punizione sopra il membro della famiglia del sedizioso. Colmo di rabbia e di dolore Agatocle mandò un messaggio a suo fratello Antandro, che reggeva il governo di Siracusa in sua vece, ordinandogli di radunare ogni singolo parente dei soldati siracusani in Africa e di ucciderlo senza pietà: donne, bambini, anziani, giovani uomini, illustri cittadini, nessuno venne risparmiato; furono condotti in una spiaggia di Siracusa e qui vennero ammazzati tutti, finché il mare, asserisce Diodoro, non divenne rosso del loro sangue.

### Considerazioni

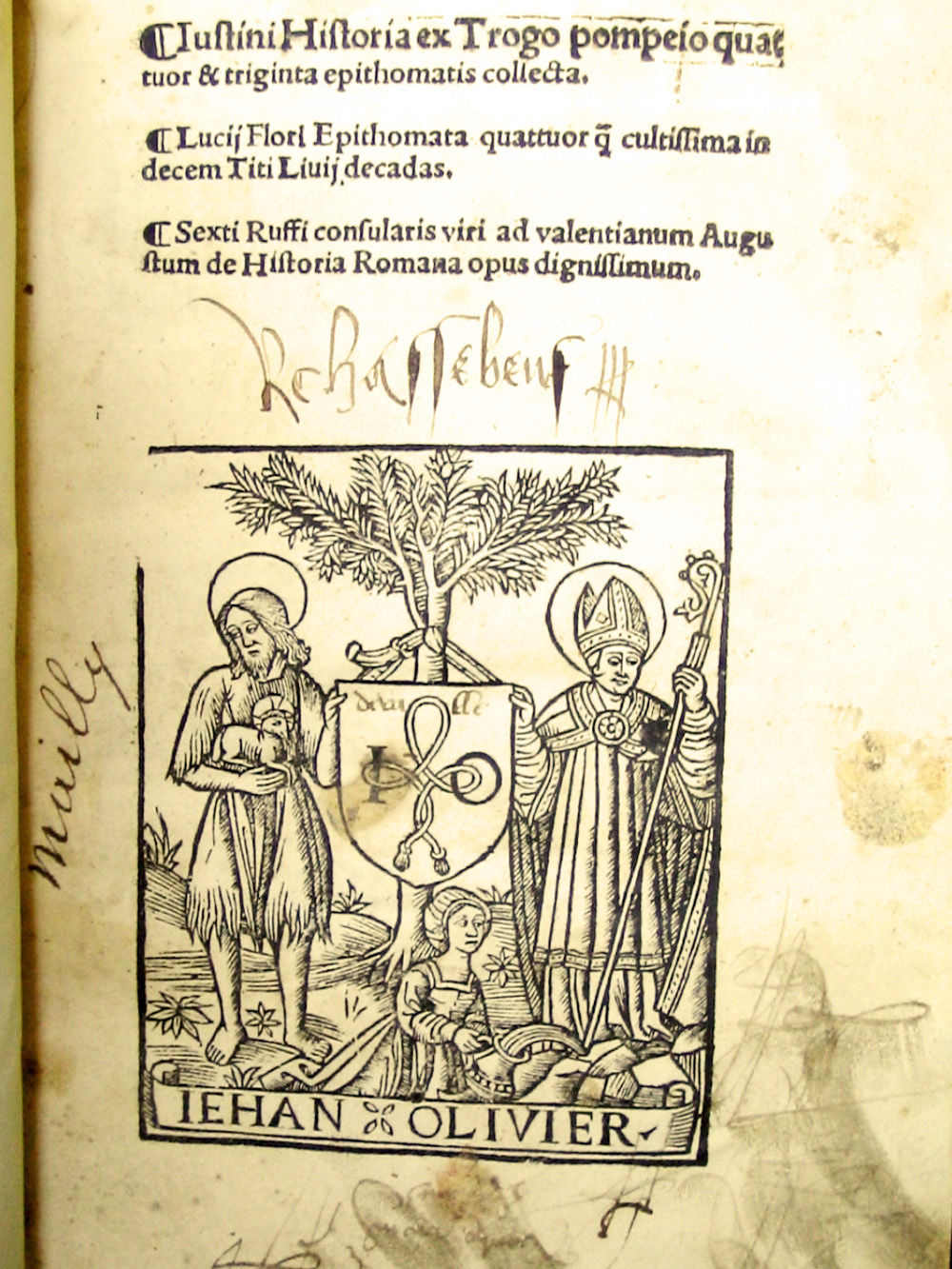
Le Storie filippiche di trogo-Giustino, dove figura la biografia di Agatocle, edite in un manoscritto medievale

La vicenda sull'uccisione dei due figli e sulla conseguente vendetta di Agatocle sui parenti dei soldati non mostrano gravi contraddizioni (anzi, quando Diodoro narra della vendetta mostra di venire incontro alle parole di Giustino, il quale tramite il dialogo tra Arcagato e Arcesilao dà a intendere che vi era un piano architettato da Agatocle contro i sediziosi) e sono di per sé credibili; piuttosto quello che lascia perplessi gli studiosi moderni è la presunta fuga di Agatocle e soprattutto il presunto abbandono dei propri figli, sua preziosa discendenza, in quanto eredi di un basileus.
Secondo il De Sanctis, ad esempio, Diodoro è palesemente in errore asserendo che Agatocle nutrisse dell'astio verso Arcagato, poiché gli eventi in Africa hanno dimostrato il contrario: anzitutto Agatocle non consegnò il figlio all'esercito quando i soldati ne pretendevano l'uccisione, ma anzi si offrì di morire al suo posto, ed inoltre è proprio ad Arcagato che Agatocle affidò l'intero esercito quando l'iniziativa egemonica di Agrigento lo costrinse a distogliere la sua attenzione dagli affari d'Africa.
Serie riserve vanno mantenute anche nei riguardi della notizia fornita da Giustino: non si capisce per quale motivo Agatocle, che non aveva avuto mai alcuno screzio con il suo figlio più giovane, avrebbe improvvisamente deciso di abbandonarlo in Africa alla mercé dei soldati infuriati e del nemico ostile (tra l'altro è proprio Giustino, quindi Timeo, a ricordare come Agatocle avesse messo in primo piano il figlio Eraclide facendolo persino adottare dal cireneo Ofella).
Alla luce delle contraddizioni tra Giustino e Diodoro (uno sostiene che Agatocle volesse salvare il figlio Arcagato e l'altro sostiene che si trattasse piuttosto di Eraclide), del rapporto sempre positivo che Agatocle ebbe in generale con i propri figli e alla luce anche della tremenda vendetta, che superava le altre stragi compiute dal dinasta fino a quel momento e che tradiva probabilmente il suo acuto dolore, appare davvero poco credibile che Agatocle avesse abbandonato al loro destino i suoi due figli maggiori.
Secondo il De Sanctis e la Langher - due dei maggiori studiosi del periodo di Agatocle - il dinasta aveva tutte le intenzioni di ritornare celermente in Africa (la strage di Segesta, compiuta perché aveva bisogno di trovare in fretta il denaro per gli armamenti, sarebbe una dimostrazione di ciò), ma gli imprevedibili eventi, sopra i quali spicca appunto l'uccisione dei suoi due figli, rovinarono i suoi piani. Al riguardo afferma il De Sanctis:
Concorde con questa linea è anche la Langher:
La confusione sarebbe sorta a causa dell'incertezza delle stesse fonti primarie nel narrare il finale: qualcosa doveva essere sfuggito; vi fu quasi certamente una fuga, dettata dalla necessità di sottrarsi al controllo dei soldati che evidentemente non avevano più intenzione di rimanere un'altra volta senza di lui in Africa (lo stesso esercito non era nuovo alle sedizioni: Agatocle in passato ne aveva già placata un'altra, utilizzando mezzi estremi, come la minaccia di togliersi la vita, pur di placare gli animi dei suoi soldati), ma altrettanto certamente Agatocle puntava a un ritorno a Tunisi, confermato dalla presenza dei suoi due figli.

## L'accordo con Cartagine
Dopo aver ucciso i figli di Agatocle, l'esercito rimasto in Africa nominò dei nuovi generali e iniziò le trattative con Cartagine. I Siracusani riuscirono ad ottenere delle condizioni davvero vantaggiose, se si considera che essi erano stati per i Cartaginesi, fino a pochissimo tempo prima, il pericoloso nemico in casa da debellare.
L'accordo prevedeva:
- la consegna di tutte le città conquistate in Africa a Cartagine e quindi l'abbandono dei vari presidi che ancora resistevano. In cambio Cartagine avrebbe pagato ai soldati di Siracusa (e con Siracusa si intende l'intera coalizione che ormai da tempo combatteva sotto il nome della pentapolis: sicelioti, mercenari, greci di Cirene, di Atene e dell'Ellade in generale) un indennizzo di guerra pari a 300 talenti.[196]
- la possibilità di scegliere: entrare a far parte dell'esercito cartaginese, ricevendo una buona paga regolare, o ritornare in Sicilia; a condizione però di esservi scortati dalle navi dei Cartaginesi e di andare a popolare Solunto, quindi di prendervi dimora, la quale era una città fondata da Cartagine nella parte punica della Sicilia.[196]

La maggior parte dei soldati rispettò l'accordo e molti scelsero o di far parte dell'esercito di Cartagine o di andare a vivere a Solunto (la quale infatti mostra un impianto ellenistico), ma non tutti si accordarono o si sottomisero al potere di Cartagine: vi era anche una parte dell'esercito che era rimasta fedele ad Agatocle ed aspettava il suo ritorno (il che palesemente contraddice quanto sopra detto sia da Giustino che da Diodoro e si avvicina piuttosto alle osservazioni fatte dalla critica odierna) e non volevano lasciare le città conquistate. Questa minoranza di soldati venne attaccata nuovamente dai Cartaginesi e fu costretta a cedere.
I Cartaginesi crocifissero molti di questi soldati siracusani che aspettavano la venuta di Agatocle. Il resto dei soldati ribelli venne messo in catene e costretto dai Cartaginesi e lavorare nei campi africani che a causa dei lunghi quattro anni di guerra erano rimasti incolti.

## Conseguenze
La guerra intrapresa da Agatocle in Africa ebbe delle rilevanti conseguenze sia sul piano ideologico, per le due parti in conflitto, sia sul piano storico, per quanto concerne la terra africana.

### La consapevolezza
L'esperienza africana lasciò in Agatocle la consapevolezza di quanto fosse fondamentale possedere numerose navi: egli infatti da quel momento si dedicò al ripristino della flotta siracusana, riuscendo a riportarla allo splendore dei tempi di Dionisio I. Per il resto della sua vita egli avrà questo chiodo fisso e infatti nel decennio della sua morte, avvenuta nel 289 a.C., Siracusa possedeva ben 200 navi da guerra; cifra davvero ragguardevole che la poneva in cima alle potenze marinare dell'occidente e le permetteva di competere con l'ottima flotta dell'alleato macedone, Demetrio I Poliorcete.
Agatocle imparò inoltre quanto fossero fondamentali i rifornimenti di grano per Cartagine: durante la sua guerra Cartagine aveva potuto contare sui carichi di grano che dal mare le arrivavano in casa. Dopo varie vicissitudini, avendo nuovamente l'intenzione di tornare in Africa, sul finire degli anni '90 del III secolo a.C., egli stava trasportando sulle sue navi un esercito in Sardegna e nell'eparchia punica siciliana, per sabotare i rifornimenti di grano di cui godevano i Cartaginesi; in sostanza Agatocle stavolta aveva premeditato tutto per non lasciare scampo a Cartagine. La morte gli impedì di sbarcare una terza volta sul suolo africano.
La conseguenza più nota di tutte fu che la guerra di Agatocle aprì la via per le future invasioni dell'Africa cartaginese: nel 256 a.C., durante la prima guerra romano-punica, sarà il romano Marco Attilio Regolo che imitando il piano bellico-diversivo di Agatocle, con altrettanta audacia, sbarcò presso Kélibia (città fondata da Agatocle) e riuscì ad occupare Tunisi, antico quartiere generale dei Siracusani, ma, seppur con un differente percorso, anche la sua spedizione infine fallì - riportando un pesante disastro militare - e i Romani furono costretti dopo solo un anno di guerra in terra africana a ritornare in Sicilia; per la quale ancora si combatteva (dovrà passerà molto tempo prima dell'impresa positiva attuata da Publio Cornelio Scipione; impresa che non comincerà se non dopo il 210 a.C., ovvero quando Roma riuscì ad ottenere il possesso di Siracusa, approntando proprio da questa città l'esercito che avrebbe definitivamente messo fine all'impero cartaginese).

### Lascito sul territorio
I legami tra i Greci e l'Africa occidentale non si esaurirono con la fine della guerra; l'accordo con Cartagine infatti diede il via ad un altro tipo di rapporto con gli abitanti della Libye; molti degli ex-soldati dell'esercito di Siracusa si stabilirono pacificamente nelle città che un tempo li avevano visti conquistatori e si crearono una famiglia in Africa.
Polibio afferma che i cartaginesi Ippocrate ed Epicide erano «Συρακοσίους» ovvero Siracusani; costoro, prosegue Polibio, mandati da Annibale a Siracusa per convincere il giovane re Ieronimo (probabile discendente di Agatocle) a rompere l'alleanza con Roma e ad entrare in guerra insieme a Cartagine, erano figli di una cittadina cartaginese, ma il loro padre, stando a Polibio, era il figlio di un ex-soldato di Agatocle rimasto in Africa, nientemeno di colui che aveva ucciso Arcagato.
Ippocrate ed Epicide, gli ultimi due tiranni di Siracusa, erano quindi i nipoti dell'uomo che uccise Arcagato, figlio primogenito di Agatocle, la cui identità dovrebbe corrispondere, stando a Giustino, ad Arcesilao, che scelse come tanti di restare in Africa, piuttosto che vivere a Solunto.
In verità le unioni matrimoniali tra Cartaginesi e Siracusani, che generarono figure dal rilevante profilo storico, non incominciarono al tempo della spedizione di Agatocle, bensì erano preesistenti: Erodoto informa, ad esempio, che la madre del sufeta Amilcare I era una donna siracusana, sposata con un cittadino di Cartagine.

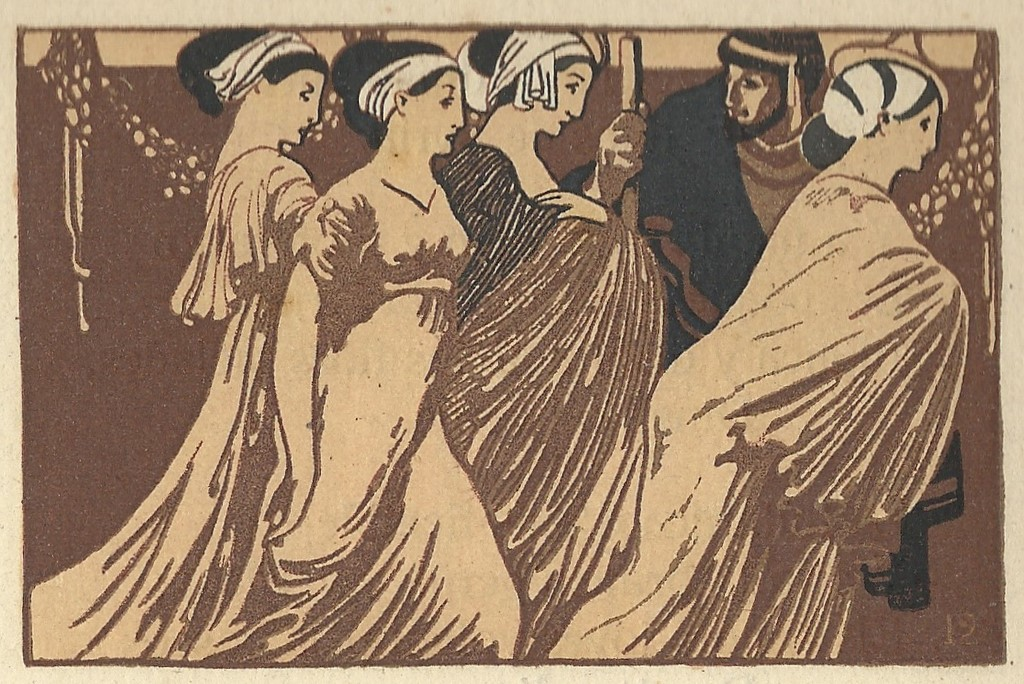
Illustrazione sull'Idillio XV di Teocrito, Le Siracusane, il quale parla delle donne di Siracusa che viaggiano dalla Sicilia ad Alessandria e si lasciano incantare dal lusso che la corte d'Egitto mostra loro; specchio degli stretti rapporti dell'epoca post-agatoclea.

Ma è certamente con l'abbandono dei soldati in Africa e con le proficue relazioni che Agatocle stabilisce con l'Egitto che si apre un'era nuova dove queste relazioni si fanno decisamente più consistenti. Numerosi dovevano essere i Sicelioti emigrati in Africa al tempo di Agatocle, così come numerosa doveva essere la comunità siracusana che si trasferì ad Alessandria dopo la morte del dinasta; testimoniata dalle unioni matrimoniali di donne siracusane con alcuni personaggi della corte tolemaica e dal movimento di gente («mercenari, commercianti, emigranti o semplici visitatori») che dalla capitale siciliana giungeva in quella egiziana.
La presenza siracusana, e siciliana in generale, si rivela anche nella fondazione e negli usi e costumi di diverse città africane: è il caso di Oea, il nucleo originale dell'odierna Tripoli, che Silio Italico afferma venne fondata intorno al IV secolo a.C. (e la spedizione dei Siracusani avvenne nell'ultimo decennio del IV secolo a.C.) da «coloni fenici e siciliani»; ma è anche il caso della fondazione di Sicca Veneria (odierna Le Kef) nella quale gli uomini di Agatocle trasportarono il culto per Afrodite Ericina, divenuto poi celebre in tutta l'area, e di altre situazioni simili distribuite lungo il percorso toccato dai Greci durante la lunga spedizione in terra d'Africa.

## Considerazioni finali

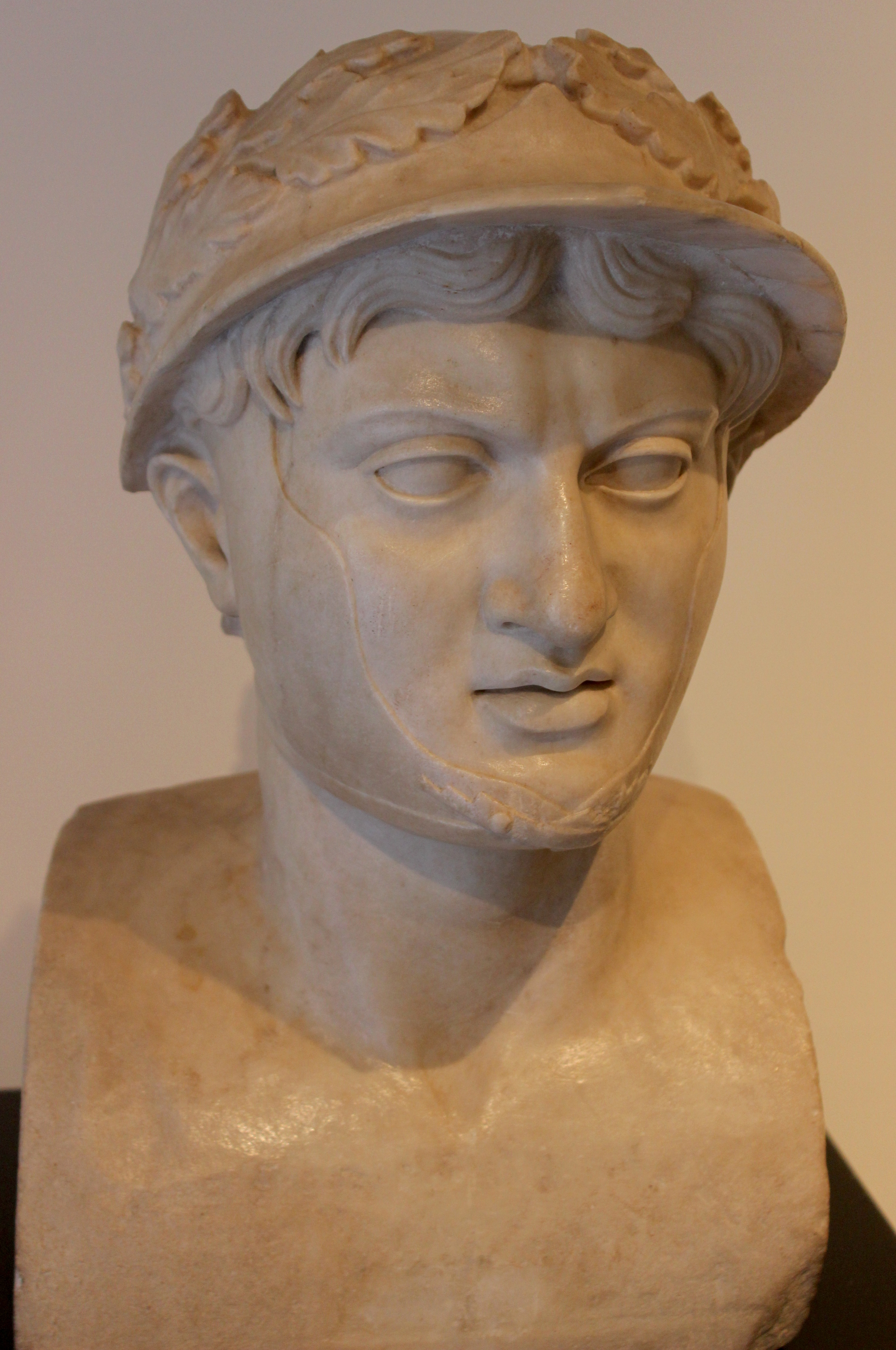
Pirro, genero di Agatocle, aveva intenzione di sbarcare in Africa rifacendosi proprio all'esperienza agatoclea

Narra Plutarco che Pirro, dopo la morte del suocero Agatocle, quando decise di venire in aiuto di Siracusa, che era nuovamente assediata dai Cartaginesi, esclamò con un suo uomo fidato tali parole:
(Pirro in Plutarco, Vita di Pirro, 14, 6.)
L'impresa di Agatocle in Africa fu un passo molto coraggioso perché pieno di insidie e perché compiuto nel momento di massima difficoltà per Siracusa; questa non solamente infatti era assediata e quindi non poteva schierare tutte le sue truppe, ma era anche priva di navi e con un blocco al porto come quello inflittole dai Cartaginesi era molto difficoltoso mantenere le comunicazioni con la sponda africana. Alcuni storici moderni hanno criticato la sfrontatezza e la presunzione di Agatocle che tentò di compiere un'impresa al di sopra delle sue possibilità. L'incendio delle navi, compiuto con il pretesto dell'adempimento di un voto fatto alle divinità, è stato definito «folle» e «dissennato» e al dire di Diodoro gli stessi Siracusani si pentirono di quanto avevano fatto subito dopo che l'incendio fu terminato e si resero conto di essere rimasti senza via di scampo, ma d'altro canto questo gesto permise ad Agatocle di non dover dividere i suoi uomini per fare la guardia alle 60 navi e di marciare compatti e all'unisono all'interno della regione cartaginese, riportando un successo dopo l'altro.

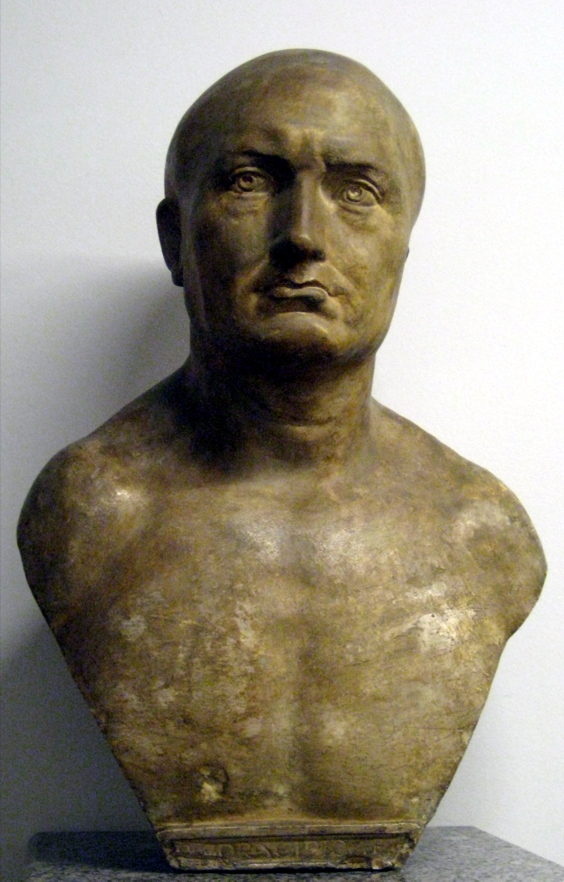
Busto di Scipione; stimatore di Agatocle

L'intera spedizione siracusana si compone di gesti audaci come questo delle navi, e la “disperazione”, la necessità cioè di non voltarsi mai indietro, è proprio l'elemento che la contraddistingue. Gli studiosi d'ogni tempo sono stati affascinati da questo importante evento che non mostra certo le connotazioni di un'ordinata e calcolata manovra militare, ma ha trovato sviluppo nella perenne incertezza e curiosità per le sorti dei Greci. Il ruolo di comandante che svolse Agatocle fu fondamentale, nel bene e nel male, ed egli viene considerato, a ragion veduta, come il solo precursore delle future iniziative militari romane in terra d'Africa.
Il Siracusano riuscì a toccare in soli quattro anni la maggior parte dell'Africa abitata a settentrione, estendendo la sua influenza dall'Egitto ai confini del Marocco; per comprendere la portata e la particolarità della vicenda agatoclea basti considerare che il cosiddetto limes africano, faticosamente ottenuto dai Romani in oltre cento anni di dominio, si componeva di luoghi in gran parte già esplorati, conquistati e abitati dai Sicelioti di Agatocle. Ovviamente il capitolo africano agatocleo si concluse nella ben nota maniera che portò alla perdita di tutto quanto si era fatto in quei quattro anni, ma va pur considerato che il diversivo e l'indebolimento dell'avversario, e non la colonizzazione, erano l'obiettivo di Agatocle.
Pur priva di effettivi mutamenti territoriali, la spedizione compiuta dai Siracusani rimase un punto fermo per i futuri conquistatori. Scipione, colui che debellò i Cartaginesi, riteneva che solo Agatocle - insieme a Dionisio - potesse essere considerato come «il più abile nel disbrigo dei pubblici affari e il più capace nel coordinare l'audacia all'ingegno.»
L'impresa africana dei Siracusani si arricchì anche di grande interesse storico-naturalistico-etnografico, oltre che militare; il che la rende assolutamente degna della massima attenzione:

### Esplicative
1. ↑  Publio Papinio Stazio, Silvae III, 11, 118 (trad. italiana in Carmelo Ciccia, 1998, p. 32): 

(latino)
«Duc et ad Emathios manes, ubi belliger urbis conditor Hyblaeo pefusus nectare durat»

(italiano)
«Conducilo anche a vedere i resti dell'eroe dell'Emazia (la Macedonia), dove il bellicoso fondatore della città sta ancora intatto, imbalsamato col nettare ibleo.»
2. ↑  E questa informazione è preziosa poiché con la perdita del XXI libro di Diodoro, della parte finale delle vicende agatoclee risultano solo frammenti dai quali è difficile estrapolare il percorso del basileus. Asserisce Polibio (IX 23, 2. Trad. in Du miel au café, de l'ivoire à l'acajou..., p. 171): 
«Chi non sa che Agatocle giudicato uomo crudelissimo nelle imprese per la conquista del dominio, fu riconosciuto in seguito, quando fu consolidato il suo potere in Sicilia, come il signore più clemente ed umano di tutti?»
3. ↑  Al riguardo può essere utile notare come Agatocle assegnò sempre ai propri figli ruoli eccelsi e come non ebbe mai screzi con nessuno di loro - a parte la frase elargita da Diodoro nei confronti di Arcagato, sulla quale vanno mantenute le giuste riserve, poiché i fatti sembrano dire l'opposto. Agatocle ci teneva ad avere una sua discendenza; lo dimostrano i progetti che egli cercò di conseguire per tutti i suoi figli, come i matrimoni di Lanassa, la spedizione di Agatarco, il ruolo diplomatico assegnato ad Agatocle II e il tentativo di salvare dalle cruenti lotte dinastiche i suoi due figli di discendenza tolemaica: Teossena d'Egitto e Arcagato di Libia. Purtroppo il contesto bellico e intricato portò all'uccisione di molti dei suoi eredi che egli non riuscì a proteggere.
4. ↑  La Siracusa dionisiana era divenuta una pericolosa minaccia, secondo filosofi greci come Platone e Lisia, perché il tiranno siracusano possedeva il predominio sul mare: 
«voi ben sapete che l'arché è di chi controlla il mare... molte navi possiede il Gran Re, molte ne possiede il tiranno di Sicilia.»
 Lisia in Hesperia 5 a cura di Lorenzo Braccesi, 1995, p. 159.
5. ↑  Scipione, poco dopo che i Siracusani erano stati conquistati dai Romani, giunse nella città aretusea e vi risiedette per tutto l'inverno, preparando truppe e flotta per sbarcare sul suolo cartaginese. Vd. intera vicenda in Syracusae - l'arrivo di Scipione. Cit. in particolare Tito Livio, XXIX, 22.
6. ↑  Sua madre, Nereide, si sostiene che fosse figlia di Pirro II, che a sua volta era figlio di Alessandro II: nipote di Agatocle, figlio di Pirro e di Lanassa.

### Fonti
1. 1 2  Stefania De Vido, p. 348.
2. ↑  Diod. Sic., III 49, 2. Cit. Stefania De Vido, p. 232.
3. ↑  Diod. Sic., XX 55, 4. Cfr. Consolo Langher, p. 205, n. 20.
4. ↑  Sefania De Vido, p. 83.
5. ↑  Diod. Sic., XX 5, 1.
6. ↑  Polieno, V 3, 5.
7. ↑  Diod. Sic., XX 5, 2.
8. ↑  Diod. Sic., XX 5, 3.
9. ↑  Diod. Sic., XX 5, 4.
10. ↑  Trad. ita in  Arriva l'Eclisse, su iby.it. URL consultato il 13 maggio 2017..
11. ↑  Erodoto, Storie, 1, 73-74.
12. ↑  Sesto Giulio Frontino, Stratagemmi, I 12, 9.
13. ↑  Diod. Sic., XX 6, 1-2.
14. ↑  Diod. Sic., XX 6, 3.
15. ↑  Diod. Sic., XX 6, 2-3.
16. 1 2  Kókalos 42, 1996, pp. 241-242.
17. ↑  Sabatino Moscati, La via del sole: avventure archeologiche tra Oriente e Occidente, 1981, p. 64.
18. ↑  Cfr. Alberto Fiori, Siracusa greca, 1971, p. 101; Ettore Pais, Storia di Roma durante le guerre puniche, 1927, p. 185.
19. 1 2  Strabone, XVII p. 834.
20. ↑  Consolo Langher (1996), p. 155.
21. ↑  Diod. Sic., XX 7, 3. Cit. Consolo Langher (1990), p. 41.
22. 1 2 3  Diod. Sic., XX 7, 2-4.
23. ↑  Iliade Canto XII. Cfr. Barry Strauss, La guerra di Troia, 2015.
24. ↑  Cfr. Ferdie Addis, Qual è il tuo tallone da killer?: Massime, motti e modi di dire ereditati da Greci e Latini: Bruciare le navi, 2012.
25. ↑  Diod. Sic., XX 7, 5.
26. ↑  Trad. italiana in  La memoria dei Fenici - Fonti greche, su lamemoriadeifenici.wordpress.com. URL consultato il 21 maggio 2017..
27. 1 2  Diod. Sic., XX 8, 3-4. Cfr. Kókalos 42, p. 244; La Civiltà Cartaginese (a cura di), 2016.
28. ↑  Kókalos 42, p. 244.
29. ↑  Diod. Sic., XX 8, 5.
30. ↑  Cfr. Karl Julius Beloch, Griechische Geschichte, 3.2.206; Consolo Langher, p. 136.
31. ↑  Diod. Sic., XX 8, 7.
32. ↑  Cit. Gaetano De Sanctis, p. 224.
33. ↑  Diod. Sic., XX 9, 1-3.
34. 1 2 3 4  Diod. Sic., XX 9, 3-5.
35. ↑  Diod. Sic., XX 10, 1-2.
36. ↑  Diod. Sic., XX 10, 2-4.
37. 1 2  Diod. Sic., XX 11, 2-5. Cfr. Francesco Maspero, Bestiario antico: gli animali-simbolo e il loro significato nell'immaginario dei popoli antichi, 1997, p. 106; Andrea Frediani, La storia del mondo in 1001 battaglie, 2015.
38. ↑  Diod. Sic., XX 11-12.
39. ↑  Diod. Sic., XX 12, 8.
40. ↑  Plutarco, De sera numinis vindicta, 552 a.
41. ↑  Marco Giuniano Giustino, XIX 1, 10-13. Cfr. Alberico Gentili, Il diritto di guerra, 2008, p. 177.
42. ↑  Trad. ita: Domenica Felice (a cura di), Montesquieu. Opere (1721-1754), 2914, p. 1195.
43. ↑  Paolo Xella, p. 363.
44. ↑  Diod. Sic., XX 14, 4. Paolo Xella, p. 363, più n. 3.
45. 1 2  Diod. Sic., XX 65, 1.
46. ↑  Diod. Sic., XX 15, 1. Cfr. Gaetano De Sanctis, p. 225.
47. ↑  Diod. Sic., XX 15-16, 1.
48. ↑  Diod. Sic., XX 16, 2-4.
49. ↑  Cfr. Ettore Pais, Storia dell'Italia antica e della Sicilia, 1933, p. 628; Consolo Langher, p. 150.
50. 1 2  Diod. Sic., XX 17, 2-5.
51. ↑  Diod. Sic., XX 17, 1.
52. ↑  La maggior parte degli studiosi si limita a riportare il titolo conferito da Diodoro. Cfr. es. Helikon, vol. 9-10, 1970, p. 218; Emilio Gabba, Georges Vallet, La Sicilia antica, 1980, p. 331.
53. ↑  Diod. Sic,, XX 18, 1-2.
54. ↑  Diod. Sic., XX 18, 1-3.
55. ↑  Diod. Sic,, XX 18, 3. Cfr. Gaetano De Sanctis, p. 223.
56. ↑  Diod. Sic., XX 30, 1-2.
57. ↑  Diod. Sic., XX 33, 1.
58. ↑  Diod. Sic., XX 33, 2.
59. ↑  Trad. ita in Archivio storico messinese, vol. 38, 1980, p. 98.
60. 1 2 3  Diod. Sic., XX 33, 5-8.
61. 1 2  Diod. Sic., XX 34, 1-5.
62. ↑  Cfr. comportamento di Agatocle in  Anna Simonetti Agostinetti, Agatocle di Siracusa: un tiranno-operaio (PDF), in Aristonothos. Scritti per il Mediterraneo antico - Riviste UNIMI, n. 2, 2008,  pp. 153-160. URL consultato il 23 maggio 2017.
63. 1 2  Diod. Sic., XX 38.
64. ↑  Gabba, Vallet, p. 335.
65. ↑  Cfr. Consolo Langher (2006), p. 2033.
66. ↑  Diod. Sic., XX 39, 5.
67. ↑  Diod. Sic., XX 39, 6.
68. ↑  Cfr. Consolo Langher (1997), p. 210; Gaetano De Sanctis, p. 224.
69. ↑  Diod. Sic., XX 40, 1-4.
70. ↑  Consolo Langher (2006), p. 2033 (già in Consolo Langher (1992), p. 101) e Gaetano De Sanctis, p. 226 con ampia nota 1.
71. ↑  Attilio Momigliano in  Ofella, in Enciclopedia Italiana, Roma, Istituto dell'Enciclopedia Italiana.; Edouard Will (1964), pp. 328-329.
72. ↑  Diod. Sic., XX 40, 5-7.
73. ↑  Cfr. Consolo Langher (1992), pp. 104-105 (cfr. anche Siracusa e la Sicilia greca: tra età arcaica ed alto ellenismo, Langher 1996, p. 176); Edouard Will, pp. 61, 88; Edouard Will (1964), p. 330.
74. ↑  Diod. Sic., XX 41, 1. Cfr Consolo Langher (1992), p. 102; Carla Ravazzolo, p. 124.
75. ↑  Diod. Sic., XX 42, 3.
76. ↑  Giustino, XXII 7, 5.
77. ↑  Polieno, V 3, 4.
78. ↑  Diod. Sic., XX 44, 7.
79. ↑  Diod. Sic., XX 43, 1.
80. ↑  Diod. Sic., XX 44, 1-2.
81. ↑  Diod. Sic., XX 44, 3-5.
82. ↑  Diod. Sic., XX 44, 6.
83. ↑  Oros. IV 6, 32.
84. ↑  Giustino, XXII 7, 7-11.
85. ↑  Diod. Sic., XX 43, 1-7.
86. ↑  Cit. Giulia Sfameni Gasparro, I Culti Orientali in Sicilia, 1973, p. 12 e biblio in n. 2.
87. ↑  Traduzione italiana di Luigi Schiaparelli, cit. in Archivio storico siciliano, 1981, p. 14.
88. ↑  Archivio storico siciliano, 1981, p. 14.
89. ↑  G. G. Bozza, Importazioni greco-orientali e fenicie nei santuari arcaici della Sicilia orientale in International congress of classical archaeology..., Roma 2008, p. 2.
90. ↑  Cfr. Consolo Langher (2006), pp. 2036-2038.
91. 1 2  Cfr.  Sebastiana Nerina Consolo Langher, Oriente persiano-ellenistico e Sicilia, trasmissione e circolazione di un messaggio ideologico attraverso i documenti numismatici, in Revue des Études Anciennes, 1990,  pp. 29-44. URL consultato il 6 giugno 2017..
92. ↑  Consolo Langher (2006), p. 2037.
93. ↑  Consolo Langher (2006), p. 2037; Anello, Martorana, Sammartano, Ethne e religioni nella Sicilia antica: Atti del convegno, Palermo, 6-7 dicembre 2000, 2006, p. 337.
94. ↑  Diod. Sic., XX 54, 1.
95. ↑  Diod. Sic., XX 53, 2-4.
96. ↑  Consolo Langher (2006), p. 2040.
97. ↑  Sul destino del corpo di Alessandro Magno vd.:  Gabriele Marasco, Alessandro, i diadochi e il culto dell’eroe eponimo, in Prometheus. Rivista di studi classici, 1983,  pp. 57-62. URL consultato il 7 giugno 2017 (archiviato dall'url originale il 12 dicembre 2017).
98. ↑  La notizia ci è nota grazie a Giustino, XXIII 2, 6 e al frammento di Timeo riportato in Polibio: FGrHist 566 F 124 c.
99. ↑  I vari vantaggi di questa alleanza in Consolo Langher (2006), pp. 2038-2038; G. Marasco, p. 98.
100. 1 2  Cfr. le varie ipotesi con ampia bibliografia di terzi in G. Marasco, p. 98, n. 2-3 e Consolo Langher (2006), p. 2038, n. 19.
101. ↑  Cfr. ipotesi in Giulia Sfameni Gasparro, I Culti Orientali in Sicilia, 1973, p. 4 e n. 2.
102. ↑  Così Enrico Benelli in Vita segreta degli antichi romani, 2013, cap. 13 Obelischi e sfingi.
103. ↑  È emerso ciò dall'analisi del DNA fatta sui papiri siracusani da parte dell'istituto internazionale del papiro. Cfr:  Studi sulla storia e sulle origini del papiro in Sicilia (PDF), su leg13.camera.it. URL consultato il 7 giugno 2017.
104. ↑   XVI edizione del Convegno di Egittologia e Papirologia, su danielemancini-archeologia.it. URL consultato il 7 giugno 2017.
105. ↑  Per approfondire i rapporti tra Alessandria e Siracusa vd.:  I.I. M.L. Famà (a cura di), Sicilia ed Egitto in età ellenistica: riflessioni sulle relazioni artistico-culturali fra Siracusa e Alessandria, in Magia d'Egitto, Regione siciliana, Assessorato dei beni culturali e dell’identità siciliana.
106. ↑  Diod. Sic., XX 54, 2.
107. ↑  A tal proposito Polibio afferma, in contrasto con Diodoro, che Utica rimase sempre fedele ai Cartaginesi: Polibio, I 82, 8.
108. 1 2  Gaetano De Sanctis, p. 228.
109. ↑  Diodoro esordisce dicendo che Agatocle voleva conquistarla per giustificare il titolo di basileus; per compiere un'azione grandiosa. Diod. Sic., XX 54, 2.
110. ↑  Diod. Sic., XX 54, 2-3.
111. ↑  Diod. Sic., XX 54, 4.
112. ↑  Diod. Sic., XX 54, 7.
113. ↑  Diod. Sic., XX 54, 5-7.
114. ↑  Diod. Sic., XX 55, 1.
115. 1 2  Diod. Sic., XX 55, 3.
116. ↑  Polibio., IX 23, 2.
117. ↑  Vd. Polibio., XV 35, 7 cit. in Langher, Polibio e gli storici contemporanei di Agatocle in Du miel au café, de l'ivoire à l'acajou (a cura di), 2005, p. 171.
118. ↑  Cfr. a tal proposito De Sanctis, p. 214, n. 1 dove si spiegano in parte le azioni cruente di Agatocle.
119. ↑  Beloch in Gaetano De Sanctis, p. 228, n. 3.
120. ↑  Cit. I. Scaturro, Storia di Sicilia, l'età antica, vol. 1, 1951, p. 394.
121. ↑  Diod. Sic., XX 55, 3. Cfr. Consolo Langher, Agatocle: da capoparte a monarca fondatore di un regno tra Cartagine e i Diadochi, 2000, p. 204.
122. ↑  App. Lib. 14.
123. ↑  Consolo Langher, Un imperialismo tra democrazia e tirannide: Siracusa nei secoli V e IV a.C, 1997, p. 214.
124. ↑  Trad. italiana in Le storie romane di Appiano Alessandrino di Marco Mastrofini, 1830, p. 305.
125. ↑  Cfr. David Abulafia, Il grande mare, 2014, cap. Il faro del Mediterranea.
126. 1 2  Diod. Sic., XX 55, 5.
127. ↑  Diod. Sic., XX 31, 1. cfr. Gaetano De Sanctis, p. 230; Consolo Langher, p. 230.
128. ↑  Gaetano De Sanctis, pp. 229-230.
129. ↑  Diod. Sic., XX 56, 1 e anche XX 31, 2-4.
130. ↑  Diod. Sic., XX 31, 4-5; 32, 1-2.
131. ↑  Cfr. Consolo Langher, Siracusa e la Sicilia greca: tra età arcaica ed alto ellenismo, 1996, p. 363.
132. ↑  Gaetano De Sanctis, p. 230; Consolo Langher, p. 207.
133. ↑  Diod. Sic., XX 56, 3. Cfr. Consolo Langher, p. 208; Stefania De Vido, p. 87.
134. ↑  Diod. Sic., XX 56, 3-4.
135. ↑  Diod. Sic., XX 57, 1-3.
136. 1 2 3  Diod. Sic., XX 57, 4.
137. ↑  Consolo Langher (2002), p. 351.
138. ↑  Cfr. Consolo Langher (2002), p. 344.
139. ↑  L'Africa romana, 1994, p. 655.
140. ↑  Consolo Langher, p. 221.
141. ↑  Anna Chiara Fariselli, I Mercenari di Cartagine, 2002, p. 26-27. Cfr. L'Africa romana, 1994, p. 655.
142. ↑  Il cui nome odierno deriva dalla mitologia greca che collocava da queste parti il regno di Atlante, cfr. Diod. Sic. III, 1, 3.
143. ↑  Consolo Langher, pp. 221-225; Stefania De Vido, pp. 346, 350.
144. ↑  Consolo Langher (2002), p. 345.
145. 1 2  Diod. Sic., XX 57, 5. Cfr. Stefania De Vido, p. 350.
146. ↑  Emilio Gabba, Georges Vallet, La Sicilia antica, vol. 1, 1980, p. 335.
147. ↑  Diod. Sic., XX 57, 6. Cit. Stefania De Vido, p. 350.
148. ↑  Cfr. Stefania De Vido, p. 350, n. 72.
149. 1 2  Diod. Sic., XX 57, 6.
150. ↑  Diod. Sic., XX 58, 1.
151. ↑  Diod. Sic., XX 58, 1-2.
152. ↑  Cfr. Mhamed Fantar, Mansour Ghaki, Actes du IIIe congrès international des études phéniciennes et puniques: Tunis, 11-16 novembre 1991, Volume 1, 1995, p. 286.
153. ↑  Diod. Sic., XX 58, 2-3. Cfr. Consolo Langher (2002), p. 348.
154. ↑  Diod. Sic., XX 58, 4.
155. ↑  Diod. Sic., XX 58, 5. Cfr. Stefania De Vido, p. 349.
156. ↑  Diod. Sic., XX 58, 6.
157. ↑  Trad. in Michel Gras, p. 41.
158. ↑  Michel Gras, pp. 42-43.
159. ↑  Consolo Langher, p. 224.
160. ↑  Stefano cit. in Michel Gras, p. 41 e in Consolo Langher, p. 224.
161. ↑  Consolo Langher, p. 225; Michel Gras, p. 43.
162. ↑  Cfr. Michel Gras, p. 43.
163. ↑  Actas del IV Congreso Internacional de Estudios Fenicios y Púnicos: Cádiz, 2 al 6 de octubre de 1995, vol. 3, pp. 1255-1261; Miscellanea etrusco-italica, vol. 3, pp. 63-65.
164. ↑  Cfr. Giuseppe Compagnoni, Bibliotheca storica di Diodoro Siculo, 1822, p. 89, n. 1.
165. ↑  Diod. Sic., XX 59 1-4.
166. ↑  Langher: Storiografia e potere: Duride, Timeo, Callia e il dibattito su Agatocle, p. 32; Siracusa e la Sicilia greca: tra età arcaica ed alto ellenismo, p. 137.
167. ↑  Diod. Sic., XX 60, 1-2.
168. ↑  Diod. Sic., XX 60, 3.
169. ↑  Diod. Sic., XX 60, 4-7.
170. ↑  Diod. Sic., XX 60, 7-8. Cfr. Consolo Langher, p 227; Gabba, Vallet, p. 308.
171. 1 2  Diod. Sic., XX 61, 1.
172. ↑  Diod. Sic., XX 61, 2-4.
173. ↑  Diod. Sic., XX 64, 4.
174. ↑  Diod. Sic., XX 64, 3.
175. ↑  Diod. Sic., XX 64, 4-5.
176. ↑  Diod. Sic., XX 65, 1-2.
177. ↑  Diod. Sic., XX 66, 1-2.
178. ↑  Diod. Sic., XX 66, 3-4.
179. ↑  Diod. Sic., XX 67, 1-4.
180. ↑  Diod. Sic., XX 68, 1.
181. ↑  Cfr. Snodgrass, Armi ed armature dei Greci, p. 134.
182. ↑  Giustino, XXII 8, 4-8.
183. ↑  Diod. Sic., XX 68, 3.
184. ↑  Diod. Sic., XX 68, 2-4.
185. ↑  Diod. Sic., XX 69, 1-2.
186. 1 2  Diod. Sic., XX 69, 3. Cfr. Consolo Langher, p. 241; Gaetano De Sanctis, p. 233.
187. ↑  Giustino, XXII 8, 8-10.
188. ↑  Giustino, XXII 8, 11-12.
189. ↑  Diod. Sic., XX 71.
190. ↑  Cfr. Gaetano De Sanctis, pp. 233-234: Diod. Sic., XX 72, 1.
191. ↑  Giustino, XXII 8, 13-14.
192. ↑  Diod. Sic., XX 70, 1-4.
193. ↑  Diod. Sic., XX 72, 1-5.
194. 1 2 3 4  Gaetano De Sanctis, p. 232-233, n. 2.
195. 1 2  Consolo Langher, p. 236.
196. 1 2  Diod. Sic., XX 69, 3.
197. 1 2  Diod. Sic., XX 69, 4.
198. ↑  Diod. Sic., XX 69, 5.
199. 1 2 3 4  Diod. Sic., XXI 16, 1.
200. ↑  Sui rapporti tra Agatocle e Demetrio, e sull'importanza delle rispettive flotte, cfr: I greci in Adriatico (a cura di), 2002, p. 80.
201. ↑  Polibio, VII 2, 3-4.
202. ↑  Cfr. Emilio Galvagno, pp. 249-250.
203. ↑  Erodoto, VII, 166.
204. ↑  Cfr. Emilio Galvagno, pp. 251-252.
205. 1 2  Cit. Portale in Magia d'Egitto, I.I. M.L. Famà (a cura di), p. 139.
206. ↑  Pun., III, 257. Cfr.  Tripoli, in Enciclopedia Italiana, Roma, Istituto dell'Enciclopedia Italiana.
«ovvero Siciliani rimasti nell'Africa dopo lo sbandamento dell'esercito di Agatocle (E. Ciaceri, in Atti primo congresso studi coloniali, II, Firenze 1931, p. 52 segg.)»
207. ↑  Gaio Giulio Solino cit. in Ettore Pais, Storia dell'Italia antica e della Sicilia..., 1933, p. 806.
208. ↑  Trad. ita in Domenico Musti, Il Simposio nel suo sviluppo storico.
209. ↑  Cit. Istituto di studi romani, Storia di Roma, 1038, p. 257.
210. ↑  Stefania De Vido, p. 84.
211. ↑  Cfr. es. La Civiltà Cartaginese (a cura di), 2016; Pierre Lévêque, Il mondo ellenistico, 1980, p. 41.
212. ↑  Polibio, XV 35, 6. Cfr. trad. ita in Du miel au café, de l'ivoire à l'acajou..., p. 169.
213. ↑  Stefania De Vido, La Sicilia nel IV secolo: dai Dionisi ad Agatocle, p. 362.

### Fonti primarie
Le principali
- Diodoro Siculo, Bibliotheca historica, libri: XIX, XX, XXI.
- Marco Giuniano Giustino, Historiarum Philippicarum T. Pompeii Trogi libri XLIV in epitomen redacti, libri: XXII, XXIII.
- Polibio, Storie.

Altre fonti primarie
- Polieno, Stratagemmi, Agatocle.
- Plutarco, vite parallele: notizie varie in vita di Pirro e vita di Demetrio.

### Fonti moderne
- (FR) Edouard Will, Ophellas, Ptolémée, Cassandre et la chronologie, in Revue des Études Anciennes. Tome 6, 1964.
- Gaetano De Sanctis, Agatocle, in Scritti minori, vol. 1, Ed. di Storia e Letteratura, 1970, ISBN non esistente.
- (FR) Edouard Will, Histoire politique du monde hellénistique (323-30 av. J.-C.), Presses Universitaires de Nancy, 1982, ISBN 978-2-02-060387-4.
- G. Marasco, Agatocle e la politica siracusana agli inizi del III secolo a.C., in Prometheus, 10, 1984,  pp. 97-133. URL consultato il 31 maggio 2017 (archiviato dall'url originale il 12 dicembre 2017).
- Sebastiana Nerina Consolo Langher, Macedonia e Sicilia nell'età dei Diadochi e di Agatocle, in Archivio storico messinese, vol. 60, pp. 97-137, Società messinese di storia patria, 1992.
- Lorenzo Braccesi, Ofella, Atene e l'avventura libica, in Hesperia 7: studi sulla grecità di occidente, L'ERMA di BRETSCHNEIDER, 1996, ISBN 978-88-7062-944-6.
- Lorenzo Braccesi, I Greci e la periferia africana in età arcaica, in Hesperia 10, L'ERMA di BRETSCHNEIDER, 2000, ISBN 978-88-8265-074-2.
- Paolo Xella, I Χρυσοῖ ναοί dei Cartaginesi, 2000, C.N.R., Roma, Università di Tubingen.
- Massimo Guidetti (a cura di), Alessandro dal Mediterraneo all'Oceano Indiano, in Storia del Mediterraneo nell'antichità: 9.-1. secolo a.C, Editoriale Jaca Book, 2004, ISBN 978-88-16-40660-5.
- Greci e indigeni nella Libye: le spedizioni di Eumaco a nord-ovest di Cartagine, in L'Africa romana: Atti del XV convegno di studio, Tozeur, 11-15 dicembre 2002, Volume 15, Carocci, 2004, ISBN 978-88-430-3195-5.
- Cinzia Bearzot, Franca Landucci Gattinoni (a cura di), Tradizioni storiche ed etnografiche nella Libia di Diodoro, in Diodoro e l'altra Grecia: Macedonia, Occidente, Ellenismo nella Biblioteca storica : atti del convegno, Milano, 15-16 gennaio 2004, Vita e Pensiero, 2005, ISBN 978-88-343-5006-5.
- Lorenzo Braccesi, Alessandro e l'obiettivo "Cartagine", in L'Alessandro occidentale: il Macedone e Roma, L'ERMA di BRETSCHNEIDER, 2006, ISBN 978-88-8265-376-7.
- Aomar Akerraz, Paola Ruggeri, Ahmed Siraj, Cinzia Vismara (a cura di), I Greci e l’Africa del Nord. Il conflitto greco-cartaginese in terra libica: alleanza tra Siracusa Cirene ed Egitto e genesi della regalità di Agatocle, in L'Africa romana. vol. terzo, 2006.
- Aomar Akerraz, Paola Ruggeri, Ahmed Siraj, Cinzia Vismara (a cura di), Sicelioti in Africa nel III secolo a.C., in L'Africa romana  - Atti del XVI convegno di studio Rabat, 15-19 dicembre 2004, Centro di Studi Interdisciplinari sulle Province Romane dell’Università degli Studi di Sassari, 2006, ISBN 88-430-3990-3.
- Stefania De Vido, Il liberatore e il re, Guerra e potere, Guerra e pace, Guerra e territorio, in Le guerre di Sicilia, Carocci editore, 2013, ISBN 978-88-430-6788-6.